# 대한민국의 코로나19 범유행의 경과
|                      |                       |                |                    |
| 날짜                 | 누적 확진자           | 누적 사망자    | 누적 격리해제자    |
| 2020년               |                       |                |                    |
| 1월 20일             | 1명 (+1)              | 0명            | 0명                |
| 1월 24일             | 1명 (+1)              | 0명            | 0명                |
| 1월 26일             | 2명 (+1)              | 0명            | 0명                |
| 1월 27일             | 3명 (+1)              | 0명            | 0명                |
| 1월 30일             | 4명 (+1)              | 0명            | 0명                |
| 1월 31일             | 6명 (+2)              | 0명            | 0명                |
| 2월 1일              | 11명 (+5)             | 0명            | 0명                |
| 2월 2일              | 12명 (+1)             | 0명            | 0명                |
| 2월 4일              | 15명 (+3)             | 0명            | 0명                |
| 2월 5일              | 16명 (+1)             | 0명            | 0명                |
| 2월 6일              | 19명 (+3)             | 0명            | 1명 (+1)           |
| 2월 7일              | 23명 (+4)             | 0명            | 2명 (+1)           |
| 2월 9일              | 24명 (+1)             | 0명            | 2명 (+1)           |
| 2월 10일             | 27명 (+3)             | 0명            | 3명 (+1)           |
| 2월 11일             | 27명 (+3)             | 0명            | 4명 (+1)           |
| 2월 12일             | 28명 (+1)             | 0명            | 4명 (+1)           |
| 2월 15일             | 28명 (+1)             | 0명            | 7명 (+3)           |
| 2월 16일             | 28명 (+1)             | 0명            | 9명 (+2)           |
| 2월 17일             | 29명 (+1)             | 0명            | 9명 (+2)           |
| 2월 18일             | 30명 (+1)             | 0명            | 10명 (+1)          |
| 2월 19일             | 31명 (+1)             | 0명            | 12명 (+2)          |
| 2월 20일             | 51명 (+20)            | 1명 (+1)       | 16명 (+4)          |
| 2월 21일             | 104명 (+53)           | 1명 (+1)       | 16명 (+4)          |
| 2월 22일             | 204명 (+100)          | 2명 (+1)       | 17명 (+1)          |
| 2월 23일             | 433명 (+229)          | 2명 (+1)       | 18명 (+1)          |
| 2월 24일             | 602명 (+169)          | 6명 (+4)       | 18명 (+1)          |
| 2월 25일             | 833명 (+231)          | 8명 (+2)       | 24명 (+6)          |
| 2월 26일             | 977명 (+144)          | 12명 (+4)      | 24명 (+6)          |
| 2월 27일             | 1,261명 (+284)        | 12명 (+4)      | 24명 (+6)          |
| 2월 28일             | 1,766명 (+505)        | 13명 (+1)      | 27명 (+3)          |
| 2월 29일             | 2,337명 (+571)        | 16명 (+3)      | 27명 (+3)          |
| 3월 1일              | 3,150명 (+813)        | 17명 (+1)      | 28명 (+1)          |
| 3월 2일              | 4,212명 (+1062)       | 22명 (+5)      | 31명 (+3)          |
| 3월 3일              | 4,812명 (+600)        | 28명 (+6)      | 34명 (+3)          |
| 3월 4일              | 5,328명 (+516)        | 32명 (+4)      | 41명 (+7)          |
| 3월 5일              | 5,766명 (+438)        | 35명 (+3)      | 88명 (+47)         |
| 3월 6일              | 6,284명 (+518)        | 42명 (+7)      | 108명 (+20)        |
| 3월 7일              | 6,767명 (+483)        | 44명 (+2)      | 118명 (+10)        |
| 3월 8일              | 7,134명 (+367)        | 50명 (+6)      | 130명 (+12)        |
| 3월 9일              | 7,382명 (+248)        | 51명 (+1)      | 166명 (+36)        |
| 3월 10일             | 7,513명 (+131)        | 54명 (+3)      | 247명 (+81)        |
| 3월 11일             | 7,755명 (+242)        | 60명 (+6)      | 288명 (+41)        |
| 3월 12일             | 7,869명 (+114)        | 66명 (+6)      | 333명 (+45)        |
| 3월 13일             | 7,979명 (+110)        | 67명 (+1)      | 510명 (+177)       |
| 3월 14일             | 8,086명 (+107)        | 72명 (+5)      | 714명 (+204)       |
| 3월 15일             | 8,162명 (+76)         | 75명 (+3)      | 834명 (+120)       |
| 3월 16일             | 8,236명 (+74)         | 75명 (+3)      | 1,137명 (+303)     |
| 3월 17일             | 8,320명 (+84)         | 81명 (+6)      | 1.401명 (+264)     |
| 3월 18일             | 8,413명 (+93)         | 84명 (+3)      | 1,540명 (+139)     |
| 3월 19일             | 8,565명 (+152)        | 91명 (+7)      | 1,947명 (+407)     |
| 3월 20일             | 8,652명 (+87)         | 94명 (+3)      | 2,233명 (+286)     |
| 3월 21일             | 8,799명 (+147)        | 102명 (+8)     | 2,612명 (+379)     |
| 3월 22일             | 8,897명 (+98)         | 104명 (+2)     | 2,909명 (+297)     |
| 3월 23일             | 8,961명 (+64)         | 111명 (+7)     | 3,166명 (+257)     |
| 3월 24일             | 9,037명 (+76)         | 120명 (+9)     | 3,507명 (+341)     |
| 3월 25일             | 9,137명 (+100)        | 126명 (+6)     | 3,730명 (+223)     |
| 3월 26일             | 9,241명 (+104)        | 131명 (+5)     | 4,144명 (+414)     |
| 3월 27일             | 9,332명 (+91)         | 139명 (+8)     | 4,528명 (+384)     |
| 3월 28일             | 9,478명 (+146)        | 144명 (+5)     | 4,811명 (+283)     |
| 3월 29일             | 9,583명 (+105)        | 152명 (+8)     | 5,033명 (+222)     |
| 3월 30일             | 9,661명 (+78)         | 158명 (+6)     | 5,228명 (+195)     |
| 3월 31일             | 9,786명 (+125)        | 162명 (+4)     | 5,408명 (+180)     |
| 4월 1일              | 9,887명 (+101)        | 165명 (+3)     | 5,567명 (+159)     |
| 4월 2일              | 9,976명 (+89)         | 169명 (+4)     | 5,828명 (+261)     |
| 4월 3일              | 10,062명 (+86)        | 174명 (+5)     | 6,021명 (+193)     |
| 4월 4일              | 10,156명 (+94)        | 177명 (+3)     | 6,325명 (+304)     |
| 4월 5일              | 10,237명 (+81)        | 183명 (+6)     | 6,463명 (+138)     |
| 4월 6일              | 10,284명 (+47)        | 186명 (+3)     | 6,598명 (+135)     |
| 4월 7일              | 10,331명 (+47)        | 192명 (+6)     | 6,694명 (+96)      |
| 4월 8일              | 10,384명 (+53)        | 200명 (+8)     | 6,776명 (+82)      |
| 4월 9일              | 10,423명 (+39)        | 204명 (+4)     | 6,973명 (+197)     |
| 4월 10일             | 10,450명 (+27)        | 208명 (+4)     | 7,117명 (+144)     |
| 4월 11일             | 10,480명 (+30)        | 211명 (+3)     | 7,243명 (+126)     |
| 4월 12일             | 10,512명 (+32)        | 214명 (+3)     | 7,368명 (+125)     |
| 4월 13일             | 10,537명 (+25)        | 217명 (+3)     | 7,447명 (+79)      |
| 4월 14일             | 10,564명 (+27)        | 222명 (+5)     | 7,534명 (+87)      |
| 4월 15일             | 10,591명 (+27)        | 225명 (+3)     | 7,616명 (+82)      |
| 4월 16일             | 10,613명 (+22)        | 229명 (+4)     | 7,757명 (+141)     |
| 4월 17일             | 10,635명 (+22)        | 230명 (+1)     | 7,829명 (+72)      |
| 4월 18일             | 10,653명 (+18)        | 232명 (+2)     | 7,937명 (+108)     |
| 4월 19일             | 10,661명 (+8)         | 234명 (+2)     | 8,042명 (+105)     |
| 4월 20일             | 10,674명 (+13)        | 236명 (+2)     | 8,114명 (+72)      |
| 4월 21일             | 10,683명 (+9)         | 237명 (+1)     | 8,213명 (+99)      |
| 4월 22일             | 10,694명 (+11)        | 238명 (+1)     | 8,277명 (+64)      |
| 4월 23일             | 10,702명 (+8)         | 240명 (+2)     | 8,411명 (+134)     |
| 4월 24일             | 10,708명 (+6)         | 240명 (+2)     | 8,501명 (+90)      |
| 4월 25일             | 10,718명 (+10)        | 240명 (+2)     | 8,635명 (+134)     |
| 4월 26일             | 10,728명 (+10)        | 242명 (+2)     | 8,717명 (+82)      |
| 4월 27일             | 10,738명 (+10)        | 243명 (+1)     | 8,764명 (+47)      |
| 4월 28일             | 10,752명 (+14)        | 244명 (+1)     | 8,854명 (+90)      |
| 4월 29일             | 10,761명 (+9)         | 246명 (+2)     | 8,922명 (+68)      |
| 4월 30일             | 10,765명 (+4)         | 247명 (+1)     | 9,059명 (+137)     |
| 5월 1일              | 10,774명 (+9)         | 248명 (+1)     | 9,072명 (+13)      |
| 5월 2일              | 10,780명 (+6)         | 250명 (+2)     | 9,123명 (+51)      |
| 5월 3일              | 10,793명 (+13)        | 250명 (+2)     | 9,183명 (+60)      |
| 5월 4일              | 10,801명 (+8)         | 252명 (+2)     | 9,217명 (+34)      |
| 5월 5일              | 10,804명 (+3)         | 254명 (+2)     | 9,283명 (+66)      |
| 5월 6일              | 10,806명 (+2)         | 255명 (+1)     | 9,333명 (+50)      |
| 5월 7일              | 10,810명 (+4)         | 256명 (+1)     | 9,419명 (+86)      |
| 5월 8일              | 10,822명 (+12)        | 256명 (+1)     | 9,484명 (+65)      |
| 5월 9일              | 10,840명 (+18)        | 256명 (+1)     | 9,568명 (+84)      |
| 5월 10일             | 10,874명 (+34)        | 256명 (+1)     | 9,610명 (+42)      |
| 5월 11일             | 10,909명 (+35)        | 256명 (+1)     | 9,632명 (+22)      |
| 5월 12일             | 10,936명 (+27)        | 258명 (+2)     | 9,670명 (+38)      |
| 5월 13일             | 10,962명 (+26)        | 259명 (+1)     | 9,695명 (+25)      |
| 5월 14일             | 10,991명 (+29)        | 260명 (+1)     | 9,762명 (+67)      |
| 5월 15일             | 11,018명 (+27)        | 260명 (+1)     | 9,821명 (+59)      |
| 5월 16일             | 11,037명 (+19)        | 262명 (+2)     | 9,851명 (+30)      |
| 5월 17일             | 11,050명 (+13)        | 262명 (+2)     | 9,888명 (+37)      |
| 5월 18일             | 11,065명 (+15)        | 263명 (+1)     | 9,904명 (+16)      |
| 5월 19일             | 11,078명 (+13)        | 263명 (+1)     | 9,938명 (+34)      |
| 5월 20일             | 11,110명 (+32)        | 263명 (+1)     | 10,066명 (+128)    |
| 5월 21일             | 11,122명 (+12)        | 264명 (+1)     | 10,135명 (+69)     |
| 5월 22일             | 11,142명 (+20)        | 264명 (+1)     | 10,162명 (+27)     |
| 5월 23일             | 11,165명 (+23)        | 266명 (+2)     | 10,194명 (+32)     |
| 5월 24일             | 11,190명 (+25)        | 266명 (+2)     | 10,213명 (+19)     |
| 5월 25일             | 11,206명 (+16)        | 267명 (+1)     | 10,226명 (+13)     |
| 5월 26일             | 11,225명 (+19)        | 269명 (+2)     | 10,275명 (+49)     |
| 5월 27일             | 11,265명 (+40)        | 269명 (+2)     | 10,295명 (+20)     |
| 5월 28일             | 11,344명 (+79)        | 269명 (+2)     | 10,340명 (+45)     |
| 5월 29일             | 11,402명 (+58)        | 269명 (+2)     | 10,363명 (+23)     |
| 5월 30일             | 11,441명 (+39)        | 269명 (+2)     | 10,398명 (+35)     |
| 5월 31일             | 11,468명 (+27)        | 270명 (+1)     | 10,405명 (+7)      |
| 6월 1일              | 11,503명 (+35)        | 271명 (+1)     | 10,422명 (+17)     |
| 6월 2일              | 11,541명 (+38)        | 272명 (+1)     | 10,446명 (+24)     |
| 6월 3일              | 11,590명 (+49)        | 273명 (+1)     | 10,467명 (+21)     |
| 6월 4일              | 11,629명 (+39)        | 273명 (+1)     | 10,499명 (+32)     |
| 6월 5일              | 11,668명 (+39)        | 273명 (+1)     | 10,506명 (+7)      |
| 6월 6일              | 11,719명 (+51)        | 273명 (+1)     | 10,531명 (+25)     |
| 6월 7일              | 11,776명 (+57)        | 273명 (+1)     | 10,552명 (+21)     |
| 6월 8일              | 11,814명 (+38)        | 273명 (+1)     | 10,563명 (+11)     |
| 6월 9일              | 11,852명 (+38)        | 274명 (+1)     | 10,589명 (+26)     |
| 6월 10일             | 11,902명 (+50)        | 276명 (+2)     | 10,611명 (+22)     |
| 6월 11일             | 11,947명 (+45)        | 276명 (+2)     | 10,654명 (+43)     |
| 6월 12일             | 12,002명 (+55)        | 277명 (+1)     | 10,669명 (+15)     |
| 6월 13일             | 12,051명 (+49)        | 277명 (+1)     | 10,691명 (+22)     |
| 6월 14일             | 12,084명 (+33)        | 277명 (+1)     | 10,718명 (+27)     |
| 6월 15일             | 12,121명 (+37)        | 277명 (+1)     | 10,730명 (+12)     |
| 6월 16일             | 12,155명 (+34)        | 278명 (+1)     | 10,760명 (+30)     |
| 6월 17일             | 12,198명 (+43)        | 279명 (+1)     | 10,774명 (+14)     |
| 6월 18일             | 12,257명 (+59)        | 280명 (+1)     | 10,800명 (+26)     |
| 6월 19일             | 12,306명 (+49)        | 280명 (+1)     | 10,835명 (+35)     |
| 6월 20일             | 12,373명 (+67)        | 280명 (+1)     | 10,856명 (+21)     |
| 6월 21일             | 12,421명 (+48)        | 280명 (+1)     | 10,868명 (+12)     |
| 6월 22일             | 12,438명 (+17)        | 280명 (+1)     | 10,881명 (+13)     |
| 6월 23일             | 12,484명 (+46)        | 281명 (+1)     | 10,908명 (+27)     |
| 6월 24일             | 12,535명 (+51)        | 281명 (+1)     | 10,930명 (+22)     |
| 6월 25일             | 12,563명 (+28)        | 282명 (+1)     | 10,974명 (+44)     |
| 6월 26일             | 12,602명 (+39)        | 282명 (+1)     | 11,172명 (+198)    |
| 6월 27일             | 12,653명 (+51)        | 282명 (+1)     | 11,317명 (+145)    |
| 6월 28일             | 12,715명 (+62)        | 282명 (+1)     | 11,364명 (+47)     |
| 6월 29일             | 12,757명 (+42)        | 282명 (+1)     | 11,429명 (+65)     |
| 6월 30일             | 12,799명 (+42)        | 282명 (+1)     | 11,537명 (+108)    |
| 7월 1일              | 12,850명 (+51)        | 282명 (+1)     | 11,613명 (+76)     |
| 7월 2일              | 12,904명 (+54)        | 282명 (+1)     | 11,684명 (+71)     |
| 7월 3일              | 12,967명 (+63)        | 282명 (+1)     | 11,759명 (+75)     |
| 7월 4일              | 13,030명 (+63)        | 283명 (+1)     | 11,811명 (+52)     |
| 7월 5일              | 13,089명 (+59)        | 283명 (+1)     | 11,832명 (+21)     |
| 7월 6일              | 13,137명 (+48)        | 284명 (+1)     | 11,848명 (+16)     |
| 7월 7일              | 13,181명 (+44)        | 285명 (+1)     | 11,914명 (+66)     |
| 7월 8일              | 13,243명 (+62)        | 285명 (+1)     | 11,970명 (+56)     |
| 7월 9일              | 13,293명 (+50)        | 287명 (+2)     | 12,019명 (+49)     |
| 7월 10일             | 13,338명 (+45)        | 288명 (+1)     | 12,065명 (+46)     |
| 7월 11일             | 13,373명 (+35)        | 288명 (+1)     | 12,144명 (+79)     |
| 7월 12일             | 13,417명 (+44)        | 289명 (+1)     | 12,178명 (+34)     |
| 7월 13일             | 13,479명 (+62)        | 289명 (+1)     | 12,204명 (+26)     |
| 7월 14일             | 13,512명 (+33)        | 289명 (+1)     | 12,282명 (+78)     |
| 7월 15일             | 13,551명 (+39)        | 289명 (+1)     | 12,348명 (+66)     |
| 7월 16일             | 13,612명 (+61)        | 291명 (+2)     | 12,396명 (+48)     |
| 7월 17일             | 13,672명 (+60)        | 293명 (+2)     | 12,460명 (+64)     |
| 7월 18일             | 13,711명 (+39)        | 294명 (+1)     | 12,519명 (+59)     |
| 7월 19일             | 13,745명 (+34)        | 295명 (+1)     | 12,556명 (+37)     |
| 7월 20일             | 13,771명 (+26)        | 296명 (+1)     | 12,572명 (+16)     |
| 7월 21일             | 13,816명 (+45)        | 296명 (+1)     | 12,643명 (+71)     |
| 7월 22일             | 13,879명 (+63)        | 297명 (+1)     | 12,698명 (+55)     |
| 7월 23일             | 13,938명 (+59)        | 297명 (+1)     | 12,758명 (+60)     |
| 7월 24일             | 13,979명 (+41)        | 298명 (+1)     | 12,817명 (+59)     |
| 7월 25일             | 14,092명 (+113)       | 298명 (+1)     | 12,866명 (+49)     |
| 7월 26일             | 14,150명 (+58)        | 298명 (+1)     | 12,890명 (+24)     |
| 7월 27일             | 14,175명 (+25)        | 299명 (+1)     | 12,905명 (+15)     |
| 7월 28일             | 14,203명 (+28)        | 300명 (+1)     | 13,007명 (+102)    |
| 7월 29일             | 14,251명 (+48)        | 300명 (+1)     | 13,069명 (+62)     |
| 7월 30일             | 14,269명 (+18)        | 300명 (+1)     | 13,132명 (+63)     |
| 7월 31일             | 14,305명 (+36)        | 301명 (+1)     | 13,183명 (+51)     |
| 8월 1일              | 14,336명 (+31)        | 301명 (+1)     | 13,233명 (+50)     |
| 8월 2일              | 14,366명 (+30)        | 301명 (+1)     | 13,259명 (+26)     |
| 8월 3일              | 14,389명 (+23)        | 301명 (+1)     | 13,280명 (+21)     |
| 8월 4일              | 14,423명 (+34)        | 301명 (+1)     | 13,352명 (+72)     |
| 8월 5일              | 14,456명 (+33)        | 302명 (+1)     | 13,406명 (+54)     |
| 8월 6일              | 14,499명 (+43)        | 302명 (+1)     | 13,501명 (+95)     |
| 8월 7일              | 14,519명 (+20)        | 303명 (+1)     | 13,543명 (+42)     |
| 8월 8일              | 14,562명 (+43)        | 304명 (+1)     | 13,629명 (+86)     |
| 8월 9일              | 14,598명 (+36)        | 305명 (+1)     | 13,642명 (+13)     |
| 8월 10일             | 14,626명 (+28)        | 305명 (+1)     | 13,658명 (+16)     |
| 8월 11일             | 14,660명 (+34)        | 305명 (+1)     | 13,729명 (+71)     |
| 8월 12일             | 14,714명 (+54)        | 305명 (+1)     | 13,786명 (+57)     |
| 8월 13일             | 14,770명 (+56)        | 305명 (+1)     | 13,817명 (+31)     |
| 8월 14일             | 14,873명 (+103)       | 305명 (+1)     | 13,863명 (+46)     |
| 8월 15일             | 15,039명 (+155)       | 305명 (+1)     | 13,901명 (+38)     |
| 8월 16일             | 15,318명 (+279)       | 305명 (+1)     | 13,910명 (+9)      |
| 8월 17일             | 15,515명 (+197)       | 305명 (+1)     | 13,917명 (+7)      |
| 8월 18일             | 15,761명 (+246)       | 306명 (+1)     | 13,934명 (+17)     |
| 8월 19일             | 16,058명 (+297)       | 306명 (+1)     | 14,006명 (+72)     |
| 8월 20일             | 16,346명 (+288)       | 307명 (+1)     | 14,063명 (+57)     |
| 8월 21일             | 16,670명 (+315)       | 309명 (+2)     | 14,120명 (+57)     |
| 8월 22일             | 17,002명 (+332)       | 309명 (+2)     | 14,169명 (+49)     |
| 8월 23일             | 17,399명 (+397)       | 309명 (+2)     | 14,200명 (+31)     |
| 8월 24일             | 17,665명 (+266)       | 309명 (+2)     | 14,219명 (+19)     |
| 8월 25일             | 17,945명 (+280)       | 310명 (+1)     | 14,286명 (+67)     |
| 8월 26일             | 18,265명 (+320)       | 312명 (+1)     | 14,368명 (+82)     |
| 8월 27일             | 18,706명 (+441)       | 313명 (+1)     | 14,461명 (+93)     |
| 8월 28일             | 19,077명 (+371)       | 316명 (+3)     | 14,551명 (+90)     |
| 8월 29일             | 19,400명 (+323)       | 321명 (+5)     | 14,765명 (+214)    |
| 8월 30일             | 19,699명 (+299)       | 323명 (+2)     | 14,903명 (+138)    |
| 8월 31일             | 19,947명 (+248)       | 324명 (+1)     | 14,973명 (+70)     |
| 9월 1일              | 20,182명 (+235)       | 324명 (+1)     | 15,198명 (+225)    |
| 9월 2일              | 20,449명 (+267)       | 326명 (+2)     | 15,356명 (+158)    |
| 9월 3일              | 20,644명 (+195)       | 329명 (+3)     | 15,529명 (+173)    |
| 9월 4일              | 20,842명 (+198)       | 331명 (+2)     | 15,783명 (+254)    |
| 9월 5일              | 21,010명 (+168)       | 333명 (+2)     | 16,009명 (+226)    |
| 9월 6일              | 21,177명 (+167)       | 334명 (+1)     | 16,146명 (+137)    |
| 9월 7일              | 21,296명 (+119)       | 336명 (+2)     | 16,297명 (+151)    |
| 9월 8일              | 21,432명 (+136)       | 341명 (+5)     | 16,636명 (+339)    |
| 9월 9일              | 21,588명 (+156)       | 344명 (+3)     | 17,023명 (+387)    |
| 9월 10일             | 21,743명 (+155)       | 346명 (+2)     | 17,360명 (+337)    |
| 9월 11일             | 21,919명 (+176)       | 350명 (+4)     | 17,616명 (+256)    |
| 9월 12일             | 22,055명 (+136)       | 355명 (+5)     | 18,029명 (+413)    |
| 9월 13일             | 22,176명 (+121)       | 358명 (+3)     | 18,226명 (+197)    |
| 9월 14일             | 22,285명 (+109)       | 363명 (+5)     | 18,489명 (+263)    |
| 9월 15일             | 22,391명 (+106)       | 367명 (+4)     | 18,878명 (+389)    |
| 9월 16일             | 22,504명 (+113)       | 367명 (+4)     | 19,310명 (+432)    |
| 9월 17일             | 22,657명 (+153)       | 372명 (+5)     | 19,543명 (+233)    |
| 9월 18일             | 22,783명 (+126)       | 377명 (+5)     | 19,771명 (+228)    |
| 9월 19일             | 22,893명 (+110)       | 378명 (+1)     | 19,970명 (+199)    |
| 9월 20일             | 22,975명 (+82)        | 383명 (+5)     | 20,158명 (+188)    |
| 9월 21일             | 23,045명 (+70)        | 385명 (+2)     | 20,248명 (+90)     |
| 9월 22일             | 23,106명 (+61)        | 388명 (+3)     | 20,441명 (+193)    |
| 9월 23일             | 23,216명 (+110)       | 388명 (+3)     | 20,650명 (+209)    |
| 9월 24일             | 23,341명 (+125)       | 393명 (+5)     | 20,832명 (+182)    |
| 9월 25일             | 23,455명 (+114)       | 395명 (+2)     | 20,978명 (+146)    |
| 9월 26일             | 23,516명 (+61)        | 399명 (+4)     | 21,166명 (+188)    |
| 9월 27일             | 23,611명 (+95)        | 401명 (+2)     | 21,248명 (+82)     |
| 9월 28일             | 23,661명 (+50)        | 406명 (+5)     | 21,292명 (+44)     |
| 9월 29일             | 23,699명 (+38)        | 407명 (+1)     | 21,470명 (+178)    |
| 9월 30일             | 23,812명 (+113)       | 413명 (+6)     | 21,591명 (+121)    |
| 10월 1일             | 23,889명 (+77)        | 415명 (+2)     | 21,666명 (+75)     |
| 10월 2일             | 23,952명 (+63)        | 416명 (+1)     | 21,733명 (+67)     |
| 10월 3일             | 24,027명 (+75)        | 420명 (+4)     | 21,787명 (+54)     |
| 10월 4일             | 24,091명 (+64)        | 421명 (+1)     | 21,845명 (+58)     |
| 10월 5일             | 24,164명 (+73)        | 422명 (+1)     | 21,886명 (+41)     |
| 10월 6일             | 24,239명 (+75)        | 422명 (+1)     | 22,083명 (+197)    |
| 10월 7일             | 24,353명 (+114)       | 425명 (+3)     | 22,334명 (+251)    |
| 10월 8일             | 24,422명 (+69)        | 427명 (+2)     | 22,463명 (+129)    |
| 10월 9일             | 24,476명 (+54)        | 428명 (+1)     | 22,569명 (+106)    |
| 10월 10일            | 24,548명 (+72)        | 430명 (+2)     | 22,624명 (+55)     |
| 10월 11일            | 24,605명 (+57)        | 432명 (+2)     | 22,693명 (+69)     |
| 10월 12일            | 24,703명 (+98)        | 433명 (+1)     | 22,728명 (+35)     |
| 10월 13일            | 24,805명 (+102)       | 434명 (+1)     | 22,863명 (+135)    |
| 10월 14일            | 24,878명 (+73)        | 438명 (+4)     | 23,030명 (+167)    |
| 10월 15일            | 24,988명 (+110)       | 439명 (+1)     | 23,082명 (+52)     |
| 10월 16일            | 25,035명 (+47)        | 441명 (+2)     | 23,180명 (+98)     |
| 10월 17일            | 25,108명 (+73)        | 443명 (+2)     | 23,258명 (+78)     |
| 10월 18일            | 25,199명 (+91)        | 444명 (+1)     | 23,312명 (+54)     |
| 10월 19일            | 25,275명 (+76)        | 444명 (+1)     | 23,368명 (+56)     |
| 10월 20일            | 25,333명 (+58)        | 447명 (+3)     | 23,466명 (+98)     |
| 10월 21일            | 25,422명 (+89)        | 450명 (+3)     | 23,584명 (+118)    |
| 10월 22일            | 25,543명 (+121)       | 453명 (+3)     | 23,647명 (+63)     |
| 10월 23일            | 25,698명 (+155)       | 455명 (+2)     | 23,717명 (+70)     |
| 10월 24일            | 25,775명 (+77)        | 457명 (+2)     | 23,834명 (+117)    |
| 10월 25일            | 25,836명 (+61)        | 457명 (+2)     | 23,869명 (+35)     |
| 10월 26일            | 25,955명 (+119)       | 457명 (+2)     | 23,905명 (+36)     |
| 10월 27일            | 26,043명 (+88)        | 460명 (+3)     | 23,981명 (+76)     |
| 10월 28일            | 26,146명 (+103)       | 461명 (+1)     | 24,073명 (+92)     |
| 10월 29일            | 26,271명 (+125)       | 462명 (+1)     | 24,168명 (+95)     |
| 10월 30일            | 26,384명 (+113)       | 463명 (+1)     | 24,227명 (+59)     |
| 10월 31일            | 26,511명 (+127)       | 464명 (+1)     | 24,311명 (+84)     |
| 11월 1일             | 26,635명 (+124)       | 466명 (+2)     | 24,357명 (+46)     |
| 11월 2일             | 26,732명 (+97)        | 468명 (+2)     | 24,395명 (+38)     |
| 11월 3일             | 26,807명 (+75)        | 472명 (+4)     | 24,510명 (+115)    |
| 11월 4일             | 26,925명 (+118)       | 474명 (+2)     | 24,616명 (+106)    |
| 11월 5일             | 27,050명 (+125)       | 475명 (+1)     | 24,735명 (+119)    |
| 11월 6일             | 27,195명 (+145)       | 476명 (+1)     | 24,821명 (+86)     |
| 11월 7일             | 27,284명 (+89)        | 477명 (+1)     | 24,910명 (+89)     |
| 11월 8일             | 27,427명 (+143)       | 478명 (+1)     | 24,968명 (+58)     |
| 11월 9일             | 27,553명 (+126)       | 480명 (+2)     | 25,029명 (+61)     |
| 11월 10일            | 27,653명 (+100)       | 485명 (+5)     | 25,160명 (+131)    |
| 11월 11일            | 27,799명 (+146)       | 487명 (+2)     | 25,266명 (+106)    |
| 11월 12일            | 27,942명 (+143)       | 487명 (+2)     | 25,404명 (+138)    |
| 11월 13일            | 28,133명 (+191)       | 488명 (+1)     | 25,537명 (+133)    |
| 11월 14일            | 28,338명 (+205)       | 492명 (+4)     | 25,636명 (+99)     |
| 11월 15일            | 28,546명 (+208)       | 493명 (+1)     | 25,691명 (+55)     |
| 11월 16일            | 28,768명 (+222)       | 494명 (+1)     | 25,759명 (+68)     |
| 11월 17일            | 28,998명 (+230)       | 494명 (+1)     | 25,860명 (+101)    |
| 11월 18일            | 29,311명 (+313)       | 496명 (+2)     | 25,973명 (+113)    |
| 11월 19일            | 29,654명 (+343)       | 498명 (+2)     | 26,098명 (+125)    |
| 11월 20일            | 30,017명 (+363)       | 501명 (+3)     | 26,263명 (+165)    |
| 11월 21일            | 30,403명 (+386)       | 503명 (+2)     | 26,365명 (+102)    |
| 11월 22일            | 30,733명 (+330)       | 505명 (+2)     | 26,466명 (+101)    |
| 11월 23일            | 31,004명 (+271)       | 509명 (+4)     | 26,539명 (+73)     |
| 11월 24일            | 31,353명 (+349)       | 510명 (+1)     | 26,722명 (+183)    |
| 11월 25일            | 31,735명 (+382)       | 513명 (+3)     | 26,835명 (+103)    |
| 11월 26일            | 32,318명 (+583)       | 515명 (+2)     | 26,950명 (+125)    |
| 11월 27일            | 32,887명 (+569)       | 516명 (+1)     | 27,103명 (+153)    |
| 11월 28일            | 33,375명 (+488)       | 522명 (+6)     | 27,349명 (+246)    |
| 11월 29일            | 33,824명 (+449)       | 523명 (+1)     | 27,542명 (+193)    |
| 11월 30일            | 34,201명 (+377)       | 526명 (+3)     | 27,625명 (+83)     |
| 12월 1일             | 34,652명 (+451)       | 526명 (+3)     | 27,885명 (+260)    |
| 12월 2일             | 35,163명 (+511)       | 526명 (+3)     | 28,065명 (+180)    |
| 12월 3일             | 35,703명 (+540)       | 529명 (+3)     | 28,352명 (+287)    |
| 12월 4일             | 36,332명 (+629)       | 536명 (+7)     | 28,611명 (+259)    |
| 12월 5일             | 36,915명 (+583)       | 540명 (+4)     | 28,917명 (+306)    |
| 12월 6일             | 37,546명 (+631)       | 545명 (+5)     | 29,128명 (+211)    |
| 12월 7일             | 38,161명 (+615)       | 549명 (+4)     | 29,301명 (+173)    |
| 12월 8일             | 38,755명 (+594)       | 552명 (+3)     | 29,650명 (+349)    |
| 12월 9일             | 39,432명 (+677)       | 556명 (+4)     | 30,177명 (+527)    |
| 12월 10일            | 40,098명 (+666)       | 564명 (+8)     | 30,637명 (+460)    |
| 12월 11일            | 40,786명 (+688)       | 572명 (+8)     | 31,157명 (+520)    |
| 12월 12일            | 41,736명 (+950)       | 578명 (+6)     | 31,493명 (+336)    |
| 12월 13일            | 42,766명 (+1030)      | 580명 (+2)     | 31,814명 (+321)    |
| 12월 14일            | 43,484명 (+718)       | 587명 (+7)     | 32,102명 (+288)    |
| 12월 15일            | 44,364명 (+880)       | 600명 (+13)    | 32,559명 (+457)    |
| 12월 16일            | 45,442명 (+1078)      | 612명 (+12)    | 32,947명 (+388)    |
| 12월 17일            | 46,453명 (+1011)      | 634명 (+22)    | 33,610명 (+663)    |
| 12월 18일            | 47,515명 (+1062)      | 645명 (+11)    | 33,982명 (+372)    |
| 12월 19일            | 48,570명 (+1055)      | 659명 (+14)    | 34,334명 (+352)    |
| 12월 20일            | 49,660명 (+1090)      | 674명 (+15)    | 34,722명 (+388)    |
| 12월 21일            | 50,586명 (+926)       | 698명 (+24)    | 35,155명 (+433)    |
| 12월 22일            | 51,452명 (+866)       | 722명 (+24)    | 35,928명 (+773)    |
| 12월 23일            | 52,542명 (+1090)      | 739명 (+17)    | 36,726명 (+798)    |
| 12월 24일            | 53,527명 (+985)       | 756명 (+17)    | 37,425명 (+699)    |
| 12월 25일            | 54,767명 (+1240)      | 773명 (+17)    | 38,048명 (+623)    |
| 12월 26일            | 55,899명 (+1132)      | 793명 (+20)    | 38,532명 (+484)    |
| 12월 27일            | 56,869명 (+970)       | 808명 (+15)    | 39,040명 (+508)    |
| 12월 28일            | 57,676명 (+807)       | 819명 (+11)    | 39,268명 (+228)    |
| 12월 29일            | 58,721명 (+1045)      | 859명 (+40)    | 40,703명 (+1435)   |
| 12월 30일            | 59,771명 (+1050)      | 879명 (+20)    | 41,435명 (+732)    |
| 12월 31일            | 60,738명 (+967)       | 900명 (+21)    | 42,271명 (+836)    |
| 2021년               |                       |                |                    |
| 1월 1일              | 61,765명 (+1027)      | 917명 (+17)    | 42,953명 (+682)    |
| 1월 2일              | 62,585명 (+820)       | 942명 (+25)    | 43,578명 (+625)    |
| 1월 3일              | 63,242명 (+657)       | 962명 (+20)    | 44,507명 (+929)    |
| 1월 4일              | 64,262명 (+1020)      | 981명 (+19)    | 45,240명 (+733)    |
| 1월 5일              | 64,976명 (+714)       | 1,007명 (+26)  | 46,172명 (+932)    |
| 1월 6일              | 65,814명 (+838)       | 1,027명 (+20)  | 46,995명 (+823)    |
| 1월 7일              | 66,683명 (+869)       | 1,046명 (+19)  | 47,649명 (+654)    |
| 1월 8일              | 67,357명 (+674)       | 1,081명 (+35)  | 48,369명 (+720)    |
| 1월 9일              | 67,998명 (+641)       | 1,100명 (+19)  | 49,324명 (+955)    |
| 1월 10일             | 68,655명 (+657)       | 1,125명 (+25)  | 50,409명 (+1085)   |
| 1월 11일             | 69,106명 (+451)       | 1,140명 (+15)  | 52,552명 (+2143)   |
| 1월 12일             | 69,643명 (+537)       | 1,165명 (+25)  | 53,569명 (+1017)   |
| 1월 13일             | 70,204명 (+561)       | 1,185명 (+20)  | 54,636명 (+1067)   |
| 1월 14일             | 70,728명 (+524)       | 1,195명 (+10)  | 55,772명 (+1136)   |
| 1월 15일             | 71,240명 (+512)       | 1,217명 (+22)  | 56,536명 (+764)    |
| 1월 16일             | 71,820명 (+580)       | 1,236명 (+19)  | 57,554명 (+1018)   |
| 1월 17일             | 72,340명 (+520)       | 1,249명 (+13)  | 58,253명 (+699)    |
| 1월 18일             | 72,729명 (+389)       | 1,264명 (+15)  | 58,723명 (+470)    |
| 1월 19일             | 73,115명 (+386)       | 1,283명 (+19)  | 59,468명 (+745)    |
| 1월 20일             | 73,518명 (+403)       | 1,300명 (+17)  | 60,180명 (+712)    |
| 1월 21일             | 73,918명 (+400)       | 1,316명 (+16)  | 60,846명 (+666)    |
| 1월 22일             | 74,262명 (+344)       | 1,328명 (+12)  | 61,415명 (+569)    |
| 1월 23일             | 74,692명 (+430)       | 1,337명 (+9)   | 62,044명 (+629)    |
| 1월 24일             | 75,084명 (+392)       | 1,349명 (+12)  | 62,530명 (+486)    |
| 1월 25일             | 75,521명 (+437)       | 1,360명 (+11)  | 62,956명 (+426)    |
| 1월 26일             | 75,875명 (+354)       | 1,371명 (+11)  | 64,793명 (+1837)   |
| 1월 27일             | 76,429명 (+554)       | 1,378명 (+7)   | 65,478명 (+685)    |
| 1월 28일             | 76,926명 (+497)       | 1,386명 (+8)   | 66,016명 (+538)    |
| 1월 29일             | 77,395명 (+469)       | 1,399명 (+13)  | 66,503명 (+487)    |
| 1월 30일             | 77,850명 (+455)       | 1,414명 (+15)  | 67,121명 (+618)    |
| 1월 31일             | 78,205명 (+355)       | 1,420명 (+6)   | 67,878명 (+757)    |
| 2월 1일              | 78,508명 (+303)       | 1,425명 (+5)   | 68,309명 (+431)    |
| 2월 2일              | 78,844명 (+336)       | 1,435명 (+10)  | 68,775명 (+466)    |
| 2월 3일              | 79,311명 (+467)       | 1,441명 (+6)   | 69,299명 (+524)    |
| 2월 4일              | 79,762명 (+451)       | 1,448명 (+7)   | 69,704명 (+405)    |
| 2월 5일              | 80,131명 (+369)       | 1,459명 (+11)  | 70,117명 (+413)    |
| 2월 6일              | 80,524명 (+393)       | 1,464명 (+5)   | 70,505명 (+388)    |
| 2월 7일              | 80,896명 (+372)       | 1,471명 (+7)   | 70,865명 (+360)    |
| 2월 8일              | 81,185명 (+289)       | 1,474명 (+3)   | 71,218명 (+353)    |
| 2월 9일              | 81,487명 (+302)       | 1,482명 (+8)   | 71,676명 (+458)    |
| 2월 10일             | 81,930명 (+443)       | 1,486명 (+4)   | 72,226명 (+550)    |
| 2월 11일             | 82,434명 (+504)       | 1,496명 (+10)  | 72,638명 (+412)    |
| 2월 12일             | 82,837명 (+403)       | 1,507명 (+11)  | 72,936명 (+298)    |
| 2월 13일             | 83,199명 (+362)       | 1,514명 (+7)   | 73,227명 (+291)    |
| 2월 14일             | 83,525명 (+326)       | 1,522명 (+8)   | 73,559명 (+332)    |
| 2월 15일             | 83,869명 (+344)       | 1,527명 (+5)   | 73,794명 (+235)    |
| 2월 16일             | 84,325명 (+456)       | 1,534명 (+7)   | 74,551명 (+757)    |
| 2월 17일             | 84,946명 (+621)       | 1,538명 (+4)   | 75,360명 (+809)    |
| 2월 18일             | 85,567명 (+621)       | 1,544명 (+6)   | 75,896명 (+536)    |
| 2월 19일             | 86,128명 (+561)       | 1,550명 (+6)   | 76,513명 (+614)    |
| 2월 20일             | 86,574명 (+446)       | 1,553명 (+3)   | 77,083명 (+570)    |
| 2월 21일             | 86,992명 (+418)       | 1,557명 (+4)   | 77,516명 (+433)    |
| 2월 22일             | 87,324명 (+332)       | 1,562명 (+5)   | 77,887명 (+371)    |
| 2월 23일             | 87,681명 (+357)       | 1,573명 (+11)  | 78,394명 (+507)    |
| 2월 24일             | 88,120명 (+439)       | 1,576명 (+3)   | 79,050명 (+656)    |
| 2월 25일             | 88,516명 (+396)       | 1,581명 (+5)   | 79,487명 (+437)    |
| 2월 26일             | 88,922명 (+406)       | 1,585명 (+4)   | 79,880명 (+393)    |
| 2월 27일             | 89,321명 (+399)       | 1,595명 (+10)  | 80,333명 (+453)    |
| 2월 28일             | 89,676명 (+355)       | 1,603명 (+8)   | 80,697명 (+364)    |
| 3월 1일              | 90,029명 (+353)       | 1,605명 (+2)   | 81,070명 (+373)    |
| 3월 2일              | 90,372명 (+343)       | 1,606명 (+1)   | 81,338명 (+268)    |
| 3월 3일              | 90,816명 (+444)       | 1,612명 (+6)   | 81,700명 (+362)    |
| 3월 4일              | 91,240명 (+424)       | 1,619명 (+7)   | 82,162명 (+462)    |
| 3월 5일              | 91,638명 (+398)       | 1,627명 (+8)   | 82,560명 (+398)    |
| 3월 6일              | 92,055명 (+417)       | 1,632명 (+5)   | 82,913명 (+353)    |
| 3월 7일              | 92,471명 (+416)       | 1,634명 (+2)   | 83,220명 (+307)    |
| 3월 8일              | 92,817명 (+346)       | 1,642명 (+8)   | 83,474명 (+254)    |
| 3월 9일              | 93,263명 (+446)       | 1,645명 (+3)   | 83,900명 (+426)    |
| 3월 10일             | 93,733명 (+470)       | 1,648명 (+3)   | 84,312명 (+412)    |
| 3월 11일             | 94,198명 (+465)       | 1,652명 (+4)   | 84,675명 (+363)    |
| 3월 12일             | 94,686명 (+488)       | 1,662명 (+10)  | 85,743명 (+1068)   |
| 3월 13일             | 95,176명 (+490)       | 1,667명 (+5)   | 86,625명 (+882)    |
| 3월 14일             | 95,635명 (+459)       | 1,669명 (+2)   | 87,408명 (+783)    |
| 3월 15일             | 96,017명 (+382)       | 1,675명 (+6)   | 87,754명 (+346)    |
| 3월 16일             | 96,380명 (+363)       | 1,678명 (+3)   | 88,255명 (+501)    |
| 3월 17일             | 96,849명 (+469)       | 1,686명 (+8)   | 88,814명 (+559)    |
| 3월 18일             | 97,294명 (+445)       | 1,688명 (+2)   | 89,178명 (+364)    |
| 3월 19일             | 97,757명 (+463)       | 1,690명 (+2)   | 89,523명 (+345)    |
| 3월 20일             | 98,209명 (+452)       | 1,693명 (+3)   | 89,949명 (+426)    |
| 3월 21일             | 98,665명 (+456)       | 1,696명 (+3)   | 90,328명 (+379)    |
| 3월 22일             | 99,075명 (+410)       | 1,697명 (+1)   | 90,611명 (+283)    |
| 3월 23일             | 99,421명 (+346)       | 1,704명 (+7)   | 91,079명 (+468)    |
| 3월 24일             | 99,846명 (+425)       | 1,707명 (+3)   | 91,560명 (+481)    |
| 3월 25일             | 100,276명 (+430)      | 1,709명 (+2)   | 92,068명 (+508)    |
| 3월 26일             | 100,770명 (+494)      | 1,716명 (+7)   | 92,630명 (+562)    |
| 3월 27일             | 101,275명 (+505)      | 1,721명 (+5)   | 93,475명 (+845)    |
| 3월 28일             | 101,757명 (+482)      | 1,722명 (+1)   | 93,855명 (+380)    |
| 3월 29일             | 102,141명 (+384)      | 1,726명 (+4)   | 94,124명 (+269)    |
| 3월 30일             | 102,582명 (+441)      | 1,729명 (+3)   | 94,563명 (+439)    |
| 3월 31일             | 103,088명 (+506)      | 1,731명 (+2)   | 95,030명 (+467)    |
| 4월 1일              | 103,639명 (+551)      | 1,735명 (+4)   | 95,439명 (+409)    |
| 4월 2일              | 104,194명 (+555)      | 1,737명 (+2)   | 95,861명 (+422)    |
| 4월 3일              | 104,736명 (+542)      | 1,740명 (+3)   | 96,196명 (+335)    |
| 4월 4일              | 105,279명 (+543)      | 1,744명 (+4)   | 96,589명 (+393)    |
| 4월 5일              | 105,752명 (+473)      | 1,748명 (+4)   | 96,900명 (+311)    |
| 4월 6일              | 106,230명 (+478)      | 1,752명 (+4)   | 97,363명 (+463)    |
| 4월 7일              | 106,898명 (+688)      | 1,756명 (+4)   | 97,928명 (+565)    |
| 4월 8일              | 107,598명 (+700)      | 1,758명 (+2)   | 98,360명 (+432)    |
| 4월 9일              | 108,269명 (+671)      | 1,764명 (+6)   | 98,786명 (+426)    |
| 4월 10일             | 108,945명 (+676)      | 1,765명 (+1)   | 99,301명 (+515)    |
| 4월 11일             | 109,559명 (+614)      | 1,768명 (+3)   | 100,109명 (+808)   |
| 4월 12일             | 110,146명 (+587)      | 1,770명 (+2)   | 100,804명 (+695)   |
| 4월 13일             | 110,688명 (+542)      | 1,775명 (+5)   | 101,332명 (+528)   |
| 4월 14일             | 111,419명 (+731)      | 1,782명 (+7)   | 101,983명 (+651)   |
| 4월 15일             | 112,117명 (+698)      | 1,788명 (+6)   | 102,513명 (+530)   |
| 4월 16일             | 112,789명 (+672)      | 1,790명 (+2)   | 103,062명 (+549)   |
| 4월 17일             | 113,444명 (+655)      | 1,794명 (+4)   | 103,594명 (+532)   |
| 4월 18일             | 114,115명 (+671)      | 1,797명 (+3)   | 104,006명 (+412)   |
| 4월 19일             | 114,646명 (+531)      | 1,801명 (+4)   | 104,474명 (+468)   |
| 4월 20일             | 115,195명 (+549)      | 1,802명 (+1)   | 105,227명 (+753)   |
| 4월 21일             | 115,926명 (+731)      | 1,806명 (+4)   | 105,877명 (+650)   |
| 4월 22일             | 116,661명 (+735)      | 1,808명 (+2)   | 106,459명 (+582)   |
| 4월 23일             | 117,458명 (+797)      | 1,811명 (+3)   | 107,071명 (+612)   |
| 4월 24일             | 118,243명 (+785)      | 1,812명 (+1)   | 107,781명 (+710)   |
| 4월 25일             | 118,887명 (+644)      | 1,813명 (+1)   | 108,475명 (+694)   |
| 4월 26일             | 119,387명 (+500)      | 1,817명 (+4)   | 108,850명 (+375)   |
| 4월 27일             | 119,898명 (+511)      | 1,820명 (+3)   | 109,695명 (+845)   |
| 4월 28일             | 120,673명 (+775)      | 1,821명 (+1)   | 110,248명 (+553)   |
| 4월 29일             | 121,351명 (+678)      | 1,825명 (+4)   | 110,787명 (+539)   |
| 4월 30일             | 122,007명 (+656)      | 1,828명 (+3)   | 111,422명 (+635)   |
| 5월 1일              | 122,634명 (+627)      | 1,831명 (+3)   | 112,337명 (+915)   |
| 5월 2일              | 123,240명 (+606)      | 1,833명 (+2)   | 112,865명 (+528)   |
| 5월 3일              | 123,728명 (+488)      | 1,834명 (+1)   | 113,356명 (+491)   |
| 5월 4일              | 124,269명 (+541)      | 1,840명 (+6)   | 114,128명 (+772)   |
| 5월 5일              | 124,945명 (+676)      | 1,847명 (+7)   | 114,944명 (+816)   |
| 5월 6일              | 125,519명 (+574)      | 1,851명 (+4)   | 115,491명 (+547)   |
| 5월 7일              | 126,044명 (+525)      | 1,860명 (+9)   | 116,022명 (+531)   |
| 5월 8일              | 126,745명 (+701)      | 1,865명 (+5)   | 116,881명 (+859)   |
| 5월 9일              | 127,309명 (+564)      | 1,874명 (+9)   | 117,423명 (+542)   |
| 5월 10일             | 127,772명 (+463)      | 1,875명 (+1)   | 117,844명 (+421)   |
| 5월 11일             | 128,283명 (+511)      | 1,879명 (+4)   | 118,717명 (+873)   |
| 5월 12일             | 128,918명 (+635)      | 1,884명 (+5)   | 119,373명 (+656)   |
| 5월 13일             | 129,633명 (+715)      | 1,891명 (+7)   | 119,906명 (+533)   |
| 5월 14일             | 130,380명 (+747)      | 1,893명 (+2)   | 120,395명 (+489)   |
| 5월 15일             | 131,061명 (+681)      | 1,896명 (+3)   | 121,282명 (+887)   |
| 5월 16일             | 131,671명 (+610)      | 1,900명 (+4)   | 121,764명 (+482)   |
| 5월 17일             | 132,290명 (+619)      | 1,903명 (+3)   | 122,163명 (+399)   |
| 5월 18일             | 132,818명 (+528)      | 1,904명 (+1)   | 122,631명 (+468)   |
| 5월 19일             | 133,471명 (+653)      | 1,912명 (+8)   | 123,237명 (+606)   |
| 5월 20일             | 134,117명 (+646)      | 1,916명 (+4)   | 123,659명 (+422)   |
| 5월 21일             | 134,678명 (+561)      | 1,922명 (+6)   | 124,158명 (+499)   |
| 5월 22일             | 135,344명 (+666)      | 1,926명 (+4)   | 125,032명 (+874)   |
| 5월 23일             | 135,929명 (+585)      | 1,931명 (+5)   | 125,881명 (+849)   |
| 5월 24일             | 136,467명 (+538)      | 1,934명 (+3)   | 126,427명 (+546)   |
| 5월 25일             | 136,983명 (+516)      | 1,938명 (+4)   | 126,993명 (+566)   |
| 5월 26일             | 137,682명 (+699)      | 1,940명 (+2)   | 127,582명 (+589)   |
| 5월 27일             | 138,311명 (+629)      | 1,943명 (+3)   | 128,180명 (+598)   |
| 5월 28일             | 138,898명 (+587)      | 1,946명 (+3)   | 128,761명 (+581)   |
| 5월 29일             | 139,431명 (+533)      | 1,951명 (+5)   | 129,739명 (+978)   |
| 5월 30일             | 139,910명 (+479)      | 1,957명 (+6)   | 130,381명 (+642)   |
| 5월 31일             | 140,340명 (+430)      | 1,959명 (+2)   | 130,823명 (+442)   |
| 6월 1일              | 140,799명 (+459)      | 1,963명 (+4)   | 131,463명 (+640)   |
| 6월 2일              | 141,476명 (+677)      | 1,965명 (+2)   | 132,068명 (+605)   |
| 6월 3일              | 142,157명 (+681)      | 1,968명 (+3)   | 132,699명 (+631)   |
| 6월 4일              | 142,852명 (+695)      | 1,969명 (+1)   | 133,289명 (+590)   |
| 6월 5일              | 143,596명 (+744)      | 1,971명 (+2)   | 133,763명 (+474)   |
| 6월 6일              | 144,152명 (+556)      | 1,973명 (+2)   | 134,262명 (+499)   |
| 6월 7일              | 144,637명 (+485)      | 1,974명 (+1)   | 134,861명 (+599)   |
| 6월 8일              | 145,091명 (+454)      | 1,975명 (+1)   | 135,412명 (+551)   |
| 6월 9일              | 145,692명 (+601)      | 1,977명 (+2)   | 136,174명 (+762)   |
| 6월 10일             | 146,303명 (+611)      | 1,979명 (+2)   | 136,713명 (+539)   |
| 6월 11일             | 146,859명 (+556)      | 1,981명 (+2)   | 137,224명 (+511)   |
| 6월 12일             | 147,422명 (+563)      | 1,982명 (+1)   | 138,037명 (+813)   |
| 6월 13일             | 147,874명 (+452)      | 1,985명 (+3)   | 138,581명 (+544)   |
| 6월 14일             | 148,273명 (+399)      | 1,988명 (+3)   | 139,022명 (+441)   |
| 6월 15일             | 148,647명 (+374)      | 1,992명 (+4)   | 139,733명 (+711)   |
| 6월 16일             | 149,191명 (+544)      | 1,993명 (+1)   | 140,438명 (+705)   |
| 6월 17일             | 149,731명 (+540)      | 1,994명 (+1)   | 141,029명 (+591)   |
| 6월 18일             | 150,238명 (+507)      | 1,996명 (+2)   | 141,816명 (+787)   |
| 6월 19일             | 150,720명 (+482)      | 1,997명 (+1)   | 142,385명 (+569)   |
| 6월 20일             | 151,149명 (+429)      | 2,002명 (+5)   | 142,899명 (+514)   |
| 6월 21일             | 151,506명 (+357)      | 2,004명 (+2)   | 143,268명 (+369)   |
| 6월 22일             | 151,901명 (+395)      | 2,006명 (+2)   | 143,817명 (+549)   |
| 6월 23일             | 152,545명 (+644)      | 2,007명 (+1)   | 144,379명 (+562)   |
| 6월 24일             | 153,155명 (+610)      | 2,008명 (+1)   | 144,788명 (+409)   |
| 6월 25일             | 153,789명 (+634)      | 2,009명 (+1)   | 145,389명 (+601)   |
| 6월 26일             | 154,457명 (+668)      | 2,012명 (+3)   | 145,989명 (+600)   |
| 6월 27일             | 155,071명 (+614)      | 2,013명 (+1)   | 146,340명 (+351)   |
| 6월 28일             | 155,572명 (+501)      | 2,015명 (+2)   | 146,675명 (+355)   |
| 6월 29일             | 156,167명 (+595)      | 2,017명 (+2)   | 147,077명 (+402)   |
| 6월 30일             | 156,961명 (+794)      | 2,018명 (+1)   | 147,693명 (+616)   |
| 7월 1일              | 157,723명 (+762)      | 2,021명 (+3)   | 148,024명 (+331)   |
| 7월 2일              | 158,549명 (+826)      | 2,024명 (+3)   | 148,319명 (+295)   |
| 7월 3일              | 159,342명 (+793)      | 2,025명 (+1)   | 149,132명 (+813)   |
| 7월 4일              | 160,084명 (+742)      | 2,026명 (+1)   | 149,614명 (+482)   |
| 7월 5일              | 160,795명 (+711)      | 2,028명 (+2)   | 150,044명 (+430)   |
| 7월 6일              | 161,541명 (+746)      | 2,032명 (+4)   | 150,760명 (+716)   |
| 7월 7일              | 162,753명 (+1212)     | 2,033명 (+1)   | 151,500명 (+740)   |
| 7월 8일              | 164,028명 (+1275)     | 2,034명 (+1)   | 151,923명 (+423)   |
| 7월 9일              | 165,344명 (+1316)     | 2,036명 (+2)   | 152,498명 (+575)   |
| 7월 10일             | 166,722명 (+1378)     | 2,038명 (+2)   | 153,153명 (+655)   |
| 7월 11일             | 168,046명 (+1324)     | 2,043명 (+5)   | 153,760명 (+607)   |
| 7월 12일             | 169,146명 (+1100)     | 2,044명 (+1)   | 154,187명 (+427)   |
| 7월 13일             | 170,296명 (+1150)     | 2,046명 (+2)   | 154,752명 (+565)   |
| 7월 14일             | 171,911명 (+1615)     | 2,048명 (+2)   | 155,491명 (+739)   |
| 7월 15일             | 173,511명 (+1600)     | 2,050명 (+2)   | 156,509명 (+1018)  |
| 7월 16일             | 175,046명 (+1535)     | 2,051명 (+1)   | 157,113명 (+604)   |
| 7월 17일             | 176,500명 (+1454)     | 2,055명 (+4)   | 157,960명 (+847)   |
| 7월 18일             | 177,951명 (+1451)     | 2,057명 (+2)   | 158,953명 (+993)   |
| 7월 19일             | 179,203명 (+1252)     | 2,058명 (+1)   | 159,630명 (+677)   |
| 7월 20일             | 180,481명 (+1278)     | 2,059명 (+1)   | 160,347명 (+717)   |
| 7월 21일             | 182,265명 (+1784)     | 2,060명 (+1)   | 161,634명 (+1287)  |
| 7월 22일             | 184,103명 (+1838)     | 2,063명 (+3)   | 163,073명 (+1439)  |
| 7월 23일             | 185,733명 (+1630)     | 2,066명 (+3)   | 164,206명 (+1133)  |
| 7월 24일             | 187,362명 (+1629)     | 2,068명 (+2)   | 165,246명 (+1040)  |
| 7월 25일             | 188,848명 (+1486)     | 2,073명 (+5)   | 166,375명 (+1129)  |
| 7월 26일             | 190,166명 (+1318)     | 2,077명 (+4)   | 167,365명 (+990)   |
| 7월 27일             | 191,531명 (+1365)     | 2,079명 (+2)   | 168,629명 (+1264)  |
| 7월 28일             | 193,427명 (+1896)     | 2,083명 (+4)   | 170,494명 (+1865)  |
| 7월 29일             | 195,099명 (+1672)     | 2,085명 (+2)   | 171,559명 (+1065)  |
| 7월 30일             | 196,806명 (+1707)     | 2,089명 (+4)   | 172,757명 (+1198)  |
| 7월 31일             | 198,345명 (+1539)     | 2,095명 (+6)   | 174,177명 (+1420)  |
| 8월 1일              | 199,787명 (+1442)     | 2,098명 (+3)   | 175,674명 (+1497)  |
| 8월 2일              | 201,002명 (+1215)     | 2,099명 (+1)   | 176,605명 (+931)   |
| 8월 3일              | 202,203명 (+1201)     | 2,104명 (+5)   | 177,909명 (+1304)  |
| 8월 4일              | 203,926명 (+1723)     | 2,106명 (+2)   | 179,123명 (+1214)  |
| 8월 5일              | 205,702명 (+1776)     | 2,109명 (+3)   | 180,719명 (+1596)  |
| 8월 6일              | 207,406명 (+1704)     | 2,113명 (+4)   | 182,052명 (+1333)  |
| 8월 7일              | 209,228명 (+1822)     | 2,116명 (+3)   | 183,789명 (+1737)  |
| 8월 8일              | 210,956명 (+1728)     | 2,121명 (+5)   | 185,003명 (+1214)  |
| 8월 9일              | 212,448명 (+1492)     | 2,125명 (+4)   | 186,242명 (+1239)  |
| 8월 10일             | 213,987명 (+1539)     | 2,134명 (+9)   | 187,523명 (+1281)  |
| 8월 11일             | 216,206명 (+2219)     | 2,135명 (+1)   | 189,506명 (+1983)  |
| 8월 12일             | 218,192명 (+1986)     | 2,138명 (+3)   | 190,535명 (+1029)  |
| 8월 13일             | 220,182명 (+1990)     | 2,144명 (+6)   | 192,248명 (+1713)  |
| 8월 14일             | 222,111명 (+1929)     | 2,148명 (+4)   | 193,778명 (+1530)  |
| 8월 15일             | 223,928명 (+1817)     | 2,156명 (+8)   | 195,103명 (+1325)  |
| 8월 16일             | 225,481명 (+1553)     | 2,167명 (+11)  | 196,198명 (+1095)  |
| 8월 17일             | 226,854명 (+1373)     | 2,173명 (+6)   | 197,224명 (+1026)  |
| 8월 18일             | 228,657명 (+1803)     | 2,178명 (+5)   | 199,582명 (+2358)  |
| 8월 19일             | 230,808명 (+2151)     | 2,191명 (+13)  | 201,235명 (+1653)  |
| 8월 20일             | 232,859명 (+2051)     | 2,197명 (+6)   | 202,775명 (+1540)  |
| 8월 21일             | 234,739명 (+1880)     | 2,202명 (+5)   | 204,518명 (+1743)  |
| 8월 22일             | 236,366명 (+1627)     | 2,215명 (+13)  | 206,276명 (+1758)  |
| 8월 23일             | 237,782명 (+1416)     | 2,222명 (+7)   | 207,601명 (+1325)  |
| 8월 24일             | 239,287명 (+1505)     | 2,228명 (+6)   | 209,193명 (+1592)  |
| 8월 25일             | 241,439명 (+2152)     | 2,237명 (+9)   | 211,177명 (+1984)  |
| 8월 26일             | 243,317명 (+1878)     | 2,257명 (+20)  | 212,871명 (+1694)  |
| 8월 27일             | 245,158명 (+1841)     | 2,265명 (+8)   | 214,673명 (+1802)  |
| 8월 28일             | 246,951명 (+1793)     | 2,276명 (+11)  | 216,989명 (+2316)  |
| 8월 29일             | 248,568명 (+1617)     | 2,279명 (+3)   | 218,726명 (+1737)  |
| 8월 30일             | 250,051명 (+1483)     | 2,284명 (+5)   | 220,358명 (+1632)  |
| 8월 31일             | 251,421명 (+1370)     | 2,285명 (+1)   | 221,701명 (+1343)  |
| 9월 1일              | 253,445명 (+2024)     | 2,292명 (+7)   | 224,319명 (+2618)  |
| 9월 2일              | 255,401명 (+1956)     | 2,303명 (+11)  | 226,222명 (+1903)  |
| 9월 3일              | 257,110명 (+1709)     | 2,308명 (+5)   | 228,618명 (+2396)  |
| 9월 4일              | 258,913명 (+1803)     | 2,315명 (+7)   | 230,405명 (+1787)  |
| 9월 5일              | 260,403명 (+1490)     | 2,321명 (+6)   | 232,334명 (+1929)  |
| 9월 6일              | 261,778명 (+1375)     | 2,327명 (+6)   | 233,695명 (+1361)  |
| 9월 7일              | 263,374명 (+1596)     | 2,330명 (+3)   | 235,225명 (+1530)  |
| 9월 8일              | 265,423명 (+2049)     | 2,334명 (+4)   | 237,286명 (+2061)  |
| 9월 9일              | 267,470명 (+2047)     | 2,343명 (+9)   | 238,920명 (+1634)  |
| 9월 10일             | 269,362명 (+1892)     | 2,348명 (+5)   | 240,733명 (+1813)  |
| 9월 11일             | 271,227명 (+1865)     | 2,358명 (+10)  | 242,960명 (+2227)  |
| 9월 12일             | 272,982명 (+1755)     | 2,359명 (+1)   | 244,459명 (+1499)  |
| 9월 13일             | 274,415명 (+1433)     | 2,360명 (+1)   | 245,505명 (+1046)  |
| 9월 14일             | 275,910명 (+1495)     | 2,367명 (+7)   | 247,647명 (+2142)  |
| 9월 15일             | 277,989명 (+2079)     | 2,380명 (+13)  | 249,833명 (+2186)  |
| 9월 16일             | 279,930명 (+1941)     | 2,386명 (+6)   | 252,038명 (+2205)  |
| 9월 17일             | 281,938명 (+2008)     | 2,389명 (+3)   | 254,094명 (+2056)  |
| 9월 18일             | 284,022명 (+2084)     | 2,394명 (+5)   | 256,029명 (+1935)  |
| 9월 19일             | 285,931명 (+1909)     | 2,404명 (+10)  | 257,449명 (+1420)  |
| 9월 20일             | 287,536명 (+1605)     | 2,409명 (+5)   | 259,011명 (+1562)  |
| 9월 21일             | 289,263명 (+1727)     | 2,413명 (+4)   | 260,090명 (+1079)  |
| 9월 22일             | 290,983명 (+1720)     | 2,419명 (+6)   | 261,812명 (+1722)  |
| 9월 23일             | 292,699명 (+1716)     | 2,427명 (+8)   | 262,842명 (+1030)  |
| 9월 24일             | 295,132명 (+2433)     | 2,434명 (+7)   | 264,492명 (+1650)  |
| 9월 25일             | 298,402명 (+3270)     | 2,441명 (+7)   | 266,414명 (+1922)  |
| 9월 26일             | 301,172명 (+2770)     | 2,450명 (+9)   | 268,140명 (+1726)  |
| 9월 27일             | 303,553명 (+2381)     | 2,456명 (+6)   | 269,132명 (+992)   |
| 9월 28일             | 305,842명 (+2289)     | 2,464명 (+8)   | 270,928명 (+1796)  |
| 9월 29일             | 308,725명 (+2883)     | 2,474명 (+10)  | 272,724명 (+1796)  |
| 9월 30일             | 311,289명 (+2564)     | 2,481명 (+7)   | 274,205명 (+1481)  |
| 10월 1일             | 313,773명 (+2484)     | 2,497명 (+16)  | 275,576명 (+1371)  |
| 10월 2일             | 316,020명 (+2247)     | 2,504명 (+7)   | 277,092명 (+1516)  |
| 10월 3일             | 318,105명 (+2085)     | 2,507명 (+3)   | 278,847명 (+1755)  |
| 10월 4일             | 319,777명 (+1672)     | 2,513명 (+6)   | 282,669명 (+3822)  |
| 10월 5일             | 321,352명 (+1575)     | 2,524명 (+11)  | 284,197명 (+1528)  |
| 10월 6일             | 323,379명 (+2027)     | 2,536명 (+12)  | 287,040명 (+2843)  |
| 10월 7일             | 325,804명 (+2425)     | 2,544명 (+8)   | 288,822명 (+1782)  |
| 10월 8일             | 327,976명 (+2172)     | 2,554명 (+10)  | 292,091명 (+3269)  |
| 10월 9일             | 329,925명 (+1949)     | 2,560명 (+6)   | 294,929명 (+2838)  |
| 10월 10일            | 331,519명 (+1594)     | 2,575명 (+15)  | 296,708명 (+1779)  |
| 10월 11일            | 332,816명 (+1297)     | 2,583명 (+8)   | 298,022명 (+1314)  |
| 10월 12일            | 334,163명 (+1347)     | 2,594명 (+11)  | 299,260명 (+1238)  |
| 10월 13일            | 335,742명 (+1579)     | 2,605명 (+11)  | 302,066명 (+2806)  |
| 10월 14일            | 337,679명 (+1937)     | 2,618명 (+13)  | 303,719명 (+1653)  |
| 10월 15일            | 339,361명 (+1682)     | 2,626명 (+8)   | 305,851명 (+2132)  |
| 10월 16일            | 340,978명 (+1617)     | 2,644명 (+18)  | 308,187명 (+2336)  |
| 10월 17일            | 342,396명 (+1418)     | 2,660명 (+16)  | 310,344명 (+2157)  |
| 10월 18일            | 343,445명 (+1049)     | 2,668명 (+8)   | 311,781명 (+1437)  |
| 10월 19일            | 344,518명 (+1073)     | 2,689명 (+21)  | 313,432명 (+1651)  |
| 10월 20일            | 346,088명 (+1570)     | 2,698명 (+9)   | 316,607명 (+3175)  |
| 10월 21일            | 347,529명 (+1441)     | 2,709명 (+11)  | 317,755명 (+1148)  |
| 10월 22일            | 348,969명 (+1440)     | 2,725명 (+16)  | 320,317명 (+2562)  |
| 10월 23일            | 350,476명 (+1507)     | 2,745명 (+20)  | 322,536명 (+2219)  |
| 10월 24일            | 351,899명 (+1423)     | 2,766명 (+21)  | 323,393명 (+857)   |
| 10월 25일            | 353,089명 (+1190)     | 2,773명 (+7)   | 324,448명 (+1055)  |
| 10월 26일            | 354,355명 (+1266)     | 2,788명 (+15)  | 327,592명 (+3144)  |
| 10월 27일            | 356,305명 (+1950)     | 2,797명 (+9)   | 329,658명 (+2066)  |
| 10월 28일            | 358,412명 (+2107)     | 2,808명 (+11)  | 330,853명 (+1195)  |
| 10월 29일            | 360,536명 (+2124)     | 2,817명 (+9)   | 332,995명 (+2142)  |
| 10월 30일            | 362,639명 (+2103)     | 2,830명 (+13)  | 334,581명 (+1586)  |
| 10월 31일            | 364,700명 (+2061)     | 2,849명 (+19)  | 336,548명 (+1967)  |
| 11월 1일             | 366,386명 (+1686)     | 2,858명 (+9)   | 337,353명 (+805)   |
| 11월 2일             | 367,974명 (+1588)     | 2,874명 (+16)  | 338,947명 (+1594)  |
| 11월 3일             | 370,640명 (+2666)     | 2,892명 (+18)  | 340,471명 (+1524)  |
| 11월 4일             | 373,120명 (+2480)     | 2,916명 (+24)  | 341,888명 (+1417)  |
| 11월 5일             | 375,464명 (+2344)     | 2,936명 (+20)  | 343,237명 (+1349)  |
| 11월 6일             | 377,712명 (+2248)     | 2,956명 (+20)  | 345,566명 (+2329)  |
| 11월 7일             | 379,935명 (+2223)     | 2,967명 (+11)  | 346,801명 (+1235)  |
| 11월 8일             | 381,694명 (+1759)     | 2,980명 (+13)  | 347,799명 (+998)   |
| 11월 9일             | 383,407명 (+1713)     | 2,998명 (+18)  | 350,658명 (+2859)  |
| 11월 10일            | 385,831명 (+2424)     | 3,012명 (+14)  | 352,940명 (+2282)  |
| 11월 11일            | 388,351명 (+2520)     | 3,033명 (+21)  | 355,014명 (+2074)  |
| 11월 12일            | 390,719명 (+2368)     | 3,051명 (+18)  | 356,615명 (+1601)  |
| 11월 13일            | 393,042명 (+2323)     | 3,083명 (+32)  | 359,553명 (+2938)  |
| 11월 14일            | 395,460명 (+2418)     | 3,103명 (+20)  | 360,891명 (+1338)  |
| 11월 15일            | 397,466명 (+2006)     | 3,115명 (+12)  | 362,834명 (+1943)  |
| 11월 16일            | 399,591명 (+2125)     | 3,137명 (+22)  | 364,499명 (+1665)  |
| 11월 17일            | 402,775명 (+3184)     | 3,158명 (+21)  | 366,089명 (+1590)  |
| 11월 18일            | 406,065명 (+3290)     | 3,187명 (+29)  | 367,578명 (+1489)  |
| 11월 19일            | 409,099명 (+3034)     | 3,215명 (+28)  | 368,723명 (+1145)  |
| 11월 20일            | 412,311명 (+3212)     | 3,244명 (+29)  | 374,383명 (+5660)  |
| 11월 21일            | 415,425명 (+3114)     | 3,274명 (+30)  | 375,755명 (+1372)  |
| 11월 22일            | 418,252명 (+2827)     | 3.298명 (+24)  | 376,706명 (+951)   |
| 11월 23일            | 420,950명 (+2698)     | 3,328명 (+30)  | 378,561명 (+1855)  |
| 11월 24일            | 425,064명 (+4114)     | 3,362명 (+34)  | 380,376명 (+1815)  |
| 11월 25일            | 429,002명 (+3938)     | 3,401명 (+39)  | 381,851명 (+1475)  |
| 11월 26일            | 432,901명 (+3899)     | 3,440명 (+39)  | 383,551명 (+1700)  |
| 11월 27일            | 436,968명 (+4067)     | 3,492명 (+52)  | 390,141명 (+6590)  |
| 11월 28일            | 440,896명 (+3928)     | 3,548명 (+56)  | 392,311명 (+2170)  |
| 11월 29일            | 444,200명 (+3304)     | 3,580명 (+32)  | 393,617명 (+1306)  |
| 11월 30일            | 447,230명 (+3030)     | 3,624명 (+44)  | 396,070명 (+2453)  |
| 12월 1일             | 452,350명 (+5120)     | 3,658명 (+34)  | 398,323명 (+2253)  |
| 12월 2일             | 457,612명 (+5262)     | 3,705명 (+47)  | 400,585명 (+2262)  |
| 12월 3일             | 462,555명 (+4943)     | 3,739명 (+34)  | 403,419명 (+2834)  |
| 12월 4일             | 467,907명 (+5352)     | 3,809명 (+70)  | 405,543명 (+2124)  |
| 12월 5일             | 473,034명 (+5127)     | 3,852명 (+43)  | 407,175명 (+1632)  |
| 12월 6일             | 477,358명 (+4324)     | 3,893명 (+41)  | 409,041명 (+1866)  |
| 12월 7일             | 482,310명 (+4952)     | 3,957명 (+64)  | 411,358명 (+2317)  |
| 12월 8일             | 489,484명 (+7174)     | 4,020명 (+63)  | 413,740명 (+2382)  |
| 12월 9일             | 496,584명 (+7100)     | 4,077명 (+57)  | 424,220명 (+10480) |
| 12월 10일            | 503,606명 (+7022)     | 4,130명 (+53)  | 426,441명 (+2221)  |
| 12월 11일            | 510,583명 (+6977)     | 4,210명 (+80)  | 429,256명 (+2815)  |
| 12월 12일            | 517,271명 (+6688)     | 4,253명 (+43)  | 431,606명 (+2350)  |
| 12월 13일            | 523,088명 (+5817)     | 4,293명 (+40)  | 433,564명 (+1958)  |
| 12월 14일            | 528,652명 (+5564)     | 4,387명 (+94)  | 435,541명 (+1977)  |
| 12월 15일            | 536,495명 (+7843)     | 4,456명 (+69)  | 442,293명 (+6752)  |
| 12월 16일            | 544,117명 (+7622)     | 4,518명 (+62)  | 444,970명 (+2677)  |
| 12월 17일            | 551,551명 (+7434)     | 4,591명 (+73)  | 448,809명 (+3839)  |
| 12월 18일            | 558,864명 (+7313)     | 4,644명 (+53)  | 451,337명 (+2528)  |
| 12월 19일            | 565,098명 (+6234)     | 4,722명 (+78)  | 454,026명 (+2689)  |
| 12월 20일            | 570,414명 (+5316)     | 4,776명 (+54)  | 456,126명 (+2100)  |
| 12월 21일            | 575,615명 (+5201)     | 4,828명 (+52)  | 459,628명 (+3502)  |
| 12월 22일            | 583,065명 (+7450)     | 4,906명 (+78)  | 463,401명 (+3773)  |
| 12월 23일            | 589,978명 (+6913)     | 5,015명 (+109) | 469,055명 (+5654)  |
| 12월 24일            | 596,209명 (+6231)     | 5,071명 (+56)  | 485,721명 (+16666) |
| 12월 25일            | 602,045명 (+5836)     | 5,176명 (+105) | 489,943명 (+4222)  |
| 12월 26일            | 607,463명 (+5418)     | 5,245명 (+69)  | 494,205명 (+4262)  |
| 12월 27일            | 611,670명 (+4207)     | 5,300명 (+55)  | 496,938명 (+2733)  |
| 12월 28일            | 615,532명 (+3862)     | 5,346명 (+46)  | 500,273명 (+3335)  |
| 12월 29일            | 620,938명 (+5406)     | 5,382명 (+36)  | 505,470명 (+5197)  |
| 12월 30일            | 625,967명 (+5029)     | 5,455명 (+73)  | 509,957명 (+4487)  |
| 12월 31일            | 630,838명 (+4871)     | 5,563명 (+108) | 513,978명 (+4021)  |
| 2022년               |                       |                |                    |
| 1월 1일              | 635,253명 (+4415)     | 5,625명 (+62)  | 517,909명 (+3931)  |
| 1월 2일              | 639,083명 (+3830)     | 5,694명 (+69)  | 520,962명 (+3053)  |
| 1월 3일              | 642,207명 (+3124)     | 5,730명 (+36)  | 524,883명 (+3921)  |
| 1월 4일              | 645,226명 (+3019)     | 5,781명 (+51)  | 537,043명 (+12160) |
| 1월 5일              | 649,669명 (+4443)     | 5,838명 (+57)  | 541,994명 (+4951)  |
| 1월 6일              | 653,792명 (+4123)     | 5,887명 (+49)  | 545,464명 (+3470)  |
| 1월 7일              | 657,508명 (+3716)     | 5,932명 (+45)  | 549,488명 (+4024)  |
| 1월 8일              | 661,015명 (+3507)     | 5,986명 (+54)  | 561,308명 (+11820) |
| 1월 9일              | 664,391명 (+3376)     | 6,037명 (+51)  | 564,320명 (+3012)  |
| 1월 10일             | 667,390명 (+2999)     | 6,071명 (+34)  | 566,508명 (+2188)  |
| 1월 11일             | 670,483명 (+3093)     | 6,114명 (+43)  | 569,760명 (+3252)  |
| 1월 12일             | 674,868명 (+4385)     | 6,166명 (+52)  | 571,419명 (+1659)  |
| 1월 13일             | 679,030명 (+4162)     | 6,210명 (+44)  | 575,763명 (+4344)  |
| 1월 14일             | 683,566명 (+4536)     | 6,259명 (+49)  | 576,918명 (+1155)  |
| 1월 15일             | 687,984명 (+4418)     | 6,281명 (+22)  | 580,664명 (+3746)  |
| 1월 16일             | 692,174명 (+4190)     | 6,310명 (+29)  | 582,667명 (+2003)  |
| 1월 17일             | 696,032명 (+3858)     | 6,333명 (+23)  | 584,537명 (+1870)  |
| 1월 18일             | 700,102명 (+4070)     | 6,378명 (+45)  | 585,673명 (+1136)  |
| 1월 19일             | 705,902명 (+5800)     | 6,452명 (+74)  | 588,531명 (+2858)  |
| 1월 20일             | 712,503명 (+6601)     | 6,480명 (+28)  | 589,768명 (+1237)  |
| 1월 21일             | 719,269명 (+6766)     | 6,501명 (+21)  | 594,023명 (+4255)  |
| 1월 22일             | 726,274명 (+7005)     | 6,529명 (+28)  | 595,645명 (+1622)  |
| 1월 23일             | 733,902명 (+7628)     | 6,540명 (+11)  | 600,251명 (+4606)  |
| 1월 24일             | 741,413명 (+7511)     | 6,565명 (+25)  | 602,123명 (+1872)  |
| 1월 25일             | 749,979명 (+8566)     | 6,588명 (+23)  | 604,266명 (+2143)  |
| 1월 26일             | 762,983명 (+13004)    | 6,620명 (+32)  | 607,279명 (+3013)  |
| 1월 27일             | 777,497명 (+14514)    | 6,654명 (+34)  | 610,740명 (+3461)  |
| 1월 28일             | 793,582명 (+16085)    | 6,678명 (+24)  | 614,712명 (+3972)  |
| 1월 29일             | 811,122명 (+17540)    | 6,712명 (+34)  | 618,561명 (+3849)  |
| 1월 30일             | 828,637명 (+17515)    | 6,732명 (+20)  | 621,972명 (+3411)  |
| 1월 31일             | 845,709명 (+17072)    | 6,755명 (+23)  | 624,758명 (+2786)  |
| 2월 1일              | 864,042명 (+18333)    | 6,772명 (+17)  | 629,487명 (+4729)  |
| 2월 2일              | 884,310명 (+20268)    | 6,787명 (+15)  | 633,060명 (+3573)  |
| 2월 3일              | 907,214명 (+22904)    | 6,812명 (+25)  | 637,160명 (+4100)  |
| 2월 4일              | 934,656명 (+27442)    | 6,836명 (+24)  | 642,045명 (+4885)  |
| 2월 5일              | 971,018명 (+36362)    | 6,858명 (+22)  | 648,795명 (+6750)  |
| 2월 6일              | 1,009,688명 (+38670)  | 6,873명 (+15)  | 654,621명 (+5826)  |
| 2월 7일              | 1,044,963명 (+35275)  | 6,886명 (+13)  | 661,103명 (+6482)  |
| 2월 8일              | 1,081,681명 (+36718)  | 6,922명 (+36)  | 675,059명 (+13956) |
| 2월 9일              | 1,131,239명 (+49558)  | 6,943명 (+21)  | 719,627명 (+44568) |
| 2월 10일             | 1,185,361명 (+54122)  | 6,963명 (+20)  | 735,348명 (+15721) |
| 2월 11일             | 1,239,287명 (+53926)  | 7,012명 (+49)  | 754,694명 (+19346) |
| 2월 12일             | 1,294,205명 (+54918)  | 7,045명 (+33)  | 770,673명 (+15979) |
| 2월 13일             | 1,350,630명 (+56425)  | 7,081명 (+36)  | 779,720명 (+9047)  |
| 2월 14일             | 1,405,246명 (+54616)  | 7,102명 (+21)  | 792,107명 (+12387) |
| 2월 15일             | 1,462,421명 (+57175)  | 7,163명 (+61)  | 803,005명 (+10898) |
| 2월 16일             | 1,552,851명 (+90430)  | 7,202명 (+39)  | 825,776명 (+22771) |
| 2월 17일             | 1,645,978명 (+93127)  | 7,238명 (+36)  | 841,233명 (+15457) |
| 2월 18일             | 1,755,806명 (+109828) | 7,283명 (+45)  | 852,368명 (+11135) |
| 2월 19일             | 1,858,009명 (+102203) | 7,354명 (+71)  | 869,695명 (+17327) |
| 2월 20일             | 1,962,837명 (+104828) | 7,405명 (+51)  | 892,289명 (+22594) |
| 2월 21일             | 2,058,184명 (+95347)  | 7,450명 (+45)  | 905,128명 (+12839) |
| 2월 22일             | 2,157,734명 (+99550)  | 7,508명 (+58)  | 936,891명 (+31763) |
| 2월 23일             | 2,329,182명 (+171448) | 7,607명 (+99)  | 969,524명 (+32633) |
| 2025년 5월 28일 현재 |                       |                |                    |
| v • d • e • h        |                       |                |                    |

| 대한민국의 코로나19 현황 () 사망자 완치자 현재 환자 수 1월 2월 3월 4월 5월 6월 7월 8월 9월 10월 11월 12월 1월 2월 3월 4월 5월 6월 7월 8월 9월 10월 11월 12월 1월 2월 최근 15일 최근 15일 | 대한민국의 코로나19 현황 () 사망자 완치자 현재 환자 수 1월 2월 3월 4월 5월 6월 7월 8월 9월 10월 11월 12월 1월 2월 3월 4월 5월 6월 7월 8월 9월 10월 11월 12월 1월 2월 최근 15일 최근 15일 | 대한민국의 코로나19 현황 () 사망자 완치자 현재 환자 수 1월 2월 3월 4월 5월 6월 7월 8월 9월 10월 11월 12월 1월 2월 3월 4월 5월 6월 7월 8월 9월 10월 11월 12월 1월 2월 최근 15일 최근 15일 | 대한민국의 코로나19 현황 () 사망자 완치자 현재 환자 수 1월 2월 3월 4월 5월 6월 7월 8월 9월 10월 11월 12월 1월 2월 3월 4월 5월 6월 7월 8월 9월 10월 11월 12월 1월 2월 최근 15일 최근 15일 | 대한민국의 코로나19 현황 () 사망자 완치자 현재 환자 수 1월 2월 3월 4월 5월 6월 7월 8월 9월 10월 11월 12월 1월 2월 3월 4월 5월 6월 7월 8월 9월 10월 11월 12월 1월 2월 최근 15일 최근 15일 |
| --- | --- | --- | --- | --- |
| 날짜 | 날짜 | | 누적 확진자 (추가 확진자) | 누적 사망자 (추가 사망자) |
| 2020-01-20 | 2020-01-20 | | 1(n.a.) | |
| ⋮ | ⋮ | | 1(=) | |
| 2020-01-24 | 2020-01-24 | | 2(+1) | |
| 2020-01-25 | 2020-01-25 | | 2(=) | |
| 2020-01-26 | 2020-01-26 | | 3(+1) | |
| 2020-01-27 | 2020-01-27 | | 4(+1) | |
| ⋮ | ⋮ | | 4(=) | |
| 2020-01-30 | 2020-01-30 | | 6(+2) | |
| 2020-01-31 | 2020-01-31 | | 11(+5) | |
| 2020-02-01 | 2020-02-01 | | 12(+1) | |
| 2020-02-02 | 2020-02-02 | | 15(+3) | |
| 2020-02-03 | 2020-02-03 | | 15(=) | |
| 2020-02-04 | 2020-02-04 | | 16(+1) | |
| 2020-02-05 | 2020-02-05 | | 19(+3) | |
| 2020-02-06 | 2020-02-06 | | 23(+4) | |
| 2020-02-07 | 2020-02-07 | | 24(+1) | |
| 2020-02-08 | 2020-02-08 | | 24(=) | |
| 2020-02-09 | 2020-02-09 | | 27(+3) | |
| 2020-02-10 | 2020-02-10 | | 27(=) | |
| 2020-02-11 | 2020-02-11 | | 28(+1) | |
| ⋮ | ⋮ | | 28(=) | |
| 2020-02-16 | 2020-02-16 | | 29(+1) | |
| 2020-02-17 | 2020-02-17 | | 30(+1) | |
| 2020-02-18 | 2020-02-18 | | 31(+1) | |
| 2020-02-19 | 2020-02-19 | | 51(+20) | |
| 2020-02-20 | 2020-02-20 | | 104(+53) | 1(n.a.) |
| 2020-02-21 | 2020-02-21 | | 204(+100) | 2(+1) |
| 2020-02-22 | 2020-02-22 | | 433(+229) | 2(=) |
| 2020-02-23 | 2020-02-23 | | 602(+169) | 4(+2) |
| 2020-02-24 | 2020-02-24 | | 833(+231) | 7(+3) |
| 2020-02-25 | 2020-02-25 | | 977(+144) | 10(+3) |
| 2020-02-26 | 2020-02-26 | | 1,261(+284) | 12(+2) |
| 2020-02-27 | 2020-02-27 | | 1,766(+505) | 13(+1) |
| 2020-02-28 | 2020-02-28 | | 2,337(+571) | 13(=) |
| 2020-02-29 | 2020-02-29 | | 3,150(+813) | 17(+4) |
| 2020-03-01 | 2020-03-01 | | 4,212(+1,062) | 22(+5) |
| 2020-03-02 | 2020-03-02 | | 4,812(+600) | 28(+6) |
| 2020-03-03 | 2020-03-03 | | 5,328(+516) | 32(+4) |
| 2020-03-04 | 2020-03-04 | | 5,766(+438) | 35(+3) |
| 2020-03-05 | 2020-03-05 | | 6,284(+518) | 42(+7) |
| 2020-03-06 | 2020-03-06 | | 6,767(+483) | 44(+2) |
| 2020-03-07 | 2020-03-07 | | 7,134(+367) | 50(+6) |
| 2020-03-08 | 2020-03-08 | | 7,382(+248) | 51(+1) |
| 2020-03-09 | 2020-03-09 | | 7,513(+131) | 54(+3) |
| 2020-03-10 | 2020-03-10 | | 7,755(+242) | 60(+6) |
| 2020-03-11 | 2020-03-11 | | 7,869(+114) | 66(+6) |
| 2020-03-12 | 2020-03-12 | | 7,979(+110) | 67(+1) |
| 2020-03-13 | 2020-03-13 | | 8,086(+107) | 72(+5) |
| 2020-03-14 | 2020-03-14 | | 8,162(+76) | 75(+3) |
| 2020-03-15 | 2020-03-15 | | 8,236(+74) | 75(=) |
| 2020-03-16 | 2020-03-16 | | 8,320(+84) | 81(+6) |
| 2020-03-17 | 2020-03-17 | | 8,413(+93) | 84(+3) |
| 2020-03-18 | 2020-03-18 | | 8,565(+152) | 91(+7) |
| 2020-03-19 | 2020-03-19 | | 8,652(+87) | 94(+3) |
| 2020-03-20 | 2020-03-20 | | 8,799(+147) | 102(+8) |
| 2020-03-21 | 2020-03-21 | | 8,897(+98) | 104(+2) |
| 2020-03-22 | 2020-03-22 | | 8,961(+64) | 111(+7) |
| 2020-03-23 | 2020-03-23 | | 9,037(+76) | 120(+9) |
| 2020-03-24 | 2020-03-24 | | 9,137(+100) | 126(+6) |
| 2020-03-25 | 2020-03-25 | | 9,241(+104) | 131(+5) |
| 2020-03-26 | 2020-03-26 | | 9,332(+91) | 139(+8) |
| 2020-03-27 | 2020-03-27 | | 9,478(+146) | 144(+5) |
| 2020-03-28 | 2020-03-28 | | 9,583(+105) | 152(+8) |
| 2020-03-29 | 2020-03-29 | | 9,661(+78) | 158(+6) |
| 2020-03-30 | 2020-03-30 | | 9,786(+125) | 162(+4) |
| 2020-03-31 | 2020-03-31 | | 9,887(+101) | 165(+3) |
| 2020-04-01 | 2020-04-01 | | 9,976(+89) | 169(+4) |
| 2020-04-02 | 2020-04-02 | | 10,062(+86) | 174(+5) |
| 2020-04-03 | 2020-04-03 | | 10,156(+94) | 177(+3) |
| 2020-04-04 | 2020-04-04 | | 10,237(+81) | 183(+6) |
| 2020-04-05 | 2020-04-05 | | 10,284(+47) | 186(+3) |
| 2020-04-06 | 2020-04-06 | | 10,331(+47) | 192(+6) |
| 2020-04-07 | 2020-04-07 | | 10,384(+53) | 200(+8) |
| 2020-04-08 | 2020-04-08 | | 10,423(+39) | 204(+4) |
| 2020-04-09 | 2020-04-09 | | 10,450(+27) | 208(+4) |
| 2020-04-10 | 2020-04-10 | | 10,480(+30) | 211(+3) |
| 2020-04-11 | 2020-04-11 | | 10,512(+32) | 214(+3) |
| 2020-04-12 | 2020-04-12 | | 10,537(+25) | 217(+3) |
| 2020-04-13 | 2020-04-13 | | 10,564(+27) | 222(+5) |
| 2020-04-14 | 2020-04-14 | | 10,591(+27) | 225(+3) |
| 2020-04-15 | 2020-04-15 | | 10,613(+22) | 229(+4) |
| 2020-04-16 | 2020-04-16 | | 10,635(+22) | 230(+1) |
| 2020-04-17 | 2020-04-17 | | 10,653(+18) | 232(+2) |
| 2020-04-18 | 2020-04-18 | | 10,661(+8) | 234(+2) |
| 2020-04-19 | 2020-04-19 | | 10,674(+13) | 236(+2) |
| 2020-04-20 | 2020-04-20 | | 10,683(+9) | 237(+1) |
| 2020-04-21 | 2020-04-21 | | 10,694(+11) | 238(+1) |
| 2020-04-22 | 2020-04-22 | | 10,702(+8) | 240(+2) |
| 2020-04-23 | 2020-04-23 | | 10,708(+6) | 240(=) |
| 2020-04-24 | 2020-04-24 | | 10,718(+10) | 240(=) |
| 2020-04-25 | 2020-04-25 | | 10,728(+10) | 242(+2) |
| 2020-04-26 | 2020-04-26 | | 10,738(+10) | 243(+1) |
| 2020-04-27 | 2020-04-27 | | 10,752(+14) | 244(+1) |
| 2020-04-28 | 2020-04-28 | | 10,761(+9) | 246(+2) |
| 2020-04-29 | 2020-04-29 | | 10,765(+4) | 247(+1) |
| 2020-04-30 | 2020-04-30 | | 10,774(+9) | 248(+1) |
| 2020-05-01 | 2020-05-01 | | 10,780(+6) | 250(+2) |
| 2020-05-02 | 2020-05-02 | | 10,793(+13) | 250(=) |
| 2020-05-03 | 2020-05-03 | | 10,801(+8) | 252(+2) |
| 2020-05-04 | 2020-05-04 | | 10,804(+3) | 254(+2) |
| 2020-05-05 | 2020-05-05 | | 10,806(+2) | 255(+1) |
| 2020-05-06 | 2020-05-06 | | 10,810(+4) | 256(+1) |
| 2020-05-07 | 2020-05-07 | | 10,822(+12) | 256(=) |
| 2020-05-08 | 2020-05-08 | | 10,840(+18) | 256(=) |
| 2020-05-09 | 2020-05-09 | | 10,874(+34) | 256(=) |
| 2020-05-10 | 2020-05-10 | | 10,909(+35) | 256(=) |
| 2020-05-11 | 2020-05-11 | | 10,936(+27) | 258(+2) |
| 2020-05-12 | 2020-05-12 | | 10,962(+26) | 259(+1) |
| 2020-05-13 | 2020-05-13 | | 10,991(+29) | 260(+1) |
| 2020-05-14 | 2020-05-14 | | 11,018(+27) | 260(=) |
| 2020-05-15 | 2020-05-15 | | 11,037(+19) | 262(+2) |
| 2020-05-16 | 2020-05-16 | | 11,050(+13) | 262(=) |
| 2020-05-17 | 2020-05-17 | | 11,065(+15) | 263(+1) |
| 2020-05-18 | 2020-05-18 | | 11,078(+13) | 263(=) |
| 2020-05-19 | 2020-05-19 | | 11,110(+32) | 263(=) |
| 2020-05-20 | 2020-05-20 | | 11,122(+12) | 264(+1) |
| 2020-05-21 | 2020-05-21 | | 11,142(+20) | 264(=) |
| 2020-05-22 | 2020-05-22 | | 11,165(+23) | 266(+2) |
| 2020-05-23 | 2020-05-23 | | 11,190(+25) | 266(=) |
| 2020-05-24 | 2020-05-24 | | 11,206(+16) | 267(+1) |
| 2020-05-25 | 2020-05-25 | | 11,225(+19) | 269(+2) |
| 2020-05-26 | 2020-05-26 | | 11,265(+40) | 269(=) |
| 2020-05-27 | 2020-05-27 | | 11,344(+79) | 269(=) |
| 2020-05-28 | 2020-05-28 | | 11,402(+58) | 269(=) |
| 2020-05-29 | 2020-05-29 | | 11,441(+39) | 269(=) |
| 2020-05-30 | 2020-05-30 | | 11,468(+27) | 270(+1) |
| 2020-05-31 | 2020-05-31 | | 11,503(+35) | 271(+1) |
| 2020-06-01 | 2020-06-01 | | 11,541(+38) | 272(+1) |
| 2020-06-02 | 2020-06-02 | | 11,590(+49) | 273(+1) |
| 2020-06-03 | 2020-06-03 | | 11,629(+39) | 273(=) |
| 2020-06-04 | 2020-06-04 | | 11,668(+39) | 273(=) |
| 2020-06-05 | 2020-06-05 | | 11,719(+51) | 273(=) |
| 2020-06-06 | 2020-06-06 | | 11,776(+57) | 273(=) |
| 2020-06-07 | 2020-06-07 | | 11,814(+38) | 273(=) |
| 2020-06-08 | 2020-06-08 | | 11,852(+38) | 274(+1) |
| 2020-06-09 | 2020-06-09 | | 11,902(+50) | 276(+2) |
| 2020-06-10 | 2020-06-10 | | 11,947(+45) | 276(=) |
| 2020-06-11 | 2020-06-11 | | 12,003(+56) | 277(+1) |
| 2020-06-12 | 2020-06-12 | | 12,051(+48) | 277(=) |
| 2020-06-13 | 2020-06-13 | | 12,085(+34) | 277(=) |
| 2020-06-14 | 2020-06-14 | | 12,121(+36) | 277(=) |
| 2020-06-15 | 2020-06-15 | | 12,155(+34) | 278(+1) |
| 2020-06-16 | 2020-06-16 | | 12,198(+43) | 279(+1) |
| 2020-06-17 | 2020-06-17 | | 12,257(+59) | 280(+1) |
| 2020-06-18 | 2020-06-18 | | 12,306(+49) | 280(=) |
| 2020-06-19 | 2020-06-19 | | 12,373(+67) | 280(=) |
| 2020-06-20 | 2020-06-20 | | 12,421(+48) | 280(=) |
| 2020-06-21 | 2020-06-21 | | 12,438(+17) | 280(=) |
| 2020-06-22 | 2020-06-22 | | 12,484(+46) | 281(+1) |
| 2020-06-23 | 2020-06-23 | | 12,535(+51) | 281(=) |
| 2020-06-24 | 2020-06-24 | | 12,563(+28) | 282(+1) |
| 2020-06-25 | 2020-06-25 | | 12,602(+39) | 282(=) |
| 2020-06-26 | 2020-06-26 | | 12,653(+51) | 282(=) |
| 2020-06-27 | 2020-06-27 | | 12,715(+62) | 282(=) |
| 2020-06-28 | 2020-06-28 | | 12,757(+42) | 282(=) |
| 2020-06-29 | 2020-06-29 | | 12,800(+43) | 282(=) |
| 2020-06-30 | 2020-06-30 | | 12,850(+50) | 282(=) |
| 2020-07-01 | 2020-07-01 | | 12,904(+54) | 282(=) |
| 2020-07-02 | 2020-07-02 | | 12,967(+63) | 282(=) |
| 2020-07-03 | 2020-07-03 | | 13,030(+63) | 283(+1) |
| 2020-07-04 | 2020-07-04 | | 13,091(+61) | 283(=) |
| 2020-07-05 | 2020-07-05 | | 13,137(+46) | 284(+1) |
| 2020-07-06 | 2020-07-06 | | 13,181(+44) | 285(+1) |
| 2020-07-07 | 2020-07-07 | | 13,244(+63) | 285(=) |
| 2020-07-08 | 2020-07-08 | | 13,293(+49) | 287(+2) |
| 2020-07-09 | 2020-07-09 | | 13,338(+45) | 288(+1) |
| 2020-07-10 | 2020-07-10 | | 13,373(+35) | 288(=) |
| 2020-07-11 | 2020-07-11 | | 13,417(+44) | 289(+1) |
| 2020-07-12 | 2020-07-12 | | 13,479(+62) | 289(=) |
| 2020-07-13 | 2020-07-13 | | 13,512(+33) | 289(=) |
| 2020-07-14 | 2020-07-14 | | 13,551(+39) | 289(=) |
| 2020-07-15 | 2020-07-15 | | 13,612(+61) | 291(+2) |
| 2020-07-16 | 2020-07-16 | | 13,672(+60) | 293(+2) |
| 2020-07-17 | 2020-07-17 | | 13,711(+39) | 294(+1) |
| 2020-07-18 | 2020-07-18 | | 13,745(+34) | 295(+1) |
| 2020-07-19 | 2020-07-19 | | 13,771(+26) | 296(+1) |
| 2020-07-20 | 2020-07-20 | | 13,816(+45) | 296(=) |
| 2020-07-21 | 2020-07-21 | | 13,879(+63) | 297(+1) |
| 2020-07-22 | 2020-07-22 | | 13,938(+59) | 297(=) |
| 2020-07-23 | 2020-07-23 | | 13,979(+41) | 298(+1) |
| 2020-07-24 | 2020-07-24 | | 14,092(+113) | 298(=) |
| 2020-07-25 | 2020-07-25 | | 14,150(+58) | 298(=) |
| 2020-07-26 | 2020-07-26 | | 14,175(+25) | 299(+1) |
| 2020-07-27 | 2020-07-27 | | 14,203(+28) | 300(+1) |
| 2020-07-28 | 2020-07-28 | | 14,251(+48) | 300(=) |
| 2020-07-29 | 2020-07-29 | | 14,269(+18) | 300(=) |
| 2020-07-30 | 2020-07-30 | | 14,305(+36) | 301(+1) |
| 2020-07-31 | 2020-07-31 | | 14,336(+31) | 301(=) |
| 2020-08-01 | 2020-08-01 | | 14,366(+30) | 301(=) |
| 2020-08-02 | 2020-08-02 | | 14,389(+23) | 301(=) |
| 2020-08-03 | 2020-08-03 | | 14,423(+34) | 301(=) |
| 2020-08-04 | 2020-08-04 | | 14,456(+33) | 302(+1) |
| 2020-08-05 | 2020-08-05 | | 14,499(+43) | 302(=) |
| 2020-08-06 | 2020-08-06 | | 14,519(+20) | 303(+1) |
| 2020-08-07 | 2020-08-07 | | 14,562(+43) | 304(+1) |
| 2020-08-08 | 2020-08-08 | | 14,598(+36) | 305(+1) |
| 2020-08-09 | 2020-08-09 | | 14,626(+28) | 305(=) |
| 2020-08-10 | 2020-08-10 | | 14,660(+34) | 305(=) |
| 2020-08-11 | 2020-08-11 | | 14,714(+54) | 305(=) |
| 2020-08-12 | 2020-08-12 | | 14,770(+56) | 305(=) |
| 2020-08-13 | 2020-08-13 | | 14,873(+103) | 305(=) |
| 2020-08-14 | 2020-08-14 | | 15,039(+166) | 305(=) |
| 2020-08-15 | 2020-08-15 | | 15,318(+279) | 305(=) |
| 2020-08-16 | 2020-08-16 | | 15,515(+197) | 305(=) |
| 2020-08-17 | 2020-08-17 | | 15,761(+246) | 306(+1) |
| 2020-08-18 | 2020-08-18 | | 16,058(+297) | 306(=) |
| 2020-08-19 | 2020-08-19 | | 16,346(+288) | 307(+1) |
| 2020-08-20 | 2020-08-20 | | 16,670(+324) | 309(+2) |
| 2020-08-21 | 2020-08-21 | | 17,002(+332) | 309(=) |
| 2020-08-22 | 2020-08-22 | | 17,399(+397) | 309(=) |
| 2020-08-23 | 2020-08-23 | | 17,665(+266) | 309(=) |
| 2020-08-24 | 2020-08-24 | | 17,945(+280) | 310(+1) |
| 2020-08-25 | 2020-08-25 | | 18,265(+320) | 312(+2) |
| 2020-08-26 | 2020-08-26 | | 18,706(+441) | 313(+1) |
| 2020-08-27 | 2020-08-27 | | 19,077(+371) | 316(+3) |
| 2020-08-28 | 2020-08-28 | | 19,400(+323) | 321(+5) |
| 2020-08-29 | 2020-08-29 | | 19,699(+299) | 323(+2) |
| 2020-08-30 | 2020-08-30 | | 19,947(+248) | 324(+1) |
| 2020-08-31 | 2020-08-31 | | 20,182(+235) | 324(=) |
| 2020-09-01 | 2020-09-01 | | 20,449(+267) | 326(+2) |
| 2020-09-02 | 2020-09-02 | | 20,644(+195) | 329(+3) |
| 2020-09-03 | 2020-09-03 | | 20,842(+198) | 331(+2) |
| 2020-09-04 | 2020-09-04 | | 21,010(+168) | 333(+2) |
| 2020-09-05 | 2020-09-05 | | 21,177(+167) | 334(+1) |
| 2020-09-06 | 2020-09-06 | | 21,296(+119) | 336(+2) |
| 2020-09-07 | 2020-09-07 | | 21,432(+136) | 341(+5) |
| 2020-09-08 | 2020-09-08 | | 21,588(+156) | 344(+3) |
| 2020-09-09 | 2020-09-09 | | 21,743(+155) | 346(+2) |
| 2020-09-10 | 2020-09-10 | | 21,919(+176) | 350(+4) |
| 2020-09-11 | 2020-09-11 | | 22,055(+136) | 355(+5) |
| 2020-09-12 | 2020-09-12 | | 22,176(+121) | 358(+3) |
| 2020-09-13 | 2020-09-13 | | 22,285(+109) | 363(+5) |
| 2020-09-14 | 2020-09-14 | | 22,391(+106) | 367(+4) |
| 2020-09-15 | 2020-09-15 | | 22,504(+113) | 367(=) |
| 2020-09-16 | 2020-09-16 | | 22,657(+153) | 372(+5) |
| 2020-09-17 | 2020-09-17 | | 22,783(+126) | 377(+5) |
| 2020-09-18 | 2020-09-18 | | 22,893(+110) | 378(+1) |
| 2020-09-19 | 2020-09-19 | | 22,975(+82) | 383(+5) |
| 2020-09-20 | 2020-09-20 | | 23,045(+70) | 385(+2) |
| 2020-09-21 | 2020-09-21 | | 23,106(+61) | 388(+3) |
| 2020-09-22 | 2020-09-22 | | 23,216(+110) | 388(=) |
| 2020-09-23 | 2020-09-23 | | 23,341(+125) | 393(+5) |
| 2020-09-24 | 2020-09-24 | | 23,455(+114) | 395(+2) |
| 2020-09-25 | 2020-09-25 | | 23,516(+61) | 399(+4) |
| 2020-09-26 | 2020-09-26 | | 23,611(+95) | 401(+2) |
| 2020-09-27 | 2020-09-27 | | 23,661(+50) | 406(+5) |
| 2020-09-28 | 2020-09-28 | | 23,699(+38) | 407(+1) |
| 2020-09-29 | 2020-09-29 | | 23,812(+113) | 413(+6) |
| 2020-09-30 | 2020-09-30 | | 23,889(+77) | 415(+2) |
| 2020-10-01 | 2020-10-01 | | 23,952(+63) | 416(+1) |
| 2020-10-02 | 2020-10-02 | | 24,027(+75) | 420(+4) |
| 2020-10-03 | 2020-10-03 | | 24,091(+64) | 421(+1) |
| 2020-10-04 | 2020-10-04 | | 24,164(+73) | 422(+1) |
| 2020-10-05 | 2020-10-05 | | 24,239(+75) | 422(=) |
| 2020-10-06 | 2020-10-06 | | 24,353(+114) | 425(+3) |
| 2020-10-07 | 2020-10-07 | | 24,422(+69) | 427(+2) |
| 2020-10-08 | 2020-10-08 | | 24,476(+54) | 428(+1) |
| 2020-10-09 | 2020-10-09 | | 24,548(+72) | 430(+2) |
| 2020-10-10 | 2020-10-10 | | 24,606(+58) | 432(+2) |
| 2020-10-11 | 2020-10-11 | | 24,703(+97) | 433(+1) |
| 2020-10-12 | 2020-10-12 | | 24,805(+102) | 434(+1) |
| 2020-10-13 | 2020-10-13 | | 24,889(+84) | 438(+4) |
| 2020-10-14 | 2020-10-14 | | 24,988(+99) | 439(+1) |
| 2020-10-15 | 2020-10-15 | | 25,035(+47) | 441(+2) |
| 2020-10-16 | 2020-10-16 | | 25,108(+73) | 443(+2) |
| 2020-10-17 | 2020-10-17 | | 25,199(+91) | 444(+1) |
| 2020-10-18 | 2020-10-18 | | 25,275(+76) | 444(=) |
| 2020-10-19 | 2020-10-19 | | 25,333(+58) | 447(+3) |
| 2020-10-20 | 2020-10-20 | | 25,424(+91) | 450(+3) |
| 2020-10-21 | 2020-10-21 | | 25,543(+119) | 453(+3) |
| 2020-10-22 | 2020-10-22 | | 25,698(+155) | 455(+2) |
| 2020-10-23 | 2020-10-23 | | 25,775(+77) | 457(+2) |
| 2020-10-24 | 2020-10-24 | | 25,836(+61) | 457(=) |
| 2020-10-25 | 2020-10-25 | | 25,955(+119) | 457(=) |
| 2020-10-26 | 2020-10-26 | | 26,043(+88) | 460(+3) |
| 2020-10-27 | 2020-10-27 | | 26,146(+103) | 461(+1) |
| 2020-10-28 | 2020-10-28 | | 26,271(+125) | 462(+1) |
| 2020-10-29 | 2020-10-29 | | 26,385(+114) | 463(+1) |
| 2020-10-30 | 2020-10-30 | | 26,511(+126) | 464(+1) |
| 2020-10-31 | 2020-10-31 | | 26,635(+124) | 466(+2) |
| 2020-11-01 | 2020-11-01 | | 26,732(+97) | 468(+2) |
| 2020-11-02 | 2020-11-02 | | 26,807(+75) | 472(+4) |
| 2020-11-03 | 2020-11-03 | | 26,925(+118) | 474(+2) |
| 2020-11-04 | 2020-11-04 | | 27,050(+125) | 475(+1) |
| 2020-11-05 | 2020-11-05 | | 27,195(+145) | 476(+1) |
| 2020-11-06 | 2020-11-06 | | 27,284(+89) | 477(+1) |
| 2020-11-07 | 2020-11-07 | | 27,427(+143) | 478(+1) |
| 2020-11-08 | 2020-11-08 | | 27,553(+126) | 480(+2) |
| 2020-11-09 | 2020-11-09 | | 27,653(+100) | 485(+5) |
| 2020-11-10 | 2020-11-10 | | 27,799(+146) | 487(+2) |
| 2020-11-11 | 2020-11-11 | | 27,942(+143) | 487(=) |
| 2020-11-12 | 2020-11-12 | | 28,133(+191) | 488(+1) |
| 2020-11-13 | 2020-11-13 | | 28,338(+205) | 492(+4) |
| 2020-11-14 | 2020-11-14 | | 28,546(+208) | 493(+1) |
| 2020-11-15 | 2020-11-15 | | 28,769(+223) | 494(+1) |
| 2020-11-16 | 2020-11-16 | | 28,998(+229) | 494(=) |
| 2020-11-17 | 2020-11-17 | | 29,311(+313) | 496(+2) |
| 2020-11-18 | 2020-11-18 | | 29,654(+343) | 498(+2) |
| 2020-11-19 | 2020-11-19 | | 30,017(+363) | 501(+3) |
| 2020-11-20 | 2020-11-20 | | 30,403(+386) | 503(+2) |
| 2020-11-21 | 2020-11-21 | | 30,733(+330) | 505(+2) |
| 2020-11-22 | 2020-11-22 | | 31,004(+271) | 509(+4) |
| 2020-11-23 | 2020-11-23 | | 31,353(+349) | 510(+1) |
| 2020-11-24 | 2020-11-24 | | 31,735(+382) | 513(+3) |
| 2020-11-25 | 2020-11-25 | | 32,318(+583) | 515(+2) |
| 2020-11-26 | 2020-11-26 | | 32,887(+569) | 516(+1) |
| 2020-11-27 | 2020-11-27 | | 33,375(+488) | 522(+6) |
| 2020-11-28 | 2020-11-28 | | 33,824(+449) | 523(+1) |
| 2020-11-29 | 2020-11-29 | | 34,201(+377) | 526(+3) |
| 2020-11-30 | 2020-11-30 | | 34,652(+451) | 526(=) |
| 2020-12-01 | 2020-12-01 | | 35,163(+511) | 526(=) |
| 2020-12-02 | 2020-12-02 | | 35,703(+540) | 529(+3) |
| 2020-12-03 | 2020-12-03 | | 36,332(+629) | 536(+7) |
| 2020-12-04 | 2020-12-04 | | 36,915(+583) | 540(+4) |
| 2020-12-05 | 2020-12-05 | | 37,546(+631) | 545(+5) |
| 2020-12-06 | 2020-12-06 | | 38,161(+615) | 549(+4) |
| 2020-12-07 | 2020-12-07 | | 38,755(+594) | 552(+3) |
| 2020-12-08 | 2020-12-08 | | 39,432(+677) | 556(+4) |
| 2020-12-09 | 2020-12-09 | | 40,098(+666) | 564(+8) |
| 2020-12-10 | 2020-12-10 | | 40,786(+688) | 572(+8) |
| 2020-12-11 | 2020-12-11 | | 41,736(+950) | 578(+6) |
| 2020-12-12 | 2020-12-12 | | 42,766(+1,030) | 580(+2) |
| 2020-12-13 | 2020-12-13 | | 43,484(+718) | 587(+7) |
| 2020-12-14 | 2020-12-14 | | 44,364(+880) | 600(+13) |
| 2020-12-15 | 2020-12-15 | | 45,442(+1,078) | 612(+12) |
| 2020-12-16 | 2020-12-16 | | 46,453(+1,011) | 634(+22) |
| 2020-12-17 | 2020-12-17 | | 47,515(+1,062) | 645(+11) |
| 2020-12-18 | 2020-12-18 | | 48,570(+1,055) | 659(+14) |
| 2020-12-19 | 2020-12-19 | | 49,660(+1,090) | 674(+15) |
| 2020-12-20 | 2020-12-20 | | 50,586(+926) | 698(+24) |
| 2020-12-21 | 2020-12-21 | | 51,452 (+866) | 722(+24) |
| 2020-12-22 | 2020-12-22 | | 52,542(+1,090) | 739(+17) |
| 2020-12-23 | 2020-12-23 | | 53,527(+985) | 756(+17) |
| 2020-12-24 | 2020-12-24 | | 54,767 (+1,240) | 773(+17) |
| 2020-12-25 | 2020-12-25 | | 55,899(+1,132) | 793(+20) |
| 2020-12-26 | 2020-12-26 | | 56,869(+970) | 808(+15) |
| 2020-12-27 | 2020-12-27 | | 57,676(+807) | 819(+11) |
| 2020-12-28 | 2020-12-28 | | 58,721(+1,045) | 859(+40) |
| 2020-12-29 | 2020-12-29 | | 59,771(+1,050) | 879(+20) |
| 2020-12-30 | 2020-12-30 | | 60,738(+967) | 900(+21) |
| 2020-12-31 | 2020-12-31 | | 61,765 (+1,027) | 917(+17) |
| 2021-01-01 | 2021-01-01 | | 62,585 (+820) | 942(+25) |
| 2021-01-02 | 2021-01-02 | | 63,242(+657) | 962(+20) |
| 2021-01-03 | 2021-01-03 | | 64,262(+1,020) | 981(+19) |
| 2021-01-04 | 2021-01-04 | | 64,976 (+714) | 1,007(+26) |
| 2021-01-05 | 2021-01-05 | | 65,814 (+838) | 1,027(+20) |
| 2021-01-06 | 2021-01-06 | | 66,683(+869) | 1,046(+19) |
| 2021-01-07 | 2021-01-07 | | 67,357(+674) | 1,081(+35) |
| 2021-01-08 | 2021-01-08 | | 67,998(+641) | 1,100(+19) |
| 2021-01-09 | 2021-01-09 | | 68,655 (+657) | 1,125(+25) |
| 2021-01-10 | 2021-01-10 | | 69,106(+451) | 1,140(+15) |
| 2021-01-11 | 2021-01-11 | | 69,643(+537) | 1,165(+25) |
| 2021-01-12 | 2021-01-12 | | 70,204 (+561) | 1,185(+20) |
| 2021-01-13 | 2021-01-13 | | 70,728(+524) | 1,195(+10) |
| 2021-01-14 | 2021-01-14 | | 71,241(+513) | 1,217(+22) |
| 2021-01-15 | 2021-01-15 | | 71,820(+579) | 1,236(+19) |
| 2021-01-16 | 2021-01-16 | | 72,340(+520) | 1,249(+13) |
| 2021-01-17 | 2021-01-17 | | 72,729(+389) | 1,264(+15) |
| 2021-01-18 | 2021-01-18 | | 73,115(+386) | 1,283(+19) |
| 2021-01-19 | 2021-01-19 | | 73,518(+403) | 1,300(+17) |
| 2021-01-20 | 2021-01-20 | | 73,918(+400) | 1,316(+16) |
| 2021-01-21 | 2021-01-21 | | 74,262(+344) | 1,328(+12) |
| 2021-01-22 | 2021-01-22 | | 74,692(+430) | 1,337(+9) |
| 2021-01-23 | 2021-01-23 | | 75,084(+392) | 1,349(+12) |
| 2021-01-24 | 2021-01-24 | | 75,521(+437) | 1,360(+11) |
| 2021-01-25 | 2021-01-25 | | 75,875(+354) | 1,371(+11) |
| 2021-01-26 | 2021-01-26 | | 76,429(+554) | 1,378(+7) |
| 2021-01-27 | 2021-01-27 | | 76,926(+497) | 1,386(+8) |
| 2021-01-28 | 2021-01-28 | | 77,395(+469) | 1,399(+13) |
| 2021-01-29 | 2021-01-29 | | 77,850(+455) | 1,414(+15) |
| 2021-01-30 | 2021-01-30 | | 78,205(+355) | 1,420(+6) |
| 2021-01-31 | 2021-01-31 | | 78,508(+303) | 1,425(+5) |
| 2021-02-01 | 2021-02-01 | | 78,844(+336) | 1,435(+10) |
| 2021-02-02 | 2021-02-02 | | 79,311(+467) | 1,441(+6) |
| 2021-02-03 | 2021-02-03 | | 79,762(+451) | 1,448(+7) |
| 2021-02-04 | 2021-02-04 | | 80,131(+369) | 1,459(+11) |
| 2021-02-05 | 2021-02-05 | | 80,524(+393) | 1,464(+5) |
| 2021-02-06 | 2021-02-06 | | 80,896(+372) | 1,471(+7) |
| 2021-02-07 | 2021-02-07 | | 81,185(+289) | 1,474(+3) |
| 2021-02-08 | 2021-02-08 | | 81,487(+302) | 1,482(+8) |
| 2021-02-09 | 2021-02-09 | | 81,930(+443) | 1,486(+4) |
| 2021-02-10 | 2021-02-10 | | 82,434(+504) | 1,496(+10) |
| 2021-02-11 | 2021-02-11 | | 82,837(+403) | 1,507(+11) |
| 2021-02-12 | 2021-02-12 | | 83,199(+362) | 1,514(+7) |
| 2021-02-13 | 2021-02-13 | | 83,525(+326) | 1,522(+8) |
| 2021-02-14 | 2021-02-14 | | 83,869(+344) | 1,527(+5) |
| 2021-02-15 | 2021-02-15 | | 84,325(+456) | 1,534(+7) |
| 2021-02-16 | 2021-02-16 | | 84,946(+621) | 1,538(+4) |
| 2021-02-17 | 2021-02-17 | | 85,567(+621) | 1,544(+6) |
| 2021-02-18 | 2021-02-18 | | 86,128(+561) | 1,550(+6) |
| 2021-02-19 | 2021-02-19 | | 86,574(+446) | 1,553(+3) |
| 2021-02-20 | 2021-02-20 | | 86,992(+418) | 1,557(+4) |
| 2021-02-21 | 2021-02-21 | | 87,324(+332) | 1,562(+5) |
| 2021-02-22 | 2021-02-22 | | 87,681(+357) | 1,573(+11) |
| 2021-02-23 | 2021-02-23 | | 88,120(+439) | 1,576(+3) |
| 2021-02-24 | 2021-02-24 | | 88,516(+396) | 1,581(+5) |
| 2021-02-25 | 2021-02-25 | | 88,922(+406) | 1,585(+4) |
| 2021-02-26 | 2021-02-26 | | 89,321(+399) | 1,595(+10) |
| 2021-02-27 | 2021-02-27 | | 89,676(+355) | 1,603(+8) |
| 2021-02-28 | 2021-02-28 | | 90,029(+353) | 1,605(+2) |
| 2021-03-01 | 2021-03-01 | | 90,372(+343) | 1,606(+1) |
| 2021-03-02 | 2021-03-02 | | 90,816(+444) | 1,612(+6) |
| 2021-03-03 | 2021-03-03 | | 91,240(+424) | 1,619(+7) |
| 2021-03-04 | 2021-03-04 | | 91,638(+398) | 1,627(+8) |
| 2021-03-05 | 2021-03-05 | | 92,055(+417) | 1,632(+5) |
| 2021-03-06 | 2021-03-06 | | 92,471(+416) | 1,634(+2) |
| 2021-03-07 | 2021-03-07 | | 92,817(+346) | 1,642(+8) |
| 2021-03-08 | 2021-03-08 | | 93,263(+446) | 1,645(+3) |
| 2021-03-09 | 2021-03-09 | | 93,733(+470) | 1,648(+3) |
| 2021-03-10 | 2021-03-10 | | 94,198(+465) | 1,652(+4) |
| 2021-03-11 | 2021-03-11 | | 94,686(+488) | 1,662(+10) |
| 2021-03-12 | 2021-03-12 | | 95,176(+490) | 1,667(+5) |
| 2021-03-13 | 2021-03-13 | | 95,635(+459) | 1,669(+2) |
| 2021-03-14 | 2021-03-14 | | 96,017(+382) | 1,675(+6) |
| 2021-03-15 | 2021-03-15 | | 96,380(+363) | 1,678(+3) |
| 2021-03-16 | 2021-03-16 | | 96,849(+469) | 1,686(+8) |
| 2021-03-17 | 2021-03-17 | | 97,294(+445) | 1,688(+2) |
| 2021-03-18 | 2021-03-18 | | 97,757(+463) | 1,690(+2) |
| 2021-03-19 | 2021-03-19 | | 98,209(+452) | 1,693(+3) |
| 2021-03-20 | 2021-03-20 | | 98,655(+446) | 1,696(+3) |
| 2021-03-21 | 2021-03-21 | | 99,075(+420) | 1,697(+1) |
| 2021-03-22 | 2021-03-22 | | 99,421(+346) | 1,704(+7) |
| 2021-03-23 | 2021-03-23 | | 99,846(+425) | 1,707(+3) |
| 2021-03-24 | 2021-03-24 | | 100,276(+430) | 1,709(+2) |
| 2021-03-25 | 2021-03-25 | | 100,770(+494) | 1,716(+7) |
| 2021-03-26 | 2021-03-26 | | 101,275(+505) | 1,721(+5) |
| 2021-03-27 | 2021-03-27 | | 101,757(+482) | 1,722(+1) |
| 2021-03-28 | 2021-03-28 | | 102,141(+384) | 1,726(+4) |
| 2021-03-29 | 2021-03-29 | | 102,582(+441) | 1,729(+3) |
| 2021-03-30 | 2021-03-30 | | 103,088(+506) | 1,731(+2) |
| 2021-03-31 | 2021-03-31 | | 103,639(+551) | 1,735(+4) |
| 2021-04-01 | 2021-04-01 | | 104,194(+555) | 1,737(+2) |
| 2021-04-02 | 2021-04-02 | | 104,736(+542) | 1,740(+3) |
| 2021-04-03 | 2021-04-03 | | 105,279(+543) | 1,744(+4) |
| 2021-04-04 | 2021-04-04 | | 105,752(+473) | 1,748(+4) |
| 2021-04-05 | 2021-04-05 | | 106,230(+478) | 1,752(+4) |
| 2021-04-06 | 2021-04-06 | | 106,898(+668) | 1,756(+4) |
| 2021-04-07 | 2021-04-07 | | 107,598(+700) | 1,758(+2) |
| 2021-04-08 | 2021-04-08 | | 108,269(+671) | 1,764(+6) |
| 2021-04-09 | 2021-04-09 | | 108,945(+676) | 1,765(+1) |
| 2021-04-10 | 2021-04-10 | | 109,559(+614) | 1,768(+3) |
| 2021-04-11 | 2021-04-11 | | 110,146(+587) | 1,770(+2) |
| 2021-04-12 | 2021-04-12 | | 110,688(+542) | 1,775(+5) |
| 2021-04-13 | 2021-04-13 | | 111,419(+731) | 1,782(+7) |
| 2021-04-14 | 2021-04-14 | | 112,117(+698) | 1,788(+6) |
| 2021-04-15 | 2021-04-15 | | 112,789(+672) | 1,790(+2) |
| 2021-04-16 | 2021-04-16 | | 113,444(+655) | 1,794(+4) |
| 2021-04-17 | 2021-04-17 | | 114,115(+671) | 1,797(+3) |
| 2021-04-18 | 2021-04-18 | | 114,646(+531) | 1,801(+4) |
| 2021-04-19 | 2021-04-19 | | 115,195(+549) | 1,802(+1) |
| 2021-04-20 | 2021-04-20 | | 115,926(+731) | 1,806(+4) |
| 2021-04-21 | 2021-04-21 | | 116,661(+735) | 1,808(+2) |
| 2021-04-22 | 2021-04-22 | | 117,458(+797) | 1,811(+3) |
| 2021-04-23 | 2021-04-23 | | 118,243(+785) | 1,812(+1) |
| 2021-04-24 | 2021-04-24 | | 118,887(+644) | 1,813(+1) |
| 2021-04-25 | 2021-04-25 | | 119,387(+500) | 1,817(+4) |
| 2021-04-26 | 2021-04-26 | | 119,898(+511) | 1,820(+3) |
| 2021-04-27 | 2021-04-27 | | 120,673(+775) | 1,821(+1) |
| 2021-04-28 | 2021-04-28 | | 121,351(+678) | 1,825(+4) |
| 2021-04-29 | 2021-04-29 | | 122,007(+656) | 1,828(+3) |
| 2021-04-30 | 2021-04-30 | | 122,634(+627) | 1,831(+3) |
| 2021-05-01 | 2021-05-01 | | 123,240(+606) | 1,833(+2) |
| 2021-05-02 | 2021-05-02 | | 123,728(+488) | 1,834(+1) |
| 2021-05-03 | 2021-05-03 | | 124,269(+541) | 1,840(+6) |
| 2021-05-04 | 2021-05-04 | | 124,945(+676) | 1,847(+7) |
| 2021-05-05 | 2021-05-05 | | 125,519(+574) | 1,851(+4) |
| 2021-05-06 | 2021-05-06 | | 126,044(+525) | 1,860(+9) |
| 2021-05-07 | 2021-05-07 | | 126,745(+701) | 1,865(+5) |
| 2021-05-08 | 2021-05-08 | | 127,309(+564) | 1,874(+9) |
| 2021-05-09 | 2021-05-09 | | 127,772(+463) | 1,875(+1) |
| 2021-05-10 | 2021-05-10 | | 128,283(+511) | 1,879(+4) |
| 2021-05-11 | 2021-05-11 | | 128,918(+635) | 1,884(+5) |
| 2021-05-12 | 2021-05-12 | | 129,633(+715) | 1,891(+7) |
| 2021-05-13 | 2021-05-13 | | 130,380(+747) | 1,893(+2) |
| 2021-05-14 | 2021-05-14 | | 131,061(+681) | 1,896(+3) |
| 2021-05-15 | 2021-05-15 | | 131,671(+610) | 1,900(+4) |
| 2021-05-16 | 2021-05-16 | | 132,290(+619) | 1,903(+3) |
| 2021-05-17 | 2021-05-17 | | 132,818(+528) | 1,904(+1) |
| 2021-05-18 | 2021-05-18 | | 133,471(+653) | 1,912(+8) |
| 2021-05-19 | 2021-05-19 | | 134,117(+646) | 1,916(+4) |
| 2021-05-20 | 2021-05-20 | | 134,678(+561) | 1,922(+6) |
| 2021-05-21 | 2021-05-21 | | 135,344(+666) | 1,926(+4) |
| 2021-05-22 | 2021-05-22 | | 135,929(+585) | 1,931(+5) |
| 2021-05-23 | 2021-05-23 | | 136,467(+538) | 1,934(+3) |
| 2021-05-24 | 2021-05-24 | | 136,983(+516) | 1,938(+4) |
| 2021-05-25 | 2021-05-25 | | 137,682(+699) | 1,940(+2) |
| 2021-05-26 | 2021-05-26 | | 138,311(+629) | 1,943(+3) |
| 2021-05-27 | 2021-05-27 | | 138,898(+587) | 1,946(+3) |
| 2021-05-28 | 2021-05-28 | | 139,431(+533) | 1,951(+5) |
| 2021-05-29 | 2021-05-29 | | 139,910(+479) | 1,957(+6) |
| 2021-05-30 | 2021-05-30 | | 140,340(+430) | 1,959(+2) |
| 2021-05-31 | 2021-05-31 | | 140,799(+459) | 1,963(+4) |
| 2021-06-01 | 2021-06-01 | | 141,476(+677) | 1,965(+2) |
| 2021-06-02 | 2021-06-02 | | 142,157(+681) | 1,968(+3) |
| 2021-06-03 | 2021-06-03 | | 142,852(+695) | 1,969(+1) |
| 2021-06-04 | 2021-06-04 | | 143,596(+744) | 1,971(+2) |
| 2021-06-05 | 2021-06-05 | | 144,152(+556) | 1,973(+2) |
| 2021-06-06 | 2021-06-06 | | 144,637(+485) | 1,974(+1) |
| 2021-06-07 | 2021-06-07 | | 145,091(+454) | 1,975(+1) |
| 2021-06-08 | 2021-06-08 | | 145,692(+601) | 1,977(+2) |
| 2021-06-09 | 2021-06-09 | | 146,303(+611) | 1,979(+2) |
| 2021-06-10 | 2021-06-10 | | 146,859(+556) | 1,981(+2) |
| 2021-06-11 | 2021-06-11 | | 147,422(+563) | 1,982(+1) |
| 2021-06-12 | 2021-06-12 | | 147,874(+452) | 1,985(+3) |
| 2021-06-13 | 2021-06-13 | | 148,273(+399) | 1,988(+3) |
| 2021-06-14 | 2021-06-14 | | 148,647(+374) | 1,992(+4) |
| 2021-06-15 | 2021-06-15 | | 149,191(+544) | 1,993(+1) |
| 2021-06-16 | 2021-06-16 | | 149,731(+540) | 1,994(+1) |
| 2021-06-17 | 2021-06-17 | | 150,238(+507) | 1,996(+2) |
| 2021-06-18 | 2021-06-18 | | 150,720(+482) | 1,997(+1) |
| 2021-06-19 | 2021-06-19 | | 151,149(+429) | 2,002(+5) |
| 2021-06-20 | 2021-06-20 | | 151,506(+357) | 2,004(+2) |
| 2021-06-21 | 2021-06-21 | | 151,901(+395) | 2,006(+2) |
| 2021-06-22 | 2021-06-22 | | 152,545(+644) | 2,007(+1) |
| 2021-06-23 | 2021-06-23 | | 153,155(+610) | 2,008(+1) |
| 2021-06-24 | 2021-06-24 | | 153,789(+634) | 2,009(+1) |
| 2021-06-25 | 2021-06-25 | | 154,457(+668) | 2,012(+3) |
| 2021-06-26 | 2021-06-26 | | 155,071(+614) | 2,013(+1) |
| 2021-06-27 | 2021-06-27 | | 155,572(+501) | 2,015(+2) |
| 2021-06-28 | 2021-06-28 | | 156,167(+595) | 2,017(+2) |
| 2021-06-29 | 2021-06-29 | | 156,961(+794) | 2,018(+1) |
| 2021-06-30 | 2021-06-30 | | 157,723(+762) | 2,021(+3) |
| 2021-07-01 | 2021-07-01 | | 158,549(+826) | 2,024(+3) |
| 2021-07-02 | 2021-07-02 | | 159,342(+793) | 2,025(+1) |
| 2021-07-03 | 2021-07-03 | | 160,084(+742) | 2,026(+1) |
| 2021-07-04 | 2021-07-04 | | 160,795(+711) | 2,028(+2) |
| 2021-07-05 | 2021-07-05 | | 161,541(+746) | 2,032(+4) |
| 2021-07-06 | 2021-07-06 | | 162,753(+1,212) | 2,033(+1) |
| 2021-07-07 | 2021-07-07 | | 164,028(+1,275) | 2,034(+1) |
| 2021-07-08 | 2021-07-08 | | 165,344(+1,316) | 2,036(+2) |
| 2021-07-09 | 2021-07-09 | | 166,722(+1,378) | 2,038(+2) |
| 2021-07-10 | 2021-07-10 | | 168,046(+1,324) | 2,043(+5) |
| 2021-07-11 | 2021-07-11 | | 169,146(+1,100) | 2,044(+1) |
| 2021-07-12 | 2021-07-12 | | 170,296(+1,150) | 2,046(+2) |
| 2021-07-13 | 2021-07-13 | | 171,911(+1,615) | 2,048(+2) |
| 2021-07-14 | 2021-07-14 | | 173,511(+1,600) | 2,050(+2) |
| 2021-07-15 | 2021-07-15 | | 175,046(+1,535) | 2,051(+1) |
| 2021-07-16 | 2021-07-16 | | 176,500(+1,454) | 2,055(+4) |
| 2021-07-17 | 2021-07-17 | | 177,951(+1,451) | 2,057(+2) |
| 2021-07-18 | 2021-07-18 | | 179,203(+1,252) | 2,058(+1) |
| 2021-07-19 | 2021-07-19 | | 180,481(+1,278) | 2,059(+1) |
| 2021-07-20 | 2021-07-20 | | 182,265(+1,784) | 2,060(+1) |
| 2021-07-21 | 2021-07-21 | | 184,103(+1,838) | 2,063(+3) |
| 2021-07-22 | 2021-07-22 | | 185,733(+1,630) | 2,066(+3) |
| 2021-07-23 | 2021-07-23 | | 187,362(+1,629) | 2,068(+2) |
| 2021-07-24 | 2021-07-24 | | 188,148(+786) | 2,073(+5) |
| 2021-07-25 | 2021-07-25 | | 190,166(+2,018) | 2,077(+4) |
| 2021-07-26 | 2021-07-26 | | 191,531(+1,365) | 2,079(+2) |
| 2021-07-27 | 2021-07-27 | | 193,427(+1,896) | 2,083(+4) |
| 2021-07-28 | 2021-07-28 | | 195,099(+1,672) | 2,085(+2) |
| 2021-07-29 | 2021-07-29 | | 196,806(+1,707) | 2,089(+4) |
| 2021-07-30 | 2021-07-30 | | 198,345(+1,539) | 2,095(+6) |
| 2021-07-31 | 2021-07-31 | | 199,787(+1,442) | 2,098(+3) |
| 2021-08-01 | 2021-08-01 | | 201,002(+1,215) | 2,099(+1) |
| 2021-08-02 | 2021-08-02 | | 202,203(+1,201) | 2,104(+5) |
| 2021-08-03 | 2021-08-03 | | 203,926(+1,723) | 2,106(+2) |
| 2021-08-04 | 2021-08-04 | | 205,702(+1,776) | 2,109(+3) |
| 2021-08-05 | 2021-08-05 | | 207,406(+1,704) | 2,113(+4) |
| 2021-08-06 | 2021-08-06 | | 209,228(+1,822) | 2,116(+3) |
| 2021-08-07 | 2021-08-07 | | 210,956(+1,728) | 2,121(+5) |
| 2021-08-08 | 2021-08-08 | | 212,448(+1,492) | 2,125(+4) |
| 2021-08-09 | 2021-08-09 | | 213,987(+1,539) | 2,134(+9) |
| 2021-08-10 | 2021-08-10 | | 216,206(+2,219) | 2,135(+1) |
| 2021-08-11 | 2021-08-11 | | 218,192(+1,986) | 2,138(+3) |
| 2021-08-12 | 2021-08-12 | | 220,182(+1,990) | 2,144(+6) |
| 2021-08-13 | 2021-08-13 | | 222,111(+1,929) | 2,148(+4) |
| 2021-08-14 | 2021-08-14 | | 223,928(+1,817) | 2,156(+8) |
| 2021-08-15 | 2021-08-15 | | 225,481(+1,553) | 2,167(+11) |
| 2021-08-16 | 2021-08-16 | | 226,854(+1,373) | 2,173(+6) |
| 2021-08-17 | 2021-08-17 | | 228,657(+1,803) | 2,178(+5) |
| 2021-08-18 | 2021-08-18 | | 230,808(+2,151) | 2,191(+13) |
| 2021-08-19 | 2021-08-19 | | 232,859(+2,051) | 2,197(+6) |
| 2021-08-20 | 2021-08-20 | | 234,739(+1,880) | 2,202(+5) |
| 2021-08-21 | 2021-08-21 | | 236,366(+1,627) | 2,215(+13) |
| 2021-08-22 | 2021-08-22 | | 237,782(+1,416) | 2,222(+7) |
| 2021-08-23 | 2021-08-23 | | 239,287(+1,505) | 2,228(+6) |
| 2021-08-24 | 2021-08-24 | | 241,439(+2,152) | 2,237(+9) |
| 2021-08-25 | 2021-08-25 | | 243,317(+1,878) | 2,257(+20) |
| 2021-08-26 | 2021-08-26 | | 245,158(+1,841) | 2,265(+8) |
| 2021-08-27 | 2021-08-27 | | 246,951(+1,793) | 2,276(+11) |
| 2021-08-28 | 2021-08-28 | | 248,568(+1,617) | 2,279(+3) |
| 2021-08-29 | 2021-08-29 | | 250,051(+1,483) | 2,284(+5) |
| 2021-08-30 | 2021-08-30 | | 251,421(+1,370) | 2,285(+1) |
| 2021-08-31 | 2021-08-31 | | 253,445(+2,024) | 2,292(+7) |
| 2021-09-01 | 2021-09-01 | | 255,401(+1,956) | 2,303(+11) |
| 2021-09-02 | 2021-09-02 | | 257,110(+1,709) | 2,308(+5) |
| 2021-09-03 | 2021-09-03 | | 258,913(+1,803) | 2,315(+7) |
| 2021-09-04 | 2021-09-04 | | 260,403(+1,490) | 2,321(+6) |
| 2021-09-05 | 2021-09-05 | | 261,778(+1,375) | 2,327(+6) |
| 2021-09-06 | 2021-09-06 | | 263,374(+1,596) | 2,330(+3) |
| 2021-09-07 | 2021-09-07 | | 265,423(+2,049) | 2,334(+4) |
| 2021-09-08 | 2021-09-08 | | 267,470(+2,047) | 2,343(+9) |
| 2021-09-09 | 2021-09-09 | | 269,362(+1,892) | 2,348(+5) |
| 2021-09-10 | 2021-09-10 | | 271,227(+1,865) | 2,358(+10) |
| 2021-09-11 | 2021-09-11 | | 272,982(+1,755) | 2,359(+1) |
| 2021-09-12 | 2021-09-12 | | 274,415(+1,433) | 2,360(+1) |
| 2021-09-13 | 2021-09-13 | | 275,910(+1,495) | 2,367(+7) |
| 2021-09-14 | 2021-09-14 | | 277,989(+2,079) | 2,380(+13) |
| 2021-09-15 | 2021-09-15 | | 279,930(+1,941) | 2,386(+6) |
| 2021-09-16 | 2021-09-16 | | 281,938(+2,008) | 2,389(+3) |
| 2021-09-17 | 2021-09-17 | | 284,022(+2,084) | 2,394(+5) |
| 2021-09-18 | 2021-09-18 | | 285,931(+1,909) | 2,404(+10) |
| 2021-09-19 | 2021-09-19 | | 287,536(+1,605) | 2,409(+5) |
| 2021-09-20 | 2021-09-20 | | 289,263(+1,727) | 2,413(+4) |
| 2021-09-21 | 2021-09-21 | | 290,983(+1,720) | 2,419(+6) |
| 2021-09-22 | 2021-09-22 | | 292,699(+1,716) | 2,427(+8) |
| 2021-09-23 | 2021-09-23 | | 295,132(+2,433) | 2,434(+7) |
| 2021-09-24 | 2021-09-24 | | 298,402(+3,270) | 2,441(+7) |
| 2021-09-25 | 2021-09-25 | | 301,172(+2,770) | 2,450(+9) |
| 2021-09-26 | 2021-09-26 | | 303,553(+2,381) | 2,456(+6) |
| 2021-09-27 | 2021-09-27 | | 305,842(+2,289) | 2,464(+8) |
| 2021-09-28 | 2021-09-28 | | 308,725(+2,883) | 2,474(+10) |
| 2021-09-29 | 2021-09-29 | | 311,289(+2,564) | 2,481(+7) |
| 2021-09-30 | 2021-09-30 | | 313,773(+2,484) | 2,497(+16) |
| 2021-10-01 | 2021-10-01 | | 316,020(+2,247) | 2,504(+7) |
| 2021-10-02 | 2021-10-02 | | 318,105(+2,085) | 2,507(+3) |
| 2021-10-03 | 2021-10-03 | | 319,777(+1,672) | 2,513(+6) |
| 2021-10-04 | 2021-10-04 | | 321,352(+1,575) | 2,524(+11) |
| 2021-10-05 | 2021-10-05 | | 323,379(+2,027) | 2,536(+12) |
| 2021-10-06 | 2021-10-06 | | 325,804(+2,425) | 2,544(+8) |
| 2021-10-07 | 2021-10-07 | | 327,976(+2,172) | 2,554(+10) |
| 2021-10-08 | 2021-10-08 | | 329,925(+1,949) | 2,560(+6) |
| 2021-10-09 | 2021-10-09 | | 331,519(+1,594) | 2,575(+15) |
| 2021-10-10 | 2021-10-10 | | 332,816(+1,297) | 2,583(+8) |
| 2021-10-11 | 2021-10-11 | | 334,163(+1,347) | 2,594(+11) |
| 2021-10-12 | 2021-10-12 | | 335,742(+1,579) | 2,605(+11) |
| 2021-10-13 | 2021-10-13 | | 337,679(+1,937) | 2,618(+13) |
| 2021-10-14 | 2021-10-14 | | 339,361(+1,682) | 2,626(+8) |
| 2021-10-15 | 2021-10-15 | | 340,978(+1,617) | 2,644(+18) |
| 2021-10-16 | 2021-10-16 | | 342,396(+1,418) | 2,660(+16) |
| 2021-10-17 | 2021-10-17 | | 343,445(+1,049) | 2,668(+8) |
| 2021-10-18 | 2021-10-18 | | 344,518(+1,073) | 2,689(+21) |
| 2021-10-19 | 2021-10-19 | | 346,088(+1,570) | 2,698(+9) |
| 2021-10-20 | 2021-10-20 | | 347,529(+1,441) | 2,709(+11) |
| 2021-10-21 | 2021-10-21 | | 348,969(+1,440) | 2,725(+16) |
| 2021-10-22 | 2021-10-22 | | 350,476(+1,507) | 2,745(+20) |
| 2021-10-23 | 2021-10-23 | | 351,899(+1,423) | 2,766(+21) |
| 2021-10-24 | 2021-10-24 | | 353,089(+1,190) | 2,773(+7) |
| 2021-10-25 | 2021-10-25 | | 354,355(+1,266) | 2,788(+15) |
| 2021-10-26 | 2021-10-26 | | 356,305(+1,950) | 2,797(+9) |
| 2021-10-27 | 2021-10-27 | | 358,412(+2,107) | 2,808(+11) |
| 2021-10-28 | 2021-10-28 | | 360,536(+2,124) | 2,817(+9) |
| 2021-10-29 | 2021-10-29 | | 362,639(+2,103) | 2,830(+13) |
| 2021-10-30 | 2021-10-30 | | 364,700(+2,061) | 2,849(+19) |
| 2021-10-31 | 2021-10-31 | | 366,386(+1,686) | 2,858(+9) |
| 2021-11-01 | 2021-11-01 | | 367,974(+1,588) | 2,874(+16) |
| 2021-11-02 | 2021-11-02 | | 370,640(+2,666) | 2,892(+18) |
| 2021-11-03 | 2021-11-03 | | 373,120(+2,480) | 2,916(+24) |
| 2021-11-04 | 2021-11-04 | | 375,464(+2,344) | 2,936(+20) |
| 2021-11-05 | 2021-11-05 | | 377,712(+2,248) | 2,956(+20) |
| 2021-11-06 | 2021-11-06 | | 379,935(+2,223) | 2,967(+11) |
| 2021-11-07 | 2021-11-07 | | 381,694(+1,759) | 2,980(+13) |
| 2021-11-08 | 2021-11-08 | | 383,407(+1,713) | 2,998(+18) |
| 2021-11-09 | 2021-11-09 | | 385,831(+2,424) | 3,012(+14) |
| 2021-11-10 | 2021-11-10 | | 388,351(+2,520) | 3,033(+21) |
| 2021-11-11 | 2021-11-11 | | 390,719(+2,368) | 3,051(+18) |
| 2021-11-12 | 2021-11-12 | | 393,042(+2,323) | 3,083(+32) |
| 2021-11-13 | 2021-11-13 | | 395,460(+2,418) | 3,103(+20) |
| 2021-11-14 | 2021-11-14 | | 397,466(+2,006) | 3,115(+12) |
| 2021-11-15 | 2021-11-15 | | 399,591(+2,125) | 3,137(+22) |
| 2021-11-16 | 2021-11-16 | | 402,775(+3,184) | 3,158(+21) |
| 2021-11-17 | 2021-11-17 | | 406,065(+3,290) | 3,187(+29) |
| 2021-11-18 | 2021-11-18 | | 409,099(+3,034) | 3,215(+28) |
| 2021-11-19 | 2021-11-19 | | 412,311(+3,212) | 3,244(+29) |
| 2021-11-20 | 2021-11-20 | | 415,425(+3,114) | 3,274(+30) |
| 2021-11-21 | 2021-11-21 | | 418,252(+2,827) | 3,298(+24) |
| 2021-11-22 | 2021-11-22 | | 420,950(+2,698) | 3,328(+30) |
| 2021-11-23 | 2021-11-23 | | 425,064(+4,114) | 3,362(+34) |
| 2021-11-24 | 2021-11-24 | | 429,002(+3,938) | 3,401(+39) |
| 2021-11-25 | 2021-11-25 | | 432,901(+3,899) | 3,440(+39) |
| 2021-11-26 | 2021-11-26 | | 436,968(+4,067) | 3,492(+52) |
| 2021-11-27 | 2021-11-27 | | 440,896(+3,928) | 3,548(+56) |
| 2021-11-28 | 2021-11-28 | | 444,200(+3,304) | 3,580(+32) |
| 2021-11-29 | 2021-11-29 | | 447,230(+3,030) | 3,624(+44) |
| 2021-11-30 | 2021-11-30 | | 452,350(+5,120) | 3,658(+34) |
| 2021-12-01 | 2021-12-01 | | 457,612(+5,262) | 3,705(+47) |
| 2021-12-02 | 2021-12-02 | | 462,555(+4,943) | 3,739(+34) |
| 2021-12-03 | 2021-12-03 | | 467,907(+5,352) | 3,809(+70) |
| 2021-12-04 | 2021-12-04 | | 473,034(+5,127) | 3,852(+43) |
| 2021-12-05 | 2021-12-05 | | 477,358(+4,324) | 3,893(+41) |
| 2021-12-06 | 2021-12-06 | | 482,310(+4,952) | 3,957(+64) |
| 2021-12-07 | 2021-12-07 | | 489,484(+7,174) | 4,020(+63) |
| 2021-12-08 | 2021-12-08 | | 496,584(+7,100) | 4,077(+57) |
| 2021-12-09 | 2021-12-09 | | 503,606(+7,022) | 4,130(+53) |
| 2021-12-10 | 2021-12-10 | | 510,583(+6,977) | 4,210(+80) |
| 2021-12-11 | 2021-12-11 | | 517,217(+6,634) | 4,253(+43) |
| 2021-12-12 | 2021-12-12 | | 523,088(+5,871) | 4,293(+40) |
| 2021-12-13 | 2021-12-13 | | 528,652(+5,564) | 4,387(+94) |
| 2021-12-14 | 2021-12-14 | | 536,495(+7,843) | 4,456(+69) |
| 2021-12-15 | 2021-12-15 | | 544,117(+7,622) | 4,518(+62) |
| 2021-12-16 | 2021-12-16 | | 551,551(+7,434) | 4,591(+73) |
| 2021-12-17 | 2021-12-17 | | 558,864(+7,313) | 4,644(+53) |
| 2021-12-18 | 2021-12-18 | | 565,098(+6,234) | 4,722(+78) |
| 2021-12-19 | 2021-12-19 | | 570,414(+5,316) | 4,776(+54) |
| 2021-12-20 | 2021-12-20 | | 575,615(+5,201) | 4,828(+52) |
| 2021-12-21 | 2021-12-21 | | 583,065(+7,450) | 4,906(+78) |
| 2021-12-22 | 2021-12-22 | | 589,978(+6,913) | 5,015(+109) |
| 2021-12-23 | 2021-12-23 | | 596,209(+6,231) | 5,071(+56) |
| 2021-12-24 | 2021-12-24 | | 602,045(+5,836) | 5,176(+105) |
| 2021-12-25 | 2021-12-25 | | 607,463(+5,418) | 5,245(+69) |
| 2021-12-26 | 2021-12-26 | | 611,670(+4,207) | 5,300(+55) |
| 2021-12-27 | 2021-12-27 | | 615,532(+3,862) | 5,346(+46) |
| 2021-12-28 | 2021-12-28 | | 620,938(+5,406) | 5,382(+36) |
| 2021-12-29 | 2021-12-29 | | 625,967(+5,029) | 5,455(+73) |
| 2021-12-30 | 2021-12-30 | | 630,838(+4,871) | 5,563(+108) |
| 2021-12-31 | 2021-12-31 | | 635,253(+4,415) | 5,625(+62) |
| 2022-01-01 | 2022-01-01 | | 639,083(+3,830) | 5,694(+69) |
| 2022-01-02 | 2022-01-02 | | 642,207(+3,124) | 5,730(+36) |
| 2022-01-03 | 2022-01-03 | | 645,226(+3,019) | 5,781(+51) |
| 2022-01-04 | 2022-01-04 | | 649,669(+4,443) | 5,838(+57) |
| 2022-01-05 | 2022-01-05 | | 653,792(+4,123) | 5,887(+49) |
| 2022-01-06 | 2022-01-06 | | 657,508(+3,716) | 5,932(+45) |
| 2022-01-07 | 2022-01-07 | | 661,015(+3,507) | 5,986(+54) |
| 2022-01-08 | 2022-01-08 | | 664,391(+3,376) | 6,037(+51) |
| 2022-01-09 | 2022-01-09 | | 667,390(+2,999) | 6,071(+34) |
| 2022-01-10 | 2022-01-10 | | 670,483(+3,093) | 6,114(+43) |
| 2022-01-11 | 2022-01-11 | | 674,868(+4,385) | 6,166(+52) |
| 2022-01-12 | 2022-01-12 | | 679,030(+4,162) | 6,210(+44) |
| 2022-01-13 | 2022-01-13 | | 683,566(+4,536) | 6,259(+49) |
| 2022-01-14 | 2022-01-14 | | 687,984(+4,418) | 6,281(+22) |
| 2022-01-15 | 2022-01-15 | | 692,174(+4,190) | 6,310(+29) |
| 2022-01-16 | 2022-01-16 | | 696,032(+3,858) | 6,333(+23) |
| 2022-01-17 | 2022-01-17 | | 700,102(+4,070) | 6,378(+45) |
| 2022-01-18 | 2022-01-18 | | 705,902(+5,800) | 6,452(+74) |
| 2022-01-19 | 2022-01-19 | | 712,503(+6,601) | 6,480(+28) |
| 2022-01-20 | 2022-01-20 | | 719,269(+6,766) | 6,501(+21) |
| 2022-01-21 | 2022-01-21 | | 726,274(+7,005) | 6,529(+28) |
| 2022-01-22 | 2022-01-22 | | 733,902(+7,628) | 6,540(+11) |
| 2022-01-23 | 2022-01-23 | | 741,413(+7,511) | 6,565(+25) |
| 2022-01-24 | 2022-01-24 | | 749,979(+8,566) | 6,588(+23) |
| 2022-01-25 | 2022-01-25 | | 762,983(+13,004) | 6,620(+32) |
| 2022-01-26 | 2022-01-26 | | 777,497(+14,514) | 6,654(+34) |
| 2022-01-27 | 2022-01-27 | | 793,582(+16,085) | 6,678(+24) |
| 2022-01-28 | 2022-01-28 | | 811,122(+17,540) | 6,712(+34) |
| 2022-01-29 | 2022-01-29 | | 828,637(+17,515) | 6,732(+20) |
| 2022-01-30 | 2022-01-30 | | 845,709(+17,072) | 6,755(+23) |
| 2022-01-31 | 2022-01-31 | | 864,042(+18,333) | 6,772(+17) |
| 2022-02-01 | 2022-02-01 | | 884,310(+20,268) | 6,787(+15) |
| 2022-02-02 | 2022-02-02 | | 907,214(+22,904) | 6,812(+25) |
| 2022-02-03 | 2022-02-03 | | 934,656(+27,442) | 6,836(+24) |
| 2022-02-04 | 2022-02-04 | | 971,018(+36,362) | 6,858(+22) |
| 2022-02-05 | 2022-02-05 | | 1,009,688(+38,670) | 6,873(+15) |
| 2022-02-06 | 2022-02-06 | | 1,044,963(+35,275) | 6,886(+13) |
| 2022-02-07 | 2022-02-07 | | 1,081,681(+36,718) | 6,922(+36) |
| 2022-02-08 | 2022-02-08 | | 1,131,239(+49,558) | 6,943(+21) |
| 2022-02-09 | 2022-02-09 | | 1,185,361(+54,122) | 6,963(+20) |
| 2022-02-10 | 2022-02-10 | | 1,239,287(+53,926) | 7,012(+49) |
| 2022-02-11 | 2022-02-11 | | 1,294,205(+54,918) | 7,045(+33) |
| 2022-02-12 | 2022-02-12 | | 1,350,630(+56,425) | 7,081(+36) |
| 2022-02-13 | 2022-02-13 | | 1,405,246(+54,616) | 7,102(+21) |
| 2022-02-14 | 2022-02-14 | | 1,462,421(+57,175) | 7,163(+61) |
| 2022-02-15 | 2022-02-15 | | 1,552,851(+90,430) | 7,202(+39) |
| 2022-02-16 | 2022-02-16 | | 1,645,978(+93,127) | 7,238(+36) |
| 2022-02-17 | 2022-02-17 | | 1,755,806(+109,828) | 7,283(+45) |
| 2022-02-18 | 2022-02-18 | | 1,858,009(+102,203) | 7,354(+71) |
| 2022-02-19 | 2022-02-19 | | 1,962,837(+104,828) | 7,405(+51) |
| 2022-02-20 | 2022-02-20 | | 2,058,184(+95,347) | 7,450(+45) |
| 2022-02-21 | 2022-02-21 | | 2,157,734(+99,550) | 7,508(+58) |
| 2022-02-22 | 2022-02-22 | | 2,329,182(+171,448) | 7,607(+99) |
| 출처: 대한민국 질병관리청(날짜는 KST) 오신고에 따른 정정사항 1. 2. 3. | | | | |

## 2020년

### 1월

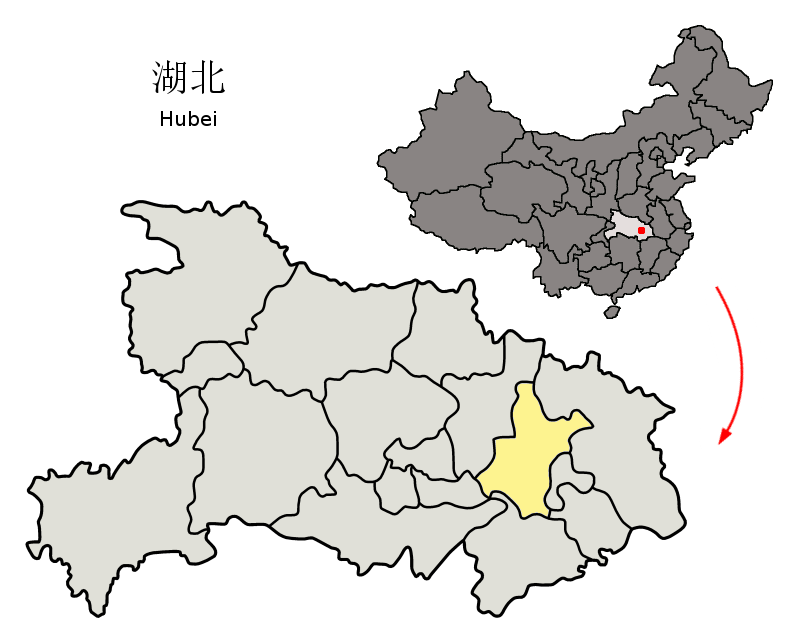
대한민국의 초기 확진자는 우한시와 관련이 있다.

2020년 1월 8일, 코로나바이러스감염증-19와 유사한 증상을 보이는 의심환자가 대한민국 내에서 처음으로 확인됐다. 이 의심환자는 36세 중국인 여성으로 작년 12월 13일부터 17일까지 우한시를 방문한 이력이 있었으며, 전날부터 관련 증세로 병원을 방문한 도중 폐렴 소견이 확인되어 질병관리본부에 신고됐다. 사흘 뒤인 1월 11일, 질병관리청은 바이러스 검사 결과 우한시에서 발생한 신종 코로나바이러스와는 관계없다는 결론을 내렸다.
1월 20일, 35세 중국인 여성이 신종 코로나바이러스 감염자로 확인되면서, 대한민국 내 첫 번째 감염자가 되었다. 이 환자는 우한시 거주자로, 지난 18일 관련 증상이 있어 현지 병원에서 감기 판정을 받았다. 이후 19일 인천국제공항 입국장에서 고열 등의 증상을 보여 격리조치 및 검사를 받았으며, 확진판정 후 국가지정 격리병상인 인천의료원으로 이송됐다. 질병관리청은 "국내 확진환자가 나옴에 따라 감염병 위기경보 수준을 '관심'에서 '주의' 단계로 상향 조정하고, 중앙방역대책본부와 지자체 대책반을 가동해 지역사회 감시와 대응 강화"에 나서기로 했다. 이후 23일까지 유증상자 21명이 신고되었으나, 전원 음성 판정을 받아 격리 해제조치가 이뤄졌다.
1월 22일, 문재인 대통령은 신종 코로나바이러스에 대한 철저한 검역과 예방 조치를 지시하면서 "설 연휴 국내외 이동이 많은 시기인 만큼 특별 대책이 필요하다"며, 공항과 항만 검역 외에도 지역사회에서의 대응체계를 갖추도록 당부했다. 1월 23일, 대한민국 외교부는 중국 후베이성 우한시에 여행경보 2단계인 '여행자제'를, 우한을 제외한 후베이성 전역에 1단계인 '여행유의'를 발령했다. 같은 날 질병관리본부는 교민 보호 활동과 현지 상황 파악을 위해 역학조사관을 중국 현지 공관에 파견키로 했다. 행정안전부는 전국민을 대상으로 신종 코로나바이러스 감염증 예방 관련 안전안내문자를 처음으로 발송하였다. 대한민국 국적 항공사 대한항공 역시 우한시 취항 노선 4편을 취소한다고 밝혔다.
1월 24일, 대한민국 내 두 번째 신종 코로나바이러스 확진자가 확인됐다. 이 환자는 중국 우한시에서 근무하던 55세 한국인 남성으로 지난 10일부터 시작된 목감기 증상으로 현지 의료기관을 방문하였고, 우한에서 상하이를 경유하여 22일 저녁 김포공항을 통해 귀국하던 중 검역 과정에서 발열과 인후통이 확인돼 능동감시 판정을 받았다. 이튿날 보건소 선별진료 검사 결과 확진자로 판명됐다. 질병관리본부는 심층 역학조사 결과 두번째 환자와 접촉한 사람은 총 69명이며, 증상 유무와 관계없이 관할 보건소를 통해 능동감시를 진행한다고 밝혔다. 이 환자는 국립중앙의료원에서 입원 치료중에 있는 것으로 알려졌다. 이날 의심증상 보고자는 총 4명으로 모두 음성 판정을 받았다.
1월 25일, 대한민국 외교부는 신종 코로나바이러스의 발원지인 우한시를 비롯한 후베이성 전역에 대한 여행경보를 3단계 (철수권고)로 상향조정하면서, 후베이성에 체류중인 국민은 긴급용무가 아닌 이상 철수를 권고하고, 여행 예정자는 취소 내지는 연기를 당부했다. 같은 날 질병관리본부는 공항 검역단계에서의 감시 대상 오염지역을 우한시에서 중국 전역으로 확대하기로 했다고 밝혔다. 이는 중국 측이 우한시를 긴급 봉쇄하면서 직항 항공편이 사라진 동시에 바이러스가 다른 지역에서 유입될 가능성이 커졌다는 판단에 따라서다. 이와 더불어 현재까지 발생한 감염자 두 명의 건강상태는 '안정적'이라고 밝혔다.
1월 26일, 질병관리청은 대한민국 내 세 번째 감염 확진자가 확인됐다고 밝혔다. 세 번째 환자는 우한시에서 거주하다가 지난 20일 입국한 54세 한국인 남성으로, 입국 당시 무증상이었다가 22일 첫 증세를 느껴 해열제를 복용한 뒤, 25일부터 기침 가래 증상이 발생해 질병관리본부 콜센터로 자진신고, 국가지정 입원치료병상인 명지병원에 격리됐다. 이튿날 검사 결과 양성 반응이 나와 확진자로 판명됐다.
 이 과정에서 해당 환자가 우한시를 방문했으나 입국 당시 무증상이었던 이유로 능동감시 대상자로 지정되지 않은 점이 지적되면서, 질병관리본부가 능동감시 범위와 방역기준을 재설정하기로 했다. 이에 따라 검역 격리대상자는 '중국 후베이성 방문자 중 발열 또는 호흡기 증상, 어느 하나라도 확인된 사람'으로 확대 변경되었다. 이날 질병관리본부가 밝힌 조사대상 유증상자는 48명이며, 이 중 47명은 음성 결과로 격리해제됐다고 밝혔다. 한편으로 같은 날 문재인 대통령은 질병관리본부장과의 통화에서 신종 코로나바이러스 대응에 만전을 기할 것을 지시하고, 감염증 확산에 대해 "정부를 믿고 과도한 불안을 갖지 마실 것을 당부드린다"고 말했다.
1월 29일, 중앙사고수습본부는 중국 우한시에서 전세기로 귀국하는 교민을 위한 임시생활시설로 충청남도 아산시 경찰인재개발원과 충청북도 진천군 국가공무원 인재개발원을 선정했다고 밝혔다. 또한 귀국 교민 가운데 무증상자만 우선 이송하기로 했다. 우한시 교민 중 귀국을 희망한 사람은 약 720명으로, 1월 30일과 1월 31일 이틀에 걸쳐 전세기 4편을 동원해 김포공항으로 이송한다. 귀국시 전세기 내에서의 접촉을 최소화하기 위해 좌석이 엇갈려 배치되며, 공항에서 증상 검사를 거쳐 무증상자에 한하여 14일간 임시생활시설에서 생활하도록 했다. 이날 귀국 교민들의 격리시설이 아산시로 결정되자 일부 지역 주민들이 경찰인재개발원 진입로를 막고 농성을 벌이며 반발의 뜻을 표했다. 한편 같은 날 대한민국 경찰청은 우한 코로나바이러스 의심환자가 격리를 거부하면 경찰에 체포되어 강제 격리시키겠다고 밝혔다.

### 2월
2월 16일 아산 경찰인재개발원에서 우한 교민이 퇴소했다. 2월 17일 31번째 환자 발생 이후 2월 19일부터 대구· 경북 지역에 다수의 확진 환자가 발생했다. 대부분이 신천지 대구교회 예배당에서 발생한 관계로 높은 전파력이 예상되어, 정부는 즉시 범정부 특별 대책 지원단을 현지에 파견했다.
진단 검사의 수요가 증가하여 선별 진료소 8곳이 추가(14개 → 22개)되었고, 공중 보건 의사 24명이 2월 20일 교육 완료 후 배치되었다. 또한 신천지 교단의 협력을 얻어 교인들을 분리하여 검사를 받도록 계획했다.
중앙사고수습본부는 코로나19 환자를 치료, 진료해 절연된 의료기관 등에 대한 손실 보상을 논의하기 위해 손실 보상 심의위원회를 2월 17일 구성했다. 위원회는 감염 예방법에 따라 손실 보상의 구체적인 기준 등의 손실 보상에 관한 사항을 심의 · 의결할 예정이다. 위원회는 감염의 예방과 관리, 손실 보상 등 관련 분야 전문가와 이해 관계자, 정부 등의 위원으로 구성되었다.

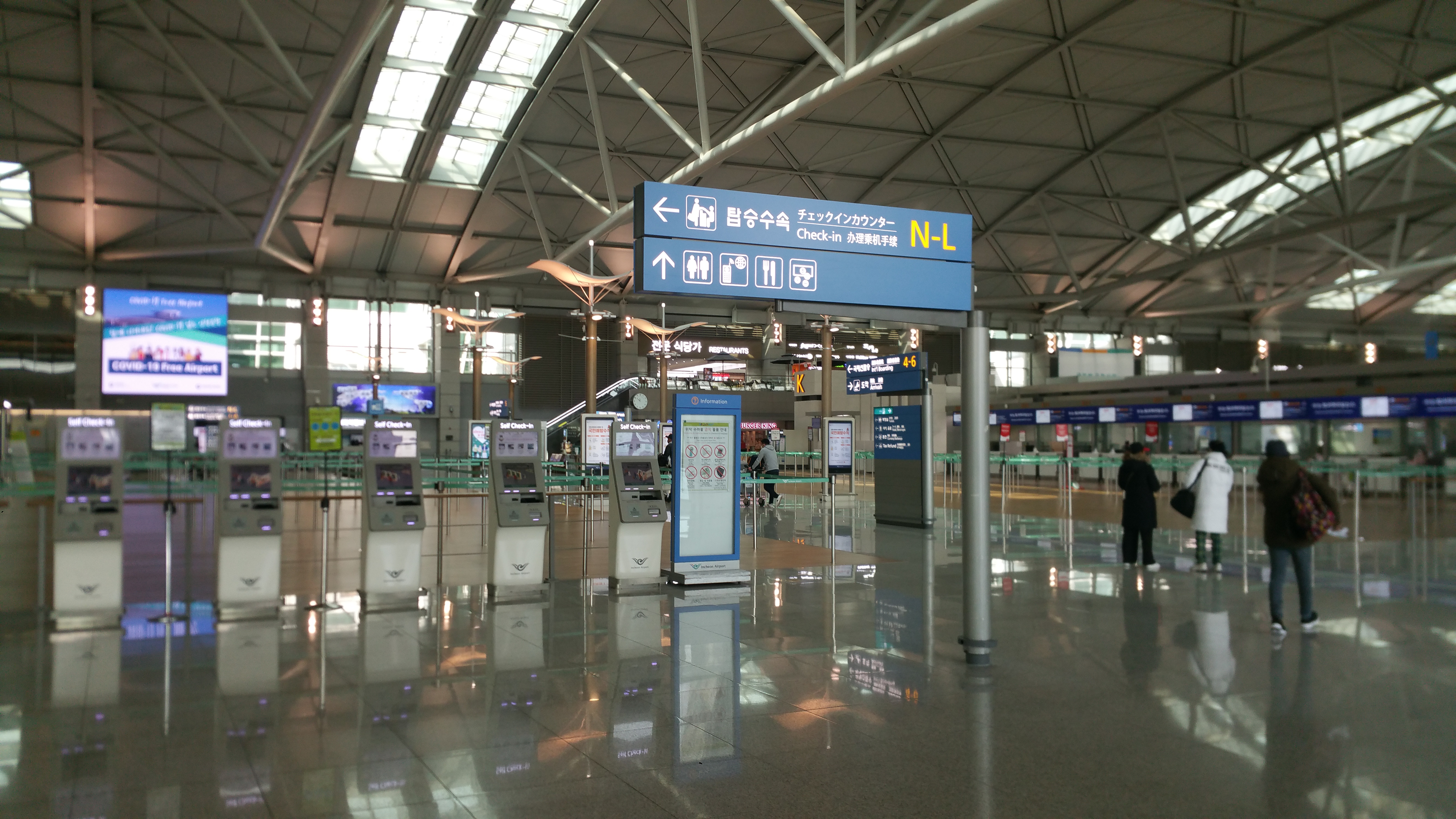
1차 대유행으로 인해 한산한 3월 6일의 인천국제공항

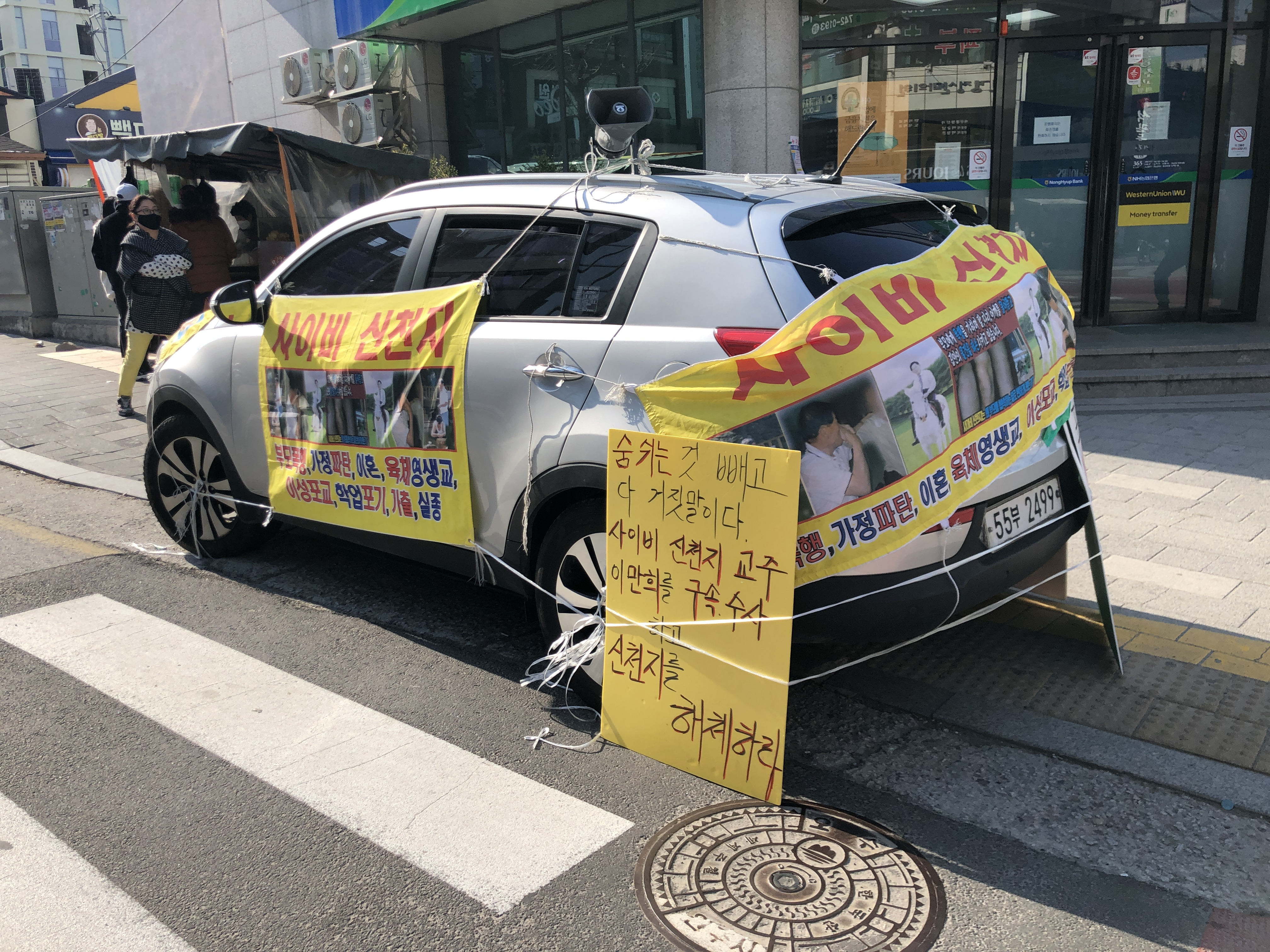
2월 18일부터 확진자가 속출한 신천지에 대한 3월 14일 자동차 시위

2월 18일 오전 5시, 영남권에서 첫 확진자, 국내 31번째 확진자가 양성 판정을 받아 격리되었다. 오후 3시, 역학조사 결과 확진자가 2월 9일과 16일 신천지예수교회 대구교회에 오전 8시에 약 한 시간머물렀다는 것이 대구광역시 브리핑으로 발표되었다. 그런데 대구교회 예배당에서 16일 드린 예배에 460명의 교인이 참석했고 대구교회의 전체 교인 수는 약 9000명이라는 게 밝혀지며 신천지는 대면 예배를 중단했다.
2월 19일 신천지 대구교회에서 14명이 확진되었는데, 이는 국내 10명 이상의 최초 집단감염이었다. 2월 20일에는 38명의 대규모 감염자가 나오면서, 잠잠해지던 코로나 바이러스 사태는 새로운 국면으로 전환되어, 추가적인 지역 사회 감염에 대한 우려가 발생하였다.
2월 20일, 1번째 사망자가 발생하였다. 경상북도에서 처음 발생한 사망자이다.
2월 21일 소방청은 시도 본부장 긴급영상회의를 개최하고 소방동원령 1호를 발령하였다. 부산, 대전, 울산, 충북, 강원, 경남 소방의 구급차 22대와 구급대원 44명이 동원되었다.
2월 22일 2번째 사망자가 발생하였다.
2월 22일 부산에서 코로나19 확진 판정을 받은 19세의 남성은 아산 경찰인재개발원에 머물던 우한 교민의 아들이다.
2월 23일 대구에서 확진자가 급격히 늘어나 단숨에 602명을 기록하였고 대부분 신천지 대구교회에서 전파된 것으로 드러났다. 이에 따라 학원은 휴강을 연기하고 유치원/초중고 개학도 3월 2일에서 9일로 미루어졌다. 위기 단계는 경계에서 심각으로 격상되었다.
2월 24일에는 추가 확진자 169명이 발생하여 누적 확진자는 833명으로 늘었다. 확진자 수는 계속 증가하여 25일에는 977명으로, 26일에는 1261명으로, 27일에는 1766명으로 늘었다. 이어 28일에는 추가 확진자 571명이 확인되어 2337명으로 늘었으며, 29일에는 추가 확진자가 813명이 늘어나 확진자 수 3150명으로 매우 심각한 상황이 되었다. 3~6번째 사망자가 발생하였다. 이중 1명은 대구광역시에서 처음 발생한 사망자이다.
2월 25일, 7~8번째 사망자가 발생하였다.
2월 26일, 9~12번째 사망자가 발생하였다. 이중 1명은 경기도에서 처음 발생한 사망자이다. 그리고 외국인 중 첫 사망자이다.
2월 28일, 13번째 사망자가 발생하였다.
2월 29일, 14~16번째 사망자가 발생하였다.

### 3월

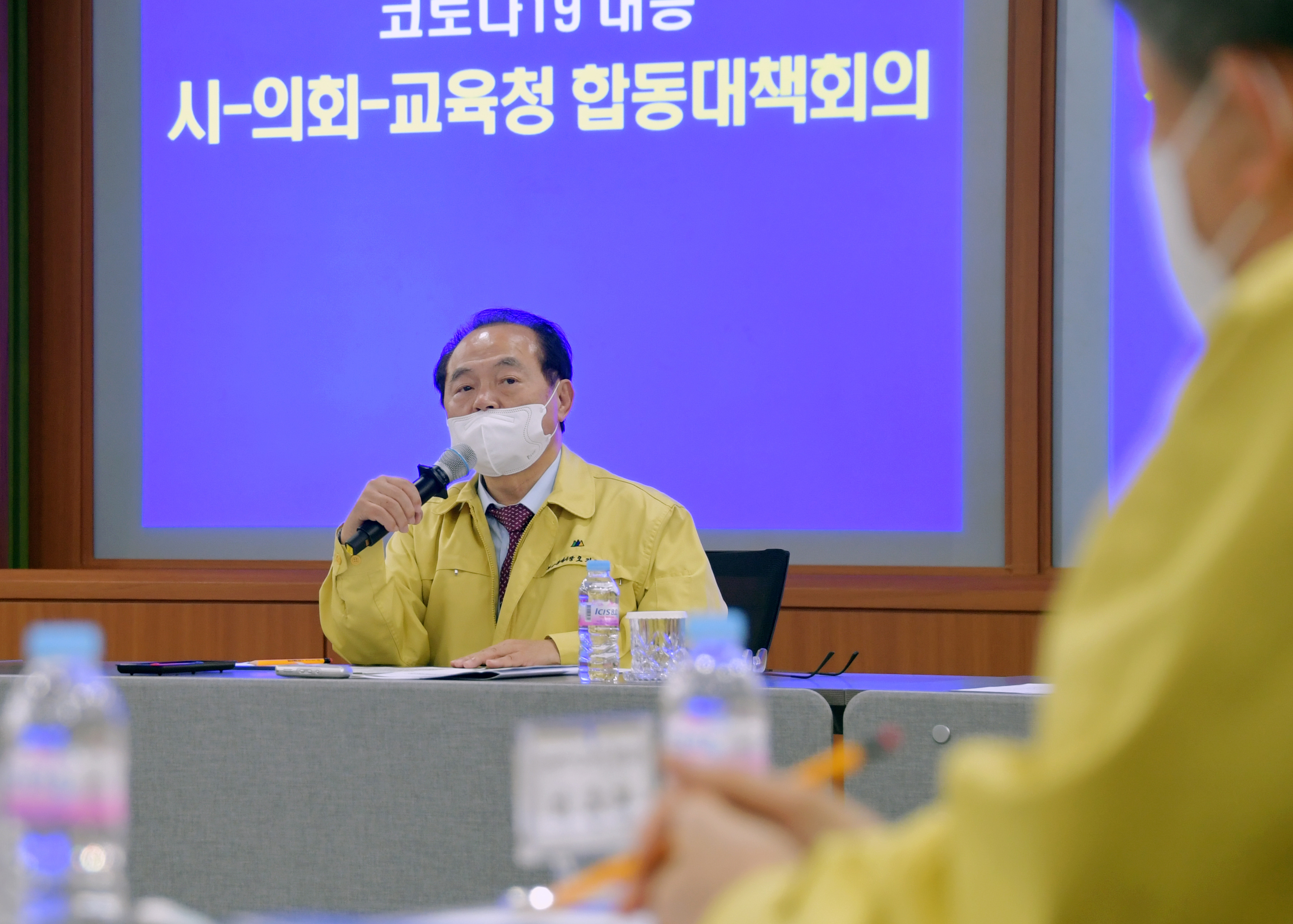
2020년 3월 3일 코로나19로 인한 개학 연기에 대한 합동대책회의 모습

3월 1일, 확진자가 추가로 586명이 늘어나 3,736명이, 2일에는 확진자가 599명이 추가되어 4,335명이 되어 위기를 보였다. 17번째 사망자가 발생하였다. 초/중/고 개학이 3월 23일로 연기되었다.
3월 2일, 18~22번째 사망자가 발생하였다.
3월 3일, 0시 기준 확진자가 4,812명으로 600명이 추가 확진되었다.  23~28번째 사망자가 발생하였다. 이 날부터 코로나19에 대한 현황은 0시부터 공개된다.
3월 4일, 29~32번째 사망자가 발생하였다.
3월 5일, 33~35번째 사망자가 발생하였다.
3월 6일, 36~42번째 사망자가 발생하였다.
3월 7일, 43~44번째 사망자가 발생하였다.  이중 1명은 강원도에서 처음 발생한 사망자이다.
3월 8일, 45~50번째 사망자가 발생하였다.
3월 9일, 51번째 사망자가 발생하였다.
3월 10일, 52~54번째 사망자가 발생하였다.
3월 11일, 55~60번째 사망자가 발생하였다. 그리고 이차수 전 대구 북구 의장이 사망하였다.
3월 12일, 61~66번째 사망자가 발생하였다.
3월 13일, 지난 1월 20일 첫 코로나19 환자 발생 이후, 대구발 신천지 교회 폭증세로 악화 일로를 걷던 코로나19 사태가 두달만에 "골든 크로스"를 그리면서, 최초로 확진자가 3월 12일보다 68명이 감소하였다. 즉 완치 판정을 받은 177명이 격리 해제되었고, 신규 확진자 숫자는 110명이 발생한 것이다. 67번째 사망자가 발생하였다.
3월 14일, 68~72번째 사망자가 발생하였다.
3월 15일, 0시 기준 확진자가 76명 늘어 8,162명이 되었다. 73~75번째 사망자가 발생하였다. 이중 1명은 부산광역시에서 처음 발생한 사망자이다. 그리고 골든 크로스 이틀만에 완치 환자 수가 확진자 수를 추월하였다. 3월 17일 0시 기준 확진자가 84명 늘어 8,320명이 되었다. 최초로 수도권 추가 확진자가 47명으로 대구·경북의 37명을 넘어섰다. 유치원·초·중·고 개학이 4월 6일로 2주 더 연기되었다.
3월 17일, 76~81번째 사망자가 발생하였다.
3월 18일, 대구에서 폐렴 증상을 보이다 사망한 고등학생은 코로나19로 사망한 것으로 검사 결과 알려졌으나 질병관리청이 재검사한 결과 음성으로 밝혀졌다. 이와같은 상황이 발생한 이유는 검사를 진행한 영남대병원의 검사 오류로 밝혀졌다. 82~84번째 사망자가 발생하였다.
3월 19일, 85~91번째 사망자가 발생하였다.
3월 20일, 92~94번째 사망자가 발생하였다.
3월 21일, 95~102번째 사망자가 발생하였다.
3월 22일, 103~104번째 사망자가 발생하였다.
3월 23일, 105~111번째 사망자가 발생하였다.
3월 24일, 112~120번째 사망자가 발생하였다.
3월 25일, 121~126번째 사망자가 발생하였다.
3월 26일, 127~131번째 사망자가 발생하였다.
3월 27일, 132~139번째 사망자가 발생하였다.
3월 28일, 140~144번째 사망자가 발생하였다.
3월 29일, 145~152번째 사망자가 발생하였다.
3월 30일, 153~158번째 사망자가 발생하였다.
3월 31일, 159~162번째 사망자가 발생하였다. 한 코로나 확진자가 의정부성모병원에서 분당서울대병원으로 이송될 예정이었으나, 밤 11시쯤 상태 악화로 이송 불가 판정을 받았다. 오전 1시 19분에 사망하였다.

### 4월
4월 1일, 163~165번째 사망자가 발생하였다. 이중 1명은 울산광역시에서 처음 발생한 사망자이다.
4월 2일, 166~169번째 사망자가 발생하였다.
4월 3일, 170~174번째 사망자가 발생하였다.
4월 4일, 175~177번째 사망자가 발생하였다.  이중 1명은 대구에서 의료진이 첫 번째로 사망하였다.
4월 5일, 178~183번째 사망자가 발생하였다.
4월 6일, 184~186번째 사망자가 발생하였다.
4월 7일, 187~192번째 사망자가 발생하였다.
4월 8일, 192~200번째 사망자가 발생하여, 누적 사망자는 총 200명이 되었다.
이중 1명은 서울특별시에서 처음 발생한 사망자이다.
4월 9일, 201~204번째 사망자가 발생하였다.
4월 10일, 205~208번째 사망자가 발생하였다.
4월 11일, 209~211번째 사망자가 발생하였다.
4월 12일, 212~214번째 사망자가 발생하였다.
4월 13일, 215~217번째 사망자가 발생하였다.
4월 14일, 218~222번째 사망자가 발생하였다.
4월 15일, 223~225번째 사망자가 발생하였다.
4월 16일, 226~229번째 사망자가 발생하였다.
4월 17일, 230번째 사망자가 발생하였다.
4월 18일, 방역당국은 신규 확진자 수를 50명 미만으로 낮추겠다는 계획을 내세우고 사회적 거리두기를 2주 연장했다. 원래 '고강도 사회적 거리두기' 기간은 3월 22일 ~ 4월 5일이었지만, 4월 19일까지로 연장한 것이다. 4월 5일 신천지 사태 이후 처음으로 신규 확진자가 50명 이하로 떨어졌지만, 아직 안심할 수 없다는 입장이 있었다. 231~232번째 사망자가 발생하였다.
4월 19일, 233~234번째 사망자가 발생하였다.
4월 20일, 신규 확진자는 13명이 되었다. 정부는 침체된 경제활동과 서민층의 어려움을 고려해서, 거리두기는 계속하되 4월 20일 ~ 5월 5일은 완화된 거리두기로 시행하기로 했다. 사회적 거리두기가 완화되면서 4월 말과 5월 초에는 이제 극장의 관객 수도 늘었고, 한 쇼핑몰은 그 영향으로 고객 발걸음이 증가하기까지 했다. 게다가 5월 1일, 중대본은 5월 3일의 회의에서 의료체계가 감당할 수 있는 수준까지 내려가면 완화된 '사회적 거리두기'에서 '생활 속 거리두기'로 전환활 여부를 말하겠다고 밝혔다. 235~236번째 사망자가 발생하였다.
4월 21일, 237번째 사망자가 발생하였다.
4월 22일, 238번째 사망자가 발생하였다.
4월 23일, 239~240번째 사망자가 발생하였다.
4월 26일, 241~242번째 사망자가 발생하였다.
4월 27일, 243번째 사망자가 발생하였다.
4월 28일, 244번째 사망자가 발생하였다.
4월 29일, 245~246번째 사망자가 발생하였다.
4월 30일, 247번째 사망자가 발생하였다.
| 3월 22일 ~ 4월 5일     | 4월 6일 ~ 4월 19일              | 4월 20일 ~ 5월 5일     | 5월 6일 ~                    |
| ---------------------- | ------------------------------- | ---------------------- | ---------------------------- |
| 고강도 사회적 거리두기 | 고강도 사회적 거리두기 (연장됨) | 완화된 사회적 거리두기 | 생활 속 거리두기로 전환 가능 |

### 5월
5월 1일, 248번째 사망자가 발생하였다.
5월 2일, 249~250번째 사망자가 발생하였다.
5월 4일, 251~252번째 사망자가 발생하였다. 이중 1명은 대전광역시에서 처음 발생한 사망자이다.
5월 5일, 253~254번째 사망자가 발생하였다.
5월 6일, 255번째 사망자가 발생하였다.
5월 7일, 256번째 사망자가 발생하였다.
거리두기가 하향되는 상황에서, 5월 7일부터 이태원 클럽 코로나19 집단감염이 발생하였다.감염 경로는 알 수 없지만 용인 66번 확진자가 발병이 가장 빠르기 때문에 최초 감염자로 추정되는데, 용인 확진자가 만난 안양의 지인 1명도 5월 7일 확진되었다. 결국 5월 7일에는 관련 확진자가 2명이었다. 그런데 둘은 2일 새벽에 이태원 클럽 3곳을 다녀갔고, 클럽에서 접촉자인 12명이 확진되었다. 그리고 용인 확진자의 직장동료 1명도 감염되어, 5월 8일에는 관련 확진자가 총 15명이 되었다. 9일 서울시는 모든 유흥시설에 대하여 집합금지 명령을 발동하였다. 11일 교육부는 전국 유치원과 초·중·고의 등교 일정을 일주일 연기하기로 결정했다.
5월 12일 이태원 집단 감염으로 발생한 확진자가 102명으로 조사되었다. 이중 이태원 유흥업소를 방문한 확진자는 73명이었으며, 2차 감염자는 29명이었다.
5월 12일, 257~258번째 사망자가 발생하였다.
5월 13일, 259번째 사망자가 발생하였다.
5월 14일, 260번째 사망자가 발생하였다.
5월 16일, 261~262번째 사망자가 발생하였다.
5월 18일, 263번째 사망자가 발생하였다.
5월 21일, 264번째 사망자가 발생하였다.
5월 23일, 265~266번째 사망자가 발생하였다.
5월 25일, 267번째 사망자가 발생하였다.
5월 26일, 268~269번째 사망자가 발생하였다.
5월 31일, 270번째 사망자가 발생하였다.

### 6월
6월 1일, 271번째 사망자가 발생하였다.
6월 2일, 272번째 사망자가 발생하였다.
6월 3일, 273번째 사망자가 발생하였다.
6월 9일, 274번째 사망자가 발생하였다.
6월 10일, 275~276번째 사망자가 발생하였다.
6월 12일, 277번째 사망자가 발생하였다.
6월 16일, 278번째 사망자가 발생하였다. 인천광역시에서는 처음 발생한 사망자이다.
6월 17일, 279번째 사망자가 발생하였다.
6월 18일, 280번째 사망자가 발생하였다.
6월 23일, 281번째 사망자가 발생하였다.
6월 25일, 282번째 사망자가 발생하였다.

### 7월
7월 4일, 283번째 사망자가 발생하였다.
7월 6일, 284번째 사망자가 발생하였다.
7월 7일, 285번째 사망자가 발생하였다.
7월 9일, 286~287번째 사망자가 발생하였다.
7월 10일, 288번째 사망자가 발생하였다.
7월 12일, 289번째 사망자가 발생하였다.
7월 16일, 290~291번째 사망자가 발생하였다.
7월 17일, 292~293번째 사망자가 발생하였다. 이중 1명은 광주광역시에서 처음 발생한 사망자이다.
7월 18일, 294번째 사망자가 발생하였다.
7월 19일, 295번째 사망자가 발생하였다.
7월 20일, 296번째 사망자가 발생하였다.
7월 22일, 297번째 사망자가 발생하였다.
7월 24일, 298번째 사망자가 발생하였다.
7월 27일, 299번째 사망자가 발생하였다. 충청남도에서는 처음 발생한 사망자이다.
7월 28일, 300번째 사망자가 발생하였다.
7월 31일, 301번째 사망자가 발생하였다.

### 8월
8월 5일, 302번째 사망자가 발생하였다.
8월 7일, 303번째 사망자가 발생하였다.
8월 8일, 304번째 사망자가 발생하였다.
8월 9일, 305번째 사망자가 발생하였다.
8월 14일, 수도권에서 확진자가 74명(총 103명)이 나온데 이어, 다음날인 8월 15일에는 수도권에서 확진자가 145명(총 166명)이 나오며 수도권에서 지역사회 감염이 급속도로 확산되자 대한민국 정부는 수도권에 대해서 생활속 거리두기를 사회적 거리두기 2단계로 상향시켰다. 또한 수도권 거주 주민들에 대해 2주간 수도권 이외 지역으로의 이동 제한을 당부하였다. 경기도와 서울특별시는 모든 종교 시설에 대해 집합 제한 명령을 내리고, 서울특별시는 광복절에 집회 금지를 당부하였지만, 일부 단체와 집단 감염이 이어진 사랑제일교회는 집회를 강행하였다.
8월 16일에는 확진자가 279명이 나왔고, 그 중 수도귄에서만 245명의 확진자가 나오면서 수도권에서의 코로나19 대유행이 현실화되었다는 우려의 목소리가 커지고 있다.
8월 18일, 306번째 사망자가 발생하였다.
8월 20일, 307번째 사망자가 발생하였다.
8월 21일, 308~309번째 사망자가 발생하였다. 이중 1명은 사랑제일교회와 관련된 확진자 중 첫 사망자이다.
8월 25일, 310번째 사망자가 발생하였다. 충청북도에서 처음 발생한 사망자이다.
8월 26일, 311~312번째 사망자가 발생하였다.
8월 27일, 313번째 사망자가 발생하였다.
8월 28일, 314~316번째 사망자가 발생하였다.
8월 29일, 317~321번째 사망자가 발생하였다.
8월 30일, 322~323번째 사망자가 발생하였다.
8월 31일, 324번째 사망자 발생하였다.

### 9월
9월 2일, 325~326번째 사망자가 발생하였다.
9월 3일, 327~329번째 사망자가 발생하였다.
9월 4일, 330~331번째 사망자가 발생하였다.
9월 5일, 확진자가 감소 추세를 보였지만, 정부는 안심할 단계가 아니라고 하며, 전국의 사회적 거리두기 2단계를 일주일 더 연장하였다. 332~333번째 사망자가 발생하였다.
9월 6일, 334번째 사망자가 발생하였다.
9월 7일, 335~336번째 사망자가 발생하였다.  이중 1명은 신소걸 목사이다. 서울의료원에서 치료 중 사망하였다.
9월 8일, 337~341번째 사망자가 발생하였다.
9월 9일, 342~343번째 사망자가 발생하였다.
9월 10일, 345~346번째 사망자가 발생하였다.
9월 11일, 347~350번째 사망자가 발생하였다.
9월 12일, 351~355번째 사망자가 발생하였다.
9월 13일, 356~358번째 사망자가 발생하였다.
9월 14일, 359~363번째 사망자가 발생하였다.
9월 15일, 364~367번째 사망자가 발생하였다.
9월 17일, 368~372번째 사망자가 발생하였다.
9월 18일, 373~377번째 사망자가 발생하였다.
9월 19일, 378번째 사망자가 발생하였다.
9월 20일, 379~383번째 사망자가 발생하였다.
9월 21일, 384~385번째 사망자가 발생하였다.
9월 22일, 386~388번째 사망자가 발생하였다.
9월 24일, 389~393번째 사망자가 발생하였다.
9월 25일, 394~395번째 사망자가 발생하였다.
9월 26일, 396~399번째 사망자가 발생하였다.
9월 27일, 400~401번째 사망자가 발생하였다. 이중 1명은 전라남도에서 처음 발생한 사망자이다.
9월 28일, 402~406번째 사망자가 발생하였다.
9월 29일, 407번째 사망자가 발생하였다.
9월 30일, 408~413번째 사망자가 발생하였다.

### 10월
10월 1일, 414~415번째 사망자가 발생하였다.
10월 2일, 416번째 사망자가 발생하였다.
10월 3일, 417~420번째 사망자가 발생하였다.
10월 4일, 421번째 사망자가 발생하였다.
10월 5일, 422번째 사망자가 발생하였다.
10월 7일, 423~425번째 사망자가 발생하였다.
10월 8일, 426~427번째 사망자가 발생하였다.
10월 9일, 428번째 사망자가 발생하였다.
10월 10일, 429~430번째 사망자가 발생하였다.
10월 11일, 431~432번째 사망자가 발생하였다.
10월 12일, 433번째 사망자가 발생하였다.
10월 13일, 434번째 사망자가 발생하였다.
10월 14일, 435~438번째 사망자가 발생하였다.
10월 15일, 부산광역시 해뜨락요양병원에서 53명이 확진자가 발생하였다. 439번째 사망자가 발생하였다.
10월 16일, 440~441번째 사망자가 발생하였다.
10월 17일, 442~443번째 사망자가 발생하였다.
10월 18일, 경기도 광주시 SRC재활병원에서 확진자가 발생하였다. 444번째 사망자가 발생하였다.
10월 20일, 445~447번째 사망자가 발생하였다.
10월 21일, 448~450번째 사망자가 발생하였다.
10월 22일, 451~453번째 사망자가 발생하였다.
10월 23일, 경기도 남양주시 요양원에서 35명이 확진자가 발생하였다. 454~455번째 사망자가 발생하였다.
10월 24일, 456~457번째 사망자가 발생하였다.
10월 27일, 458~460번째 사망자가 발생하였다.
10월 28일, 461번째 사망자가 발생하였다.
10월 29일, 462번째 사망자가 발생하였다.
10월 30일, 463번째 사망자가 발생하였다.
10월 31일, 464번째 사망자가 발생하였다.

### 11월
중앙재난안전대책본부는 11월 1일, 세 단계로 이루어졌던 사회적 거리두기 단계를 11월 7일부터 다섯 단계로 세분화하여 시행하는 방안을 발표하였다. 다섯 단계는 1단계, 1.5단계, 2단계, 2.5단계, 3단계로 구분되는데, 유행의 정도에 따라 다른 단계가 시행되며, 운영을 중단하거나 축소하는 시설, 각종 모임과 행사의 개최, 유치원 및 각급학교의 등교 방식을 단계마다 다르게 설정하도록 하였다. 465~466번째 사망자가 발생하였다.
11월 2일, 467~468번째 사망자가 발생하였다.
11월 3일, 469~472번째 사망자가 발생하였다. 이중 1명은 전라북도에서 처음 발생한 사망자이다.
11월 4일, 473~474번째 사망자가 발생하였다.
11월 5일, 475번째 사망자가 발생하였다.
11월 6일, 476번째 사망자가 발생하였다.
11월 7일, 정부는 5단계로 개편된 사회적 거리두기를 시행하였다.  477번째 사망자가 발생하였다.
11월 8일, 478번째 사망자가 발생하였다.
11월 9일, 479~480번째 사망자가 발생하였다.
11월 10일, 481~485번째 사망자가 발생하였다.
11월 11일, 486~487번째 사망자가 발생하였다.
11월 13일, 488번째 사망자가 발생하였다.
11월 14일, 489~492번째 사망자가 발생하였다.
11월 15일, 493번째 사망자가 발생하였다.
11월 16일, 494번째 사망자가 발생하였다.
11월 18일, 495~496번째 사망자가 발생하였다. 대학가를 중심으로 코로나19가 확산되는 양상을 보이기도 하였다. 고려대학교에서는 11월 15일까지 아이스하키 동아리에서 총 여덟 명의 확진자가 발생하였으며, 월말까지 고려대학교의 확진자는 열일곱 명으로 증가하였다. 수원대학교에서는 11월 16일까지 미술대학원과 동아리에서 집단 감염이 일어나 학생, 객원교수, 지인 등 열네 명의 확진자가 생겼다. 연세대학교 신촌캠퍼스에서는 11월 19일까지 공과대학 내 소모임을 매개로 열 명의 확진자가 나왔고, 11월 30일부터 모든 학부 수업을 비대면으로 전환하기로 11월 20일에 밝혔다. 대학에서의 확진자 증가에 따라 많은 대학에서 수업 방식을 비대면 수업으로 전환하였고, 학기말고사의 대면/비대면 여부를 검토하기에 이르렀다. 이에 대하여 할로윈과의 상관관계를 지적하는 사람도 있었으나, 서울특별시에서는 확진자의 GPS 동선을 분석한 결과를 발표하면서 할로윈과의 연관성은 떨어진다고 하였다.
소규모 감염은 대학가에서만 일어난 것이 아니었다. 2021학년도 중등교사 임용시험을 하루 앞둔 11월 20일에는 서울특별시 동작구의 임용시험 학원 수강생 중 서른여덟 명의 감염이 확인되어 확진자는 시험에 응시하지 못하였다. 서울특별시 강서구에서는 11월 23일부터 사흘 동안 에어로빅 학원을 중심으로 쉰두 명의 확진자가 발생하였고, 11월 30일까지 178명이 확진 판정을 받았다. 부산광역시 부산진구에서는 장구 등을 가르치는 음악 교습소를 매개로 11월 24일에 열아홉 명의 확진자가 확인되었고, 요양병원, 학교, 울산광역시의 장구 교습소 등으로 확산되어 11월 30일까지 148명이 확진되었다. 경상남도 진주시에서는 11월 25일에 제주도 이·통장 연수 참석자를 중심으로 열아홉 명의 확진자가 기록되었고, 11월 30일까지 일흔두 명으로 늘었다. 충청북도 제천시에서는 11월 25일에 인천광역시 확진자와 접촉한 뒤 김장 모임에 참석한 자로부터 두 명의 확진자가 확인된 후, 엿새 만인 11월 30일까지 확진자가 예순세 명으로 크게 늘자 사회적 거리두기 단계를 2단계로 격상하였다.

감염 사례가 잇따름에 따라 11월 19일, 서울, 경기, 강원의 사회적 거리두기 단계가 1.5단계로 격상되었다. 11월 22일, 대한민국 정부는 서울, 경기의 사회적 거리두기 단계를 1.5단계로 격상시킨 지 나흘 만에 서울, 경기의 사회적 거리두기 단계를 2단계로, 호남 지역의 사회적 거리두기 단계를 1.5단계로 격상시켜 11월 24일 0시부터 시행하기로 하였다. 497~498번째 사망자가 발생하였다.
11월 20일, 중앙사고수습본부는 정례브리핑에서 수도권을 중심으로 한 산발적 코로나19 대유행을 ‘3차 유행’으로 명명하며 공식화하였다. 이번 3차 유행은 2~3월의 ‘1차 유행’과 8~9월의 ‘2차 유행’에 이어진 것이다. 3차 유행은 감염원을 특정할 수 없이 여러 곳에서 동시다발적으로 코로나19가 발생하며, 한 명의 감염자가 여러 사람에게 코로나19를 전파하고 이들이 또 코로나19를 전파하면서 ‘일상 속의 유행’으로 확대되는 양상을 보인다. 중앙방역대책본부의 분석에 따르면 11월 첫째 주에 110.4명이었던 일평균 확진자는 11월 말에 424.6명으로 크게 늘었는데, 겨울은 바이러스가 확산하기에 좋은 계절인데다가 대학수학능력시험, 대학별 입학시험, 송년 모임 등을 앞두고 있어 일평균 확진자가 줄어들기까지는 오랜 시간이 걸릴 것으로 예측된다. 전문가들은 3차 유행의 요인으로 바이러스가 잘 퍼지는 겨울이라는 계절적 특성, 코로나19 장기화에 따라 경각심이 저하되면서 여행지나 유동인구가 높은 가게에 모이는 시민들, 사회적 거리두기 단계를 1단계로 서둘러 낮추고 소비 쿠폰 등을 발행한 정부 대책, 젊은 층을 중심으로 한 코로나19 감염에 대한 운명론적, 결정론적 믿음 등을 지적하였다.  499~501번째 사망자가 발생하였다.
11월 21일, 502~503번째 사망자가 발생하였다.
11월 22일, 504~505번째 사망자가 발생하였다.
11월 23일, 506~509번째 사망자가 발생하였다. 이중 1명은 경상남도에서 처음 발생한 사망자이다.
11월 24일, 510번째 사망자가 발생하였다.
11월 25일, 511~513번째 사망자가 발생하였다.
11월 26일, 514~515번째 사망자가 발생하였다.
11월 27일, 516번째 사망자가 발생하였다.
11월 28일, 517~522번째 사망자가 발생하였다.
11월 29일, 523번째 사망자가 발생하였다.
11월 30일, 524~526번째 사망자가 발생하였다.

### 12월
12월 3일, 527~529번째 사망자가 발생하였다.
12월 4일, 신규 확진자가 629명 발생하여 1차 유행 이후 9개월 만에 처음으로 600명대를 기록하였다. 530~536번째 사망자가 발생하였다.
12월 5일, 537~540번째 사망자가 발생하였다.
12월 6일, 신규 확진자가 631명 증가하여 3차 유행 중 최고치를 경신하였을 뿐 아니라 대한민국의 코로나19 범유행 중 세 번째로 많은 수치를 기록하였다. 12월 8일 0시부터 3주 동안 사회적 거리두기가 수도권은 2.5단계로, 그 밖의 지역은 2단계로 모두 격상된다. 541~545번째 사망자가 발생하였다.
12월 7일, 546~549번째 사망자가 발생하였다.
12월 8일, 550~552번째 사망자가 발생하였다.
12월 9일, 553~556번째 사망자가 발생하였다. 이중 1명은 검역 과정에서 발생한 확진자 중 처음 발생한 사망자이다.
12월 10일, 557~564번째 사망자가 발생하였다.
12월 11일, 565~572번째 사망자가 발생하였다.
12월 12일, 신규 확진자 수가 950명으로 전날에 비해 271명 증가하여, 1월 20일 국내에서 첫 코로나19 환자가 발생한 이후 일일 확진자 수로는 역대 최다 기록인 2월 29일 909명을 넘어섰다. 573~578번째 사망자가 발생하였다.
12월 13일, 코로나19 확진자가 1030명이 나오면서 일일 신규 확진자 최고 기록을 하루만에 넘어섰고, 국내에서 첫 코로나19 확진자가 나온 뒤 일일 확진자 수로는 처음으로 네 자릿수 확진자를 기록하였다. 확산세가 급격하게 증가하자, 정부는 사회적 거리두기 3단계를 검토하기 시작하였다. 579~580번째 사망자가 발생하였다.
12월 14일, 581~587번째 사망자가 발생하였다.
12월 15일, 588~600번째 사망자가 발생하였다.
12월 16일, 601~612번째 사망자가 발생하였다.
12월 17일, 613~634번째 사망자가 발생하였다.
12월 18일, 635~645번째 사망자가 발생하였다.
12월 19일, 646~659번째 사망자가 발생하였다.
12월 20일, 660~674번째 사망자가 발생하였다.
12월 21일, 누적 확진자가 5만명을 넘어섰다. 675~698번째 사망자가 발생하였다.
12월 22일, 699~722번째 사망자가 발생하였다.
12월 23일, 수도권에서 5인 이상 집합금지 조치가 시행되었다. 이에 따라 모든 종류의 5명 이상 사적 모임이 금지된다. 이 조치는 성탄절 연휴를 앞둔 23일 0시부터 새해 연휴가 끝나는 2021년 1월 3일까지 시행된다. 723~739번째 사망자가 발생하였다.
12월 24일, 연말연시 특별 방역대책에 따른 조치로써, 수도권에 이어 이날부터 전국의 식당에 5인 이상 집합금지 행정명령이 내려졌다. 740~756번째 사망자가 발생하였다.
12월 25일, 코로나19 신규 확진자 수가 코로나19 첫 확진자 발생 이후 최고치인 1,241명을 기록했다. 757~773번째 사망자가 발생하였다.
12월 26일, 774~793번째 사망자가 발생하였다.
12월 27일, 정부는 28일 자정에 종료될 예정이었던 코로나19 사회적 거리두기를 1월 3일까지 수도권 2.5단계, 비수도권 2단계로 유지하기로 했다. 794~808번째 사망자가 발생하였다.
12월 28일, 809~819번째 사망자가 발생하였다.
12월 29일, 820~859번째 사망자가 발생하여, 코로나19 신규 사망자 수가 코로나19 첫 사망자 발생 이후 최고치인 40명이 추가되었다. 완치자는 첫 1,000명 대로 올라갔다. 이중 1명은 세종특별자치시에서 처음 발생한 사망자이다.
12월 30일, 860~879번째 사망자가 발생하였다.
12월 31일, 누적 확진자가 6만명이 넘었으며, 880~900번째 사망자가 발생했다. 이날 대한민국 정부는 모더나 코로나19 백신 4천만 회분의 구매 계약 체결을 완료하였다. 본 계약은 지난 12월 28일 문재인 대통령과 모더나 반셀 CEO와의 영상통화에서 4,000만 회분의 코로나19 백신 공급 합의 이후, 후속 협상을 통해 체결된 것이다.공급 시작 시기는 2021년 5월이다.

## 2021년

### 1월
1월 1일 새해, 수도권(2.5단계) 및 비수도권(2단계) 거리두기 특별 방역 조치를 1월 17일까지 2주간 연장하였다. 스키장 등의 겨울 스포츠 시설은 3분의 1로 인원수를 제한하며, 숙박시설은 객실 수 3분의 2 이하로 제한한다. 901~917번째 사망자가 발생하였다.
1월 2일, 918~942번째 사망자가 발생하였다.
1월 3일, 943~962번째 사망자가 발생하였다.
1월 4일, 일일 확진자가 다시 1천명을 넘어서 1020명을 기록했다. 963~981번째 사망자가 발생하여, 1천 명에 육박했다.
1월 5일, 982~1007번째 사망자가 발생하였으며, 누적 사망자가 1000명이 되었고 수도권 확진자가 잇따라 사망하였다.
1월 6일, 1008~1026번째 사망자가 발생하였다.
1월 7일, 1027~1046번째 사망자가 발생하였다.
1월 8일, 1047~1081번째 사망자가 발생하였다.
1월 9일, 1082~1100번째 사망자가 발생하였다.
1월 10일, 1101~1125번째 사망자가 발생하였다.
1월 11일, 1126~1140번째 사망자가 발생하였다.
1월 12일, 1141~1165번째 사망자가 발생하였다.
1월 13일, 누적 확진자가 7만명을 넘어섰다. 1166~1186번째 사망자가 발생하였다.
1월 14일, 1186~1196번째 사망자가 발생하였다.
1월 15일, 1196~1217번째 사망자가 발생하였다.
1월 16일, 1218~1236번째 사망자가 발생하였다.
1월 17일, 1237~1249번째 사망자가 발생하였다.
1월 18일, 1250~1264번째 사망자가 발생하였다.
1월 19일, 1265~1283번째 사망자가 발생하였다.
1월 20일, 1284~1300번째 사망자가 발생하였다.
1월 21일, 1301~1316번째 사망자가 발생하였다.
1월 22일, 1317~1328번째 사망자가 발생하였다.
1월 23일, 1329~1337번째 사망자가 발생하였다.
1월 24일, 국내 최초 반려동물 확진자가 생겼다. 1338~1349번째 사망자가 발생하였다.
1월 25일, 1350~1360번째 사망자가 발생하였다. 'IM선교회'에서 운영하는 전국 곳곳의 비인가 교육시설에서 대규모적인 집단 감염이 발생하였다. 이들이 운영하는 기숙형 국제 학교(IEM)는 밀폐된 기숙사 공간에서 1백명 이상이 생활하고, 방역 수칙도 무시한 것으로 드러났다.
1월 26일, 1361~1371번째 사망자가 발생하였다.
1월 27일, 1372~1378번째 사망자가 발생하였다.
1월 28일, 1379~1386번째 사망자가 발생하였다.
1월 29일, 1387~1399번째 사망자가 발생하였다.
1월 30일, 1400~1414번째 사망자가 발생하였다.
1월 31일, 1415~1420번째 사망자가 발생하였다.

### 2월
2월 1일, 1421~1425번째 사망자가 발생하였다.
2월 2일, 1426~1435번째 사망자가 발생하였다.
2월 3일, 1436~1441번째 사망자가 발생하였다.
2월 4일, 1442~1448번째 사망자가 발생하였다.
2월 5일, 누적 확진자가 8만명을 넘어섰다. 1449~1459번째 사망자가 발생하였다.
2월 6일, 1460~1464번째 사망자가 발생하였다.
2월 7일, 1465~1471번째 사망자가 발생하였다.
2월 8일, 1472~1474번째 사망자가 발생하였다.
2월 9일, 1475~1482번째 사망자가 발생하였다.
2월 10일, 1483~1486번째 사망자가 발생하였다.
2월 11일, 1487~1496번째 사망자가 발생하였다. 이중 1명은 제주특별자치도에서 처음 발생한 사망자이다.
2월 12일, 1497~1507번째 사망자가 발생하였으며, 사망자는 1500명을 넘어섰다.
2월 13일, 1508~1514번째 사망자가 발생하였다.
2월 14일, 1515~1522번째 사망자가 발생하였다.
2월 15일, 1523~1527번째 사망자가 발생하였다.
2월 16일, 1528~1534번째 사망자가 발생하였다.
2월 17일, 설 연휴 등의 영향으로 산발적으로 집단 감염이 계속되며 일 확진자 수가 3백~4백명, 최고 621명을 기록했다. 1535~1538번째 사망자가 발생하였다.
2월 18일, 1539~1544번째 사망자가 발생하였다.
2월 19일, 한국갤럽의 자체 조사 결과에 따르면, 전국 성인 1천명을 대상으로 조사한 결과 70% 정도가 백신을 맞을 의향이 있다고 답변했다. 1545~1550번째 사망자가 발생하였다.
2월 20일, 1551~1553번째 사망자가 발생하였다.
2월 21일, 1554~1557번째 사망자가 발생하였다.
2월 22일, 1558~1562번째 사망자가 발생하였다.
2월 23일, 1563~1573번째 사망자가 발생하였다.
2월 24일, 1574~1576번째 사망자가 발생하였다.
2월 25일, 1577~1581번째 사망자가 발생하였다.
2월 26일, 대한민국에서 처음으로 코로나19 백신의 접종이 이루어졌다. 첫날인 26일에는 아스트라제네카백신이, 27일에는 화이자 백신이 의료진들을 상대로 접종되었다. 18세 이하 청소년, 아동에 대해서는 현재 백신 접종 계획이 없으며, 질병관리청에 제시된 2~3월 접종 계획과 접종 대상에서도 제외되어 있다.
이날 정부는 지금의 거리 두기를 2주 더 연장하기로 하여, 수도권 2단계, 비수도권 1.5단계의 사회적 거리두기 조치는 3월 14일까지 2주간 유지된다. 5인 이상 사적 모임 금지, 영업 금지도 그대로 유지된다. 단 유·초·중·고 개학은 학사 일정대로 진행한다. 1582~1585번째 사망자가 발생하였다.
2월 27일, 1586~1595번째 사망자가 발생하였다.
2월 28일, 1596~1603번째 사망자가 발생하였다.
| 시기      | 1분기(2~3월) | 2분기(4~6월)                                             | 3분기(7월~)                                     |
| --------- | --- | -------------------------------------------------------- | ----------------------------------------------- |
| 대상자 수 | 130만 | 900만                                                    | 3,325만                                         |
| 대상      | 요양병원·시설 입소자, 종사자 코로나19 의료진 1차 대응요원 (역학조사·구급대 등) 정신요양·재활시설등 입소자·종사자 | 65세 이상 보건의료인 장애인·노숙인 등 시설 입소자·종사자 | 18~64세 성인 소아, 청소년 교육, 보육시설 종사자 |

- 질병관리청에서 발표한 대상군별 접종 시작 시기(안)[123]
- 백신 공급 물량에 따라 변동 가능

### 3월
3월 1일, 누적 확진자는 9만명으로 집계되었다. 세계적 통계 사이트인 월드오미터에 따르면 통계상으로 대한민국의 코로나 확진자 수는 발원국인 중국을 추월했으나, 이는 중국이 한국과 달리 무증상 감염자를 확진자로 분류하지 않기 때문이라는 주장이 있다. 1604~1605번째 사망자가 발생하였다.
3월 2일, 1606번째 사망자가 발생하였다.
3월 3일, 1607~1612번째 사망자가 발생하였다.
3월 4일, 들어서도 전국에서 산발적으로 감염이 이어지며 일 확진자 수는 여전히 3백~4백명 대를 유지하고 있다. 2월 26일의 결정에 따라 현행 사회적 거리두기는 3월 14일까지 연장된다. 1613~1619번째 사망자가 발생하였다.
3월 5일, 1620~1627번째 사망자가 발생하였다.
3월 6일, 1628~1632번째 사망자가 발생하였다.
3월 7일, 1633~1634번째 사망자가 발생하였다.
3월 8일, 1635~1642번째 사망자가 발생하였다.
3월 9일, 1643~1645번째 사망자가 발생하였다.
3월 10일, 1646~1648번째 사망자가 발생하였다.
3월 11일, 1649~1652번째 사망자가 발생하였다.
3월 12일, 1653~1662번째 사망자가 발생하였다.
3월 13일, 1663~1667번째 사망자가 발생하였다.
3월 14일, 1668~1669번째 사망자가 발생하였다.
3월 15일, 1670~1675번째 사망자가 발생하였다.
3월 16일, 1676~1678번째 사망자가 발생하였다.
3월 17일, 1679~1686번째 사망자가 발생하였다.
3월 18일, 1687~1688번째 사망자가 발생하였다.
3월 19일, 1689~1690번째 사망자가 발생하였다.
3월 20일, 1691~1693번째 사망자가 발생하였다.
3월 21일, 1694~1696번째 사망자가 발생하였다.
3월 22일, 1697번째 사망자가 발생하였다.
3월 23일, 1698~1704번째 사망자가 발생하였다.
3월 24일, 1705~1707번째 사망자가 발생하였다.
3월 25일, 누적 확진자가 10만명을 돌파하였다. 1708~1709번째 사망자가 발생하였다.
3월 26일, 1710~1716번째 사망자가 발생하였다.
3월 27일, 1717~1721번째 사망자가 발생하였다.
3월 28일, 1722번째 사망자가 발생하였다.
3월 29일, 1723~1726번째 사망자가 발생하였다.
3월 30일, 1727~1729번째 사망자가 발생하였다.
3월 31일, 1730~1731번째 사망자가 발생하였다.

### 4월
4월 1일, 1732~1735번째 사망자가 발생하였다.
4월 2일, 1736~1737번째 사망자가 발생하였다.
4월 3일, 1738~1740번째 사망자가 발생하였다.
4월 4일, 1741~1748번째 사망자가 발생하였다.
4월 5일, 1744~1748번째 사망자가 발생하였다.
4월 6일, 1749~1752번째 사망자가 발생하였다.
4월 7일, 1753~1756번째 사망자가 발생하였다.
4월 8일, 1757~1758번째 사망자가 발생하였다.
4월 9일, 1759~1764번째 사망자가 발생하였다.
4월 10일, 1765번째 사망자가 발생하였다.
4월 11일, 1766~1768번째 사망자가 발생하였다.
4월 12일, 1769~1770번째 사망자가 발생하였다.
4월 13일, 1771~1775번째 사망자가 발생하였다.
4월 14일, 1776~1782번째 사망자가 발생하였다.
4월 15일, 1783~1788번째 사망자가 발생하였다.
4월 16일, 1789~1790번째 사망자가 발생하였다.
4월 17일, 1791~1794번째 사망자가 발생하였다.
4월 18일, 1795~1797번째 사망자가 발생하였다.
4월 19일, 1798~1801번째 사망자가 발생하였으며, 사망자는 1800명을 넘어섰다.
4월 20일, 1802번째 사망자가 발생하였다.
4월 21일, 1803~1806번째 사망자가 발생하였다.
4월 22일, 1807~1808번째 사망자가 발생하였다.
4월 23일, 1809~1811번째 사망자가 발생하였다.
4월 24일, 1812번째 사망자가 발생하였다.
4월 25일, 1813번째 사망자가 발생하였다.
4월 26일, 1814~1817번째 사망자가 발생하였다.
4월 27일, 1818~1820번째 사망자가 발생하였다.
4월 28일, 1821번째 사망자가 발생하였다.
4월 29일, 1822~1825번째 사망자가 발생하였다.
4월 30일, 1826~1828번째 사망자가 발생하였다.

### 5월
5월 1일, 1829~1831번째 사망자가 발생하였다.
5월 2일, 1832~1833번째 사망자가 발생하였다.
5월 3일, 1834번째 사망자가 발생하였다.
5월 4일, 인도 교민 173명 특별기로 1차 귀국하였다. 1835~1840번째 사망자가 발생하였다.
5월 5일, 1841~1847번째 사망자가 발생하였다.
5월 6일, 1848~1851번째 사망자가 발생하였다.
5월 7일, 인도 교민 211명 특별기로 2차 귀국하였다. 1852~1860번째 사망자가 발생하였다.
5월 8일, 1861~1865번째 사망자가 발생하였다.
5월 9일, 1866~1874번째 사망자가 발생하였다.
5월 10일, 1875번째 사망자가 발생하였다.
5월 11일, 1876~1879번째 사망자가 발생하였다.
5월 12일, 1880~1884번째 사망자가 발생하였다.
5월 13일, 1885~1891번째 사망자가 발생하였다.
5월 14일, 1892~1893번째 사망자가 발생하였다.
5월 15일, 1894~1896번째 사망자가 발생하였다.
5월 16일, 1897~1900번째 사망자가 발생하였다.
5월 17일, 1901~1903번째 사망자가 발생하였다.
5월 18일, 1904번째 사망자가 발생하였다.
5월 19일, 1905~1912번째 사망자가 발생하였다.
5월 20일, 1913~1916번째 사망자가 발생하였다.
5월 21일, 1917~1922번째 사망자가 발생하였다.
5월 22일, 1923~1926번째 사망자가 발생하였다.
5월 23일, 1927~1931번째 사망자가 발생하였다.
5월 24일, 1932~1934번째 사망자가 발생하였다.
5월 25일, 1935~1938번째 사망자가 발생하였다.
5월 26일, 1939~1940번째 사망자가 발생하였다.
5월 27일, 1941~1943번째 사망자가 발생하였다.
5월 28일, 1944~1946번째 사망자가 발생하였다.
5월 29일, 1947~1951번째 사망자가 발생하였다.
5월 30일, 1952~1957번째 사망자가 발생하였다.
5월 31일, 1958~1959번째 사망자가 발생하였다.

### 6월
6월 1일, 1960~1963번째 사망자가 발생하였다.
6월 2일, 신천지발 확산 이후 대구광역시 누적 확진자는 1만명 돌파하였다. 1964~1965번째 사망자가 발생하였다.
6월 3일, 1966~1968번째 사망자가 발생하였다.
6월 4일, 1969번째 사망자가 발생하였다.
6월 5일, 1970~1971번째 사망자가 발생하였다.
6월 6일, 1972~1973번째 사망자가 발생하였다.
6월 7일, 1974번째 사망자가 발생하였다.
6월 8일, 1975번째 사망자가 발생하였다.
6월 9일, 1976~1977번째 사망자가 발생하였다.
6월 10일, 1978~1979번째 사망자가 발생하였다.
6월 11일, 1980~1981번째 사망자가 발생하였다.
6월 12일, 1982번째 사망자가 발생하였다.
6월 13일, 1983~1985번째 사망자가 발생하였다.
6월 14일, 1986~1988번째 사망자가 발생하였다.
6월 15일, 1989~1992번째 사망자가 발생하였다.
6월 16일, 1993번째 사망자가 발생하였다.
6월 17일, 1994번째 사망자가 발생하였다.
6월 18일, 누적 확진자가 15만명을 돌파하였다. 1995~1996번째 사망자가 발생하였다.
6월 19일, 1997번째 사망자가 발생하였다.
6월 20일, 1998~2002번째 사망자가 발생하였으며, 사망자는 2000명을 넘어섰다.
6월 21일, 2003~2004번째 사망자가 발생하였다.
6월 22일, 2005~2006번째 사망자가 발생하였다.
6월 23일, 2007번째 사망자가 발생하였다.
6월 24일, 2008번째 사망자가 발생하였다.
6월 25일, 2009번째 사망자가 발생하였다.
6월 26일, 2010~2012번째 사망자가 발생하였다.
6월 27일, 2013번째 사망자가 발생하였다.
6월 28일, 2014~2015번째 사망자가 발생하였다.
6월 29일, 2016~2017번째 사망자가 발생하였다.
6월 30일, 2018번째 사망자가 발생하였다.

### 7월
7월 1일, 서울특별시 누적 확진자가 5만명을 돌파하였다. 2019~2021번째 사망자가 발생하였다.
7월 2일, 2022~2024번째 사망자가 발생하였다.
7월 3일, 2025번째 사망자가 발생하였다.
7월 4일, 2026번째 사망자가 발생하였다.
7월 5일, 2027~2028번째 사망자가 발생하였다.
7월 6일, 2029~2032번째 사망자가 발생하였다.
7월 7일, 확진자가 1212명이 발생하였고, 이 수치는 2020년 12월 25일 확진자인 1240명에 이어 역대 2번째 규모이다. 수도권에서만 990명이 발생하였다. 
 2033번째 사망자가 발생하였다.
7월 8일, 국내 일일 확진자가 1275명 발생하며 역대 최다 기록을 경신했다. 2034번째 사망자가 발생하였다.
7월 9일, 국내 일일 확진자가 1316명이 나오며 또 최다 기록을 경신했다. 2035~2036번째 사망자가 발생하였다. 김부겸 국무총리가 수도권의 거리두기 단계를 최고 단계인 새로운 거리두기 4단계로 격상한다고 밝혔다. 이 조치는 7월 12일부터 적용되었다.
7월 10일, 국내 일일 확진자가 1378명 발생하며 3일 연속 최다 기록을 경신하였다. 2037~2038번째 사망자가 발생하였다.
7월 11일, 2039~2043번째 사망자가 발생하였다.
7월 12일, 2044번째 사망자가 발생하였다. 경기, 인천의 모든 유치원, 초등학교, 중학교, 고등학교가 전면 원격 수업으로 전환되었다. 서울의 모든 유치원, 초등학교, 중학교, 고등학교는 7월 14일부터 원격 수업이 적용된다.
7월 13일, 2045~2046번째 사망자가 발생하였다.
7월 14일, 국내 일일 확진자가 1615명 발생하며 최다 기록을 다시 경신하였다. 2047~2048번째 사망자가 발생하였다. 서울특별시의 모든 유치원, 초등학교, 중학교, 고등학교가 전면 원격 수업으로 전환되었다.
7월 15일, 2049~2050번째 사망자가 발생하였다.
7월 16일, 2051번째 사망자가 발생하였다.
7월 17일, 2052~2055번째 사망자가 발생하였다.
7월 18일, 경기도 누적 확진자가 5만명을 돌파하였다. 2056~2057번째 사망자가 발생하였다.
7월 19일, 2058번째 사망자가 발생하였다. 아프리카 해역에 파병중인 청해부대 34진 문무대왕함에서 전체 승무원 301명 중 82%인 247명이 집단으로 코로나19에 감염되었다.
7월 20일, 2059번째 사망자가 발생하였다.
7월 21일, 국내 일일 확진자가 1784명 발생하며 최다 기록을 다시 경신하였다. 2060번째 사망자가 발생하였다.
7월 22일, 국내 일일 확진자가 1842명 발생하며 최다 기록을 다시 경신하였다. 2061~2063번째 사망자가 발생하였다.
7월 23일, 서울특별시 누적 확진자가 6만명을 돌파하였다. 2064~2066번째 사망자가 발생하였다.
7월 24일, 2067~2068번째 사망자가 발생하였다.
7월 25일, 2069~2073번째 사망자가 발생하였다.
7월 26일, 2074~2077번째 사망자가 발생하였다.
7월 27일, 2078~2079번째 사망자가 발생하였다.
7월 28일, 국내 일일 확진자가 1896명 발생하며 최다 기록을 다시 경신하였다. 2080~2083번째 사망자가 발생하였다.
7월 29일, 2084~2085번째 사망자가 발생하였다.
7월 30일, 2086~2089번째 사망자가 발생하였다.
7월 31일, 2090~2095번째 사망자가 발생하였다.

### 8월
8월 1일, 2096~2098번째 사망자가 발생하였다.
8월 2일, 누적 확진자가 20만명을 돌파하였다. 2099번째 사망자가 발생하였다.
8월 3일, 2100~2104번째 사망자가 발생하였다.
8월 4일, 2105~2106번째 사망자가 발생하였다.
8월 5일, 2107~2109번째 사망자가 발생하였다.
8월 6일, 2110~2113번째 사망자가 발생하였다.
8월 7일, 2114~2116번째 사망자가 발생하였다.
8월 8일, 2117~2121번째 사망자가 발생하였다.
8월 9일, 2122~2125번째 사망자가 발생하였다.
8월 10일, 경기도 누적 확진자가 6만명을 돌파하였다. 2126~2134번째 사망자가 발생하였다.
8월 11일, 국내 일일 확진자가 2223명 발생하며 처음으로 2000명을 넘음과 동시에 최다 기록을 다시 경신하였다. 2135번째 사망자가 발생하였다.
8월 12일, 인천광역시 누적 확진자가 1만명을 돌파하였다. 2136~2138번째 사망자가 발생하였다.
8월 13일, 서울특별시 누적 확진자가 7만명을 돌파하였다. 2139~2144번째 사망자가 발생하였다.
8월 14일, 국내 최연소 위중증환자가 발생하였다. 2145~2148번째 사망자가 발생하였다.
8월 15일, 부산광역시 누적 확진자가 1만명을 돌파하였다. 2149~2156번째 사망자가 발생하였다.
8월 16일, 2157~2167번째 사망자가 발생하였다.
8월 17일, 2168~2173번째 사망자가 발생하였다.
8월 18일, 2174~2178번째 사망자가 발생하였다.
8월 19일, 2179~2191번째 사망자가 발생하였다.
8월 20일, 2192~2197번째 사망자가 발생하였다.
8월 21일, 2198~2202번째 사망자가 발생하였다.
8월 22일, 2203~2215번째 사망자가 발생하였다.
8월 23일, 2216~2222번째 사망자가 발생하였다.
8월 24일, 2223~2228번째 사망자가 발생하였다.
8월 25일, 2229~2237번째 사망자가 발생하였다.
8월 26일, 2238~2257번째 사망자가 발생하였다.
8월 27일, 2258~2265번째 사망자가 발생하였다.
8월 28일, 2266~2276번째 사망자가 발생하였다.
8월 29일, 경기도 누적 확진자가 7만명을 돌파하였다. 2277~2279번째 사망자가 발생하였다.
8월 30일, 누적 확진자가 25만명을 돌파하였다. 2280~2284번째 사망자가 발생하였다.
8월 31일, 2285번째 사망자가 발생하였다.

### 9월
9월 1일, 경상남도 누적 확진자가 1만명을 돌파하였다. 세종특별자치시 누적 확진자가 1천명을 돌파하였다. 2286~2292번째 사망자가 발생하였다.
9월 2일, 서울특별시 누적 확진자가 8만명을 돌파하였다. 2293~2303번째 사망자가 발생하였다.
9월 3일, 2304~2308번째 사망자가 발생하였다.
9월 4일, 2309~2315번째 사망자가 발생하였다.
9월 5일, 2316~2321번째 사망자가 발생하였다.
9월 6일, 2322~2327번째 사망자가 발생하였다.
9월 7일, 2328~2330번째 사망자가 발생하였다.
9월 8일, 2331~2334번째 사망자가 발생하였다.
9월 9일, 2335~2343번째 사망자가 발생하였다.
9월 10일, 2344~2348번째 사망자가 발생하였다.
9월 11일, 2349~2358번째 사망자가 발생하였다.
9월 12일, 2359번째 사망자가 발생하였다.
9월 13일, 2360번째 사망자가 발생하였다.
9월 14일, 2361~2367번째 사망자가 발생하였다.
9월 15일, 2368~2380번째 사망자가 발생하였다.
9월 16일, 경기도 누적 확진자가 8만명을 돌파하였다. 2381~2386번째 사망자가 발생하였다.
9월 17일, 2387~2389번째 사망자가 발생하였다.
9월 18일, 서울특별시 누적 확진자가 9만명을 돌파하였다. 2390~2394번째 사망자가 발생하였다.
9월 19일, 2395~2404번째 사망자가 발생하였다.
9월 20일, 2405~2409번째 사망자가 발생하였다.
9월 21일, 2410~2413번째 사망자가 발생하였다.
9월 22일, 2414~2419번째 사망자가 발생하였다.
9월 23일, 2420~2427번째 사망자가 발생하였다.
9월 24일, 2428~2434번째 사망자가 발생하였다.
9월 25일, 국내 일일 확진자가 3273명 발생하며 처음으로 3000명을 넘음과 동시에 최다 기록을 다시 경신하였다. 2435~2441번째 사망자가 발생하였다.
9월 26일, 누적 확진자가 30만명을 돌파하였다. 2442~2450번째 사망자가 발생하였다.
9월 27일, 2451~2456번째 사망자가 발생하였다.
9월 28일, 2457~2464번째 사망자가 발생하였다.
9월 29일, 2465~2474번째 사망자가 발생하였다.
9월 30일, 서울특별시 누적 확진자가 10만명을 돌파하였다. 경기도 누적 확진자가 9만명을 돌파하였다. 2475~2481번째 사망자가 발생하였다.

### 10월
10월 1일, 2482~2497번째 사망자가 발생하였다.
10월 2일, 2498~2504번째 사망자가 발생하였으며, 사망자는 2500명을 넘어섰다.
10월 3일, 2505~2507번째 사망자가 발생하였다.
10월 4일, 2508~2513번째 사망자가 발생하였다.
10월 5일, 2514~2524번째 사망자가 발생하였다.
10월 6일, 2525~2536번째 사망자가 발생하였다.
10월 7일, 2537~2544번째 사망자가 발생하였다.
10월 8일, 2545~2554번째 사망자가 발생하였다.
10월 9일, 2555~2560번째 사망자가 발생하였다.
10월 10일, 2561~2575번째 사망자가 발생하였다.
10월 11일, 2576~2583번째 사망자가 발생하였다.
10월 12일, 2584~2594번째 사망자가 발생하였다.
10월 13일, 2595~2605번째 사망자가 발생하였다.
10월 14일, 코로나 확진자 네자리수 100일째이다. 2606~2618번째 사망자가 발생하였다.
10월 15일, 2619~2626번째 사망자가 발생하였다.
10월 16일, 경기도 누적 확진자가 10만명을 돌파하였다. 2627~2644번째 사망자가 발생하였다.
10월 17일, 2645~2660번째 사망자가 발생하였다.
10월 18일, 2661~2668번째 사망자가 발생하였다.
10월 19일, 2669~2689번째 사망자가 발생하였다.
10월 20일, 충청남도 누적 확진자가 1만명을 돌파하였다. 2690~2698번째 사망자가 발생하였다.
10월 21일, 2699~2709번째 사망자가 발생하였다.
10월 22일, 2710~2725번째 사망자가 발생하였다. 이중 1명은 재택치료 환자 첫 사망자이다.
10월 23일, 누적 확진자가 35만명을 돌파하였다. 2726~2745번째 사망자가 발생하였다.
10월 24일, 2746~2766번째 사망자가 발생하였다.
10월 25일, 2767~2773번째 사망자가 발생하였다.
10월 26일, 2774~2788번째 사망자가 발생하였다.
10월 27일, 2789~2797번째 사망자가 발생하였다.
10월 28일, 2798~2808번째 사망자가 발생하였다.
10월 29일, 2809~2817번째 사망자가 발생하였다.
10월 30일, 2818~2830번째 사망자가 발생하였다.
10월 31일, 2831~2849번째 사망자가 발생하였다.

### 11월
11월 1일, 2850~2858번째 사망자가 발생하였다.
11월 2일, 2859~2874번째 사망자가 발생하였다.
11월 3일, 2875~2892번째 사망자가 발생하였다.
11월 4일, 2893~2916번째 사망자가 발생하였다.
11월 5일, 인천광역시 누적 확진자가 2만명을 돌파하였다. 2917~2936번째 사망자가 발생하였다.
11월 6일, 2937~2956번째 사망자가 발생하였다.
11월 7일, 경상북도 누적 확진자가 1만명을 돌파하였다. 2957~2967번째 사망자가 발생하였다.
11월 8일, 2968~2980번째 사망자가 발생하였다.
11월 9일, 2981~2998번째 사망자가 발생하였다.
11월 10일, 2999~3012번째 사망자가 발생하였으며, 사망자는 3000명을 넘어섰다.
11월 11일, 3013~3033번째 사망자가 발생하였다.
11월 12일, 3034~3051번째 사망자가 발생하였다.
11월 13일, 3052~3083번째 사망자가 발생하였다.
11월 14일, 3084~3103번째 사망자가 발생하였다.
11월 15일, 3104~3115번째 사망자가 발생하였다.
11월 16일, 3116~3137번째 사망자가 발생하였다.
11월 17일, 누적 확진자가 40만명을 돌파하였다. 위중증환자는 522명으로 최다 기록을 경신하였다. 3138~3158번째 사망자가 발생하였다.
11월 18일, 국내 일일 확진자가 3292명 발생하며 최다 기록을 다시 경신하였다. 3159~3187번째 사망자가 발생하였다.
11월 19일, 3188~3215번째 사망자가 발생하였다.
11월 20일, 3216~3244번째 사망자가 발생하였다.
11월 21일, 3245~3274번째 사망자가 발생하였다.
11월 22일, 3275~3298번째 사망자가 발생하였다.
11월 23일, 국내 사망자가 109명으로 최다기록를 했고 3299~3328번째 사망자가 발생하였다.
11월 24일, 국내 일일 확진자가 4115명 발생하며 처음으로 4000명을 넘음과 동시에 최다 기록을 다시 경신하였다. 3329~3362번째 사망자가 발생하였다.
11월 25일, 위중증환자는 612명으로 최다 기록을 다시 경신하였다. 3363~3401번째 사망자가 발생하였다.
11월 26일, 서울특별시 누적 확진자가 15만명을 돌파하였다. 3402~3440번째 사망자가 발생하였다.
11월 27일, 3441~3492번째 사망자가 발생하였다.
11월 28일, 3493~3548번째 사망자가 발생하였으며, 사망자는 3500명을 넘어섰다. 신규 사망자 수는 최다 기록을 56명으로 다시 넘어섰다.
11월 29일, 3549~3580번째 사망자가 발생하였다.
11월 30일, 3581~3624번째 사망자가 발생하였다.

### 12월
12월 1일, 국내 일일 확진자가 5123명 발생하며 처음으로 5000명을 넘음과 동시에 최다 기록을 다시 경신하였다. 3625~3658번째 사망자가 발생하였다.
12월 2일, 국내 일일 확진자가 5266명 발생하며 최다 기록을 다시 경신하였다. 3659~3705번째 사망자가 발생하였다.
12월 3일, 3706~3739번째 사망자가 발생하였다.
12월 4일, 국내 일일 확진자, 위중증 환자, 사망자는 각각 5352명, 752명, 70명으로 역대 최다 경신하였다. 3740~3809번째 사망자가 발생하였다.
12월 5일, 3810~3852번째 사망자가 발생하였다.
12월 6일, 3853~3893번째 사망자가 발생하였다.
12월 7일, 3894~3957번째 사망자가 발생하였다. 이 중 1명은 10대미만 두번째 사망자이다.
12월 8일, 국내 일일 확진자가 7175명 발생하며 처음으로 7000명을 넘음과 동시에 최다 기록을 다시 경신하였다. 3958~4020번째 사망자가 발생하였으며, 사망자는 4000명을 넘어섰다.
12월 9일, 4021~4077번째 사망자가 발생하였다. 이 중 1명은 10대미만 세번째 사망자이다.
12월 10일, 누적 확진자가 50만명을 돌파하였다. 경기도 누적 확진자가 15만명을 돌파하였다. 대구광역시 누적 확진자는 2만명 돌파하였다. 4078~4130번째 사망자가 발생하였다.
12월 11일, 대전광역시 및 강원도 누적 확진자가 1만명을 돌파하였다. 4131~4210번째 사망자가 발생하였다.
12월 12일, 4211~4253번째 사망자가 발생하였다.
12월 13일, 4254~4293번째 사망자가 발생하였다.
12월 14일, 4294~4387번째 사망자가 발생하였다.
12월 15일, 국내 일일 확진자가 7850명 발생하며 최다 기록을 다시 경신하였다. 인천광역시 누적 확진자가 3만명을 돌파하였다. 충청북도 누적 확진자가 1만명을 돌파하였다. 4388~4456번째 사망자가 발생하였다.
12월 16일, 부산광역시 누적 확진자는 2만명 돌파하였다. 4457~4518번째 사망자가 발생하였다.
12월 17일, 통계상으로 대한민국의 코로나 사망자 수는 발원국인 중국을 추월했고 4519~4591번째 사망자가 발생하였다.
12월 18일, 위중증환자 수가 역대 최초로 1000명을 넘어섰다. 4592~4644번째 사망자가 발생하였다.
12월 19일, 서울특별시 누적 확진자가 20만명을 돌파하였다. 4645~4722번째 사망자가 발생하였다.
12월 20일, 4723~4776번째 사망자가 발생하였다.
12월 21일, 4777~4828번째 사망자가 발생하였다.
12월 22일, 4829~4906번째 사망자가 발생하였다.
12월 23일, 국내 일일 사망자가 109명 발생하며 처음으로 100명을 넘음과 동시에 최다 기록을 경신하였다. 4907~5015번째 사망자가 발생하였으며, 사망자는 5000명을 넘어섰다.
12월 24일, 5016~5071번째 사망자가 발생하였다.
12월 25일, 누적 확진자가 60만명을 돌파하였다. 5072~5176번째 사망자가 발생하였다.
12월 26일, 5177~5245번째 사망자가 발생하였다.
12월 27일, 5246~5300번째 사망자가 발생하였다.
12월 28일, 5301~5346번째 사망자가 발생하였다.
12월 29일, 경상남도 누적 확진자가 2만명을 돌파하였다. 5347~5382번째 사망자가 발생하였다.
12월 30일, 5383~5455번째 사망자가 발생하였다.
12월 31일, 5456~5563번째 사망자가 발생하였다.

## 2022년

### 1월
1월 1일, 오미크론 감염자는 1000명이 돌파하였다. 5564~5625번째 사망자가 발생하였다.
1월 2일, 5626~5694번째 사망자가 발생하였다.
1월 3일, 오미크론 첫 사망자가 발생했고 5695~5730번째 사망자가 발생하였다.
1월 4일, 5731~5781번째 사망자가 발생하였다.
1월 5일, 전라북도 누적 확진자가 1만명을 돌파하였다. 5782~5838번째 사망자가 발생하였다.
1월 6일, 5834~5887번째 사망자가 발생하였다.
1월 7일, 5888~5932번째 사망자가 발생하였다. 이 중 1명은 임신부 첫 사망자이다.
1월 8일, 5933~5986번째 사망자가 발생하였다.
1월 9일, 5987~6037번째 사망자가 발생하였으며, 사망자는 6000명을 넘어섰다.
1월 10일, 6038~6071번째 사망자가 발생하였다.
1월 11일, 6072~6114번째 사망자가 발생하였다.
1월 12일, 경기도 누적 확진자가 20만명을 돌파하였다. 6115~6166번째 사망자가 발생하였다.
1월 13일, 6167~6210번째 사망자가 발생하였다.
1월 14일, 6211~6259번째 사망자가 발생하였다.
1월 15일, 6260~6281번째 사망자가 발생하였다.
1월 16일, 인천광역시 누적 확진자가 4만명을 돌파하였다. 광주광역시 누적 확진자가 1만명을 돌파하였다. 6282~6310번째 사망자가 발생하였다.
1월 17일, 6311~6333번째 사망자가 발생하였다.
1월 18일, 누적 확진자가 70만명을 돌파하였다. 충청남도 누적 확진자가 2만명을 돌파하였다. 6334~6378번째 사망자가 발생하였다.
1월 19일, 6379~6452번째 사망자가 발생하였다.
1월 20일, 6453~6480번째 사망자가 발생하였다.
1월 21일, 6481~6501번째 사망자가 발생하였다.
1월 22일, 6502~6529번째 사망자가 발생하였다.
1월 23일, 서울특별시 누적 확진자가 25만명을 돌파하였다. 6530~6540번째 사망자가 발생하였다.
1월 24일, 6541~6565번째 사망자가 발생하였다.
1월 25일, 국내 일일 확진자가 8571명 발생하며 처음으로 8000명을 넘음과 동시에 최다 기록을 다시 경신하였다. 6566~6588번째 사망자가 발생하였다.
1월 26일, 국내 일일 확진자가 13012명 발생하며 처음으로 10000명을 넘음과 동시에 최다 기록을 다시 경신하였다. 부산광역시 누적 확진자는 3만명 돌파하였다. 6589~6620번째 사망자가 발생하였다.
1월 27일, 누적 확진자가 75만명을 돌파하였다. 국내 일일 확진자가 14518명 발생하며 최다 기록을 다시 경신하였다. 6621~6654번째 사망자가 발생하였다.
1월 28일, 국내 일일 확진자가 16096명 발생하며 처음으로 15000명을 넘음과 동시에 최다 기록을 다시 경신하였다. 대구광역시, 경상북도, 전라남도 누적 확진자가 각각 3만명, 2만명, 1만명을 돌파하였다. 6655~6678번째 사망자가 발생하였다.
1월 29일, 누적 확진자가 80만명을 돌파하였다. 국내 일일 확진자가 17542명 발생하며 최다 기록을 다시 경신하였다. 6679~6712번째 사망자가 발생하였다.
1월 30일, 경기도 누적 확진자가 25만명을 돌파하였다. 인천광역시 누적 확진자가 5만명을 돌파하였다. 6713~6732번째 사망자가 발생하였다.
1월 31일, 6733~6755번째 사망자가 발생하였다.

### 2월
2월 1일, 국내 일일 확진자가 18343명 발생하며 최다 기록을 다시 경신하였다. 6756~6772번째 사망자가 발생하였다.
2월 2일, 국내 일일 확진자가 20270명 발생하며 처음으로 20000명을 넘음과 동시에 최다 기록을 다시 경신하였다. 경상남도 누적 확진자가 3만명을 돌파하였다. 6773~6787번째 사망자가 발생하였다.
2월 3일, 누적 확진자가 90만명을 돌파하였다. 국내 일일 확진자가 22907명 발생하며 최다 기록을 다시 경신하였다. 6788~6812번째 사망자가 발생하였다.
2월 4일, 국내 일일 확진자가 27443명 발생하며 처음으로 25000명을 넘음과 동시에 최다 기록을 다시 경신하였다. 울산광역시 누적 확진자가 1만명을 돌파하였다. 6813~6836번째 사망자가 발생하였다.
2월 5일, 국내 일일 확진자가 36362명 발생하며 처음으로 30000명을 넘음과 동시에 최다 기록을 다시 경신하였다. 경기도 내 일일 확진자가 10449명으로 1만명을 돌파하였다. 부산광역시 누적 확진자는 4만명 돌파하였다. 대전광역시 누적 확진자가 2만명을 돌파하였다. 6837~6858번째 사망자가 발생하였다.
2월 6일, 누적 확진자가 100만명을 돌파하였다. 국내 일일 확진자가 38691명 발생하며 최다 기록을 다시 경신하였다. 서울특별시, 경기도 누적 확진자는 각 30만명 돌파하였다. 인천광역시 누적 확진자는 6만명 돌파하였다. 대구광역시 누적 확진자는 4만명 돌파하였다.  충청남도 누적 확진자가 3만명을 돌파하였다. 광주광역시 및 전라북도 누적 확진자가 각 2만명을 돌파하였다. 6589~6873번째 사망자가 발생하였다.
2월 7일, 경상북도 누적 확진자가 3만명을 돌파하였다. 6874~6886번째 사망자가 발생하였다.
2월 8일, 강원도 및 충청북도 누적 확진자가 각 2만명을 돌파하였다. 6887~6922번째 사망자가 발생하였다.
2월 9일, 국내 일일 확진자가 49567명 발생하며 처음으로 40000명을 넘음과 동시에 최다 기록을 다시 경신하였다. 인천광역시 누적 확진자는 7만명 돌파하였다. 부산광역시 누적 확진자는 5만명 돌파하였다. 경상남도 누적 확진자가 4만명을 돌파하였다. 6923~6943번째 사망자가 발생하였다.
2월 10일, 국내 일일 확진자가 54122명 발생하며 처음으로 50000명을 넘음과 동시에 최다 기록을 다시 경신하였다. 대구광역시 누적 확진자는 5만명 돌파하였다. 6944~6963번째 사망자가 발생하였다.
2월 11일, 전라남도 누적 확진자가 각 2만명을 돌파하였다. 6964~7012번째 사망자가 발생하였으며, 사망자는 7000명을 넘어섰다.
2월 12일, 국내 일일 확진자가 54941명 발생하며 최다 기록을 다시 경신하였다. 인천광역시 누적 확진자는 8만명 돌파하였다. 충청남도 누적 확진자가 4만명을 돌파하였다. 7013~7045번째 사망자가 발생하였다.
2월 13일, 국내 일일 확진자가 56431명 발생하며 최다 기록을 다시 경신하였다. 경기도 누적 확진자는 40만명 돌파하였다. 부산광역시 누적 확진자는 6만명 돌파하였다. 경상북도 누적 확진자가 4만명을 돌파하였다. 대전광역시 및 전라북도 누적 확진자가 각 3만명을 돌파하였다. 7046~7081번째 사망자가 발생하였다.
2월 14일, 인천광역시 누적 확진자는 9만명 돌파하였다. 대구광역시 누적 확진자는 6만명 돌파하였다. 경상남도 누적 확진자가 5만명을 돌파하였다. 광주광역시 누적 확진자가 3만명을 돌파하였다. 제주특별자치도 누적 확진자가 1만명을 돌파하였다. 7082~7102번째 사망자가 발생하였다.
2월 15일, 국내 일일 확진자가 57177명 발생하며 최다 기록을 다시 경신하였다. 서울특별시 누적 확진자는 40만명 돌파하였다. 7103~7163번째 사망자가 발생하였다.
2월 16일, 국내 일일 확진자가 90443명 발생하며 처음으로 90000명을 넘음과 동시에 최다 기록을 다시 경신하였다. 인천광역시 누적 확진자는 10만명 돌파하였다. 부산광역시 누적 확진자는 7만명 돌파하였다. 충청남도 누적 확진자가 5만명을 돌파하였다. 충청북도 누적 확진자가 3만명을 돌파하였다. 7164~7202번째 사망자가 발생하였다.
2월 17일, 누적 확진자가 150만명을 돌파하였다. 국내 일일 확진자가 93135명 발생하며 최다 기록을 다시 경신하였다. 경기도 누적 확진자는 50만명 돌파하였다. 부산광역시 누적 확진자는 8만명 돌파하였다. 대구광역시 누적 확진자는 7만명 돌파하였다. 경상남도 누적 확진자가 6만명을 돌파하였다. 경상북도 누적 확진자가 5만명을 돌파하였다. 강원도 누적 확진자가 3만명을 돌파하였다. 울산광역시 누적 확진자가 2만명을 돌파하였다. 7203~7238번째 사망자가 발생하였다.
2월 18일, 국내 일일 확진자가 109831명 발생하며 처음으로 10만명을 넘음과 동시에 최다 기록을 다시 경신하였다. 대전광역시 및 광주광역시, 전라북도 누적 확진자가 각 4만명을 돌파하였다. 전라남도 누적 확진자가 3만명을 돌파하였다. 7239~7283번째 사망자가 발생하였다.
2월 19일, 부산광역시 누적 확진자는 9만명 돌파하였다. 경상남도 누적 확진자가 7만명을 돌파하였다. 충청남도 누적 확진자가 6만명을 돌파하였다. 7284~7354번째 사망자가 발생하였다.
2월 20일, 서울특별시 누적 확진자는 50만명 돌파하였다. 부산광역시 누적 확진자는 10만명 돌파하였다. 대구광역시 누적 확진자는 8만명 돌파하였다. 경상북도 누적 확진자가 6만명을 돌파하였다. 충청북도 누적 확진자가 4만명을 돌파하였다. 세종특별자치시 누적 확진자가 1만명을 돌파하였다. 7355~7405번째 사망자가 발생하였다.
2월 21일, 누적 확진자가 200만명을 돌파하였다. 경기도 누적 확진자는 60만명 돌파하였다. 경상남도 누적 확진자가 8만명을 돌파하였다. 대전광역시 누적 확진자가 5만명을 돌파하였다. 7406~7450번째 사망자가 발생하였다.
2월 22일, 인천광역시 누적 확진자는 15만명 돌파하였다. 대구광역시 및 경상남도 누적 확진자는 각 9만명 돌파하였다. 충청남도 누적 확진자가 7만명을 돌파하였다. 전라북도 및 광주광역시 누적 확진자가 5만명을 돌파하였다. 강원도 및 전라남도 누적 확진자가 각 4만명을 돌파하였다. 울산광역시 누적 확진자가 3만명을 돌파하였다. 7451~7508번째 사망자가 발생하였다.
2월 23일, 국내 일일 확진자가 171452명 발생하며 처음으로 15만명을 넘음과 동시에 최다 기록을 다시 경신하였다. 경기도 누적 확진자는 70만명 돌파하였다. 서울특별시 누적 확진자는 60만명 돌파하였다. 경상북도 누적 확진자가 7만명을 돌파하였다. 제주특별자치도 누적 확진자가 2만명을 돌파하였다. 7509~7607번째 사망자가 발생하였다.
2월 24일, 대구광역시 및 경상남도 누적 확진자는 각 10만명 돌파하였다. 충청남도 누적 확진자가 8만명을 돌파하였다. 대전광역시 및 전라북도, 광주광역시 누적 확진자가 각 6만명을 돌파하였다. 충청북도 누적 확진자가 5만명을 돌파하였다. 7608~7689번째 사망자가 발생하였다. 이중 1명은 국내 최연소 사망자이다.
2월 25일, 누적 확진자가 250만명을 돌파하였다. 경기도 누적 확진자는 80만명 돌파하였다. 부산광역시 누적 확진자는 10만명 돌파하였다. 경상북도 누적 확진자가 8만명을 돌파하였다. 강원도 누적 확진자가 5만명을 돌파하였다. 울산광역시 누적 확진자가 4만명을 돌파하였다. 7690~7783번째 사망자가 발생하였다.
2월 26일, 서울특별시 누적 확진자는 70만명 돌파하였다. 충청남도 누적 확진자가 9만명을 돌파하였다. 대전광역시 누적 확진자가 7만명을 돌파하였다. 충청북도 누적 확진자가 6만명을 돌파하였다. 전라남도 누적 확진자가 5만명을 돌파하였다. 7784~7895번째 사망자가 발생하였다. 그리고 국내 일일 사망자는 112명으로 역대 최다 경신하였다.
2월 27일, 경기도 누적 확진자는 90만명 돌파하였다. 인천광역시 누적 확진자는 20만명 돌파하였다. 경상북도 누적 확진자가 9만명을 돌파하였다. 전라북도 및 광주광역시 누적 확진자가 각 7만명을 돌파하였다. 7896~7944번째 사망자가 발생하였다.
2월 28일, 누적 확진자가 300만명을 돌파하였다. 충청남도 누적 확진자가 10만명을 돌파하였다. 강원도 및 전라남도 누적 확진자가 각 6만명을 돌파하였다. 7945~8058번째 사망자가 발생하였으며, 사망자는 8000명을 넘어섰다. 그리고 국내 일일 사망자는 114명으로 역대 최다 경신하였다.

### 3월
3월 1일, 서울특별시 누적 확진자는 80만명 돌파하였다.  부산광역시 누적 확진자는 20만명 돌파하였다. 경상북도 누적 확진자가 10만명을 돌파하였다. 대전광역시 및 전라북도 및 광주광역시 누적 확진자가 각 8만명을 돌파하였다. 충청북도 누적 확진자가 7만명을 돌파하였다. 울산광역시 누적 확진자가 5만명을 돌파하였다. 제주특별자치도 누적 확진자가 3만명을 돌파하였다. 8059~8170번째 사망자가 발생하였다.
3월 2일, 국내 일일 확진자가 219241명 발생하며 처음으로 20만명을 넘음과 동시에 최다 기록을 다시 경신하였다. 경기도 누적 확진자는 100만명 돌파하였다. 경상남도 누적 확진자는 15만명 돌파하였다. 세종특별자치시 누적 확진자가 2만명을 돌파하였다. 8171~8266번째 사망자가 발생하였다.
3월 3일, 인천광역시 누적 확진자는 25만명 돌파하였다. 대구광역시 누적 확진자는 15만명 돌파하였다. 대전광역시 및 전라북도 및 광주광역시 누적 확진자가 각 9만명을 돌파하였다. 충청북도 누적 확진자가 8만명을 돌파하였다. 강원도 및 전라남도 누적 확진자가 각 7만명을 돌파하였다. 울산광역시 누적 확진자가 6만명을 돌파하였다. 8267~8394번째 사망자가 발생하였다. 그리고 국내 일일 사망자는 128명으로 역대 최다 경신하였다.
3월 4일, 국내 일일 확진자가 266853명 발생하며 처음으로 25만명을 넘음과 동시에 최다 기록을 다시 경신하였다. 서울특별시 누적 확진자는 90만명 돌파하였다. 부산광역시 누적 확진자는 25만명 돌파하였다. 광주광역시 누적 확진자가 10만명을 돌파하였다. 전라남도 누적 확진자가 8만명을 돌파하였다. 제주특별자치도 누적 확진자가 4만명을 돌파하였다. 8395~8580번째 사망자가 발생하였다. 그리고 국내 일일 사망자는 186명으로 역대 최다 경신하였다.
3월 5일, 누적 확진자가 400만명을 돌파하였다. 서울특별시 누적 확진자는 100만명 돌파하였다. 경상남도 누적 확진자는 20만명 돌파하였다. 대전광역시 및 전라북도 누적 확진자가 각 10만명을 돌파하였다. 충청북도 누적 확진자가 9만명을 돌파하였다. 강원도 누적 확진자가 8만명을 돌파하였다. 울산광역시 누적 확진자가 7만명을 돌파하였다. 8581~8796번째 사망자가 발생하였다. 그리고 국내 일일 사망자는 216명으로 역대 최다 경신하였다.
3월 6일, 부산광역시 및 인천광역시 누적 확진자는 각 30만명 돌파하였다. 충청북도 누적 확진자가 10만명을 돌파하였다. 전라남도 및 강원도 누적 확진자가 각 9만명을 돌파하였다. 8797~8957번째 사망자가 발생하였다.
3월 7일, 충청남도 누적 확진자는 15만명 돌파하였다. 울산광역시 누적 확진자가 8만명을 돌파하였다. 제주특별자치도 누적 확진자가 5만명을 돌파하였다. 검역 누적 확진자가 1만명을 돌파하였다. 8958~9096번째 사망자가 발생하였으며, 사망자는 9000명을 넘어섰다.
3월 8일, 경상북도 누적 확진자가 15만명을 돌파하였다. 전라남도 및 강원도 누적 확진자가 각 10만명을 돌파하였다. 9097~9282번째 사망자가 발생하였다.
3월 9일, 누적 확진자가 500만명을 돌파하였다. 국내 일일 확진자가 342446명 발생하며 처음으로 30만명을 넘음과 동시에 최다 기록을 다시 경신하였다. 경기도 누적 확진자는 150만명 돌파하였다. 경상남도 누적 확진자는 25만명 돌파하였다. 대구광역시 누적 확진자는 20만명 돌파하였다. 울산광역시 누적 확진자가 9만명을 돌파하였다. 세종특별자치시 누적 확진자가 3만명을 돌파하였다. 9283~9440번째 사망자가 발생하였다.
3월 10일, 부산광역시 누적 확진자는 40만명 돌파하였다. 울산광역시 누적 확진자가 10만명을 돌파하였다. 제주특별자치도 누적 확진자가 6만명을 돌파하였다. 9441~9646번째 사망자가 발생하였다.
3월 11일, 경상남도 누적 확진자는 30만명 돌파하였다. 전라북도 및 광주광역시 누적 확진자가 각 15만명을 돌파하였다. 9647~9875번째 사망자가 발생하였다. 그리고 국내 일일 사망자는 229명으로 역대 최다 경신하였다.
3월 12일, 누적 확진자가 600만명을 돌파하였다. 국내 일일 확진자가 383665명 발생하며 처음으로 35만명을 넘음과 동시에 최다 기록을 다시 경신하였다.인천광역시 누적 확진자는 각 40만명 돌파하였다. 경상북도 및 충청남도 누적 확진자는 각 20만명 돌파하였다. 대전광역시 누적 확진자가 15만명을 돌파하였다. 제주특별자치도 누적 확진자가 7만명을 돌파하였다. 9876~10144번째 사망자가 발생하였다. 사망자는 10000명을 넘어섰다.
3월 13일, 한국에는 세계 중 누적확진자 수 아시아 2위 국가이다. 부산광역시 누적 확진자는 50만명 돌파하였다. 대구광역시 누적 확진자는 25만명 돌파하였다. 충청북도 누적 확진자가 15만명을 돌파하였다. 10145~10395번째 사망자가 발생하였다.
3월 14일, 서울특별시 누적 확진자는 150만명 돌파하였다. 전라남도 및 강원도 누적 확진자가 각 15만명을 돌파하였다. 제주특별자치도 누적 확진자가 8만명을 돌파하였다. 세종특별자치시 누적 확진자가 4만명을 돌파하였다. 10396~10595번째 사망자가 발생하였다.
3월 15일, 누적 확진자가 700만명을 돌파하였다. 경기도 누적 확진자는 200만명 돌파하였다. 경상남도 누적 확진자는 40만명 돌파하였다. 10596~10888번째 사망자가 발생하였다. 그리고 국내 일일 사망자는 293명으로 역대 최다 경신하였다.
3월 16일, 국내 일일 확진자가 400741명 발생하며 처음으로 40만명을 넘음과 동시에 최다 기록을 다시 경신하였다. 인천광역시 누적 확진자는 50만명 돌파하였다. 경상북도 및 충청남도 누적 확진자는 각 25만명 돌파하였다. 전라북도 누적 확진자가 20만명을 돌파하였다. 제주특별자치도 누적 확진자가 9만명을 돌파하였다. 10889~11052번째 사망자가 발생하였다.
3월 17일, 누적 확진자가 800만명을 돌파하였다. 국내 일일 확진자가 621328명 발생하며 처음으로 60만명을 넘음과 동시에 최다 기록을 다시 경신하였다. 부산광역시 누적 확진자는 60만명 돌파하였다. 대구광역시 누적 확진자는 30만명 돌파하였다. 충청북도 및 광주광역시 누적 확진자가 각 20만명을 돌파하였다. 울산광역시 누적 확진자가 15만명을 돌파하였다. 세종특별자치시 누적 확진자가 5만명을 돌파하였다. 11053~11481번째 사망자가 발생하였다. 그리고 국내 일일 사망자는 429명으로 역대 최다 경신하였다.
3월 18일, 대전광역시 및 전라남도 및 강원도 누적 확진자가 각 20만명을 돌파하였다. 제주특별자치도 누적 확진자가 10만명을 돌파하였다. 11482~11782번째 사망자가 발생하였다. 그리고 국내 일일 사망자는 301명으로 역대 두번째 경신하였다.
3월 19일, 누적 확진자가 900만명을 돌파하였다. 경기도 누적 확진자는 250만명 돌파하였다. 경상남도 누적 확진자는 50만명 돌파하였다. 경상북도 및 충청남도 누적 확진자가 각 30만명을 돌파하였다. 전라북도 누적 확진자가 25만명을 돌파하였다. 11783~12101번째 사망자가 발생하였다.
3월 20일, 서울특별시 누적 확진자는 200만명 돌파하였다. 부산광역시 누적 확진자는 70만명 돌파하였다. 인천광역시 누적 확진자는 60만명 돌파하였다. 광주광역시 누적 확진자가 25만명을 돌파하였다. 12102~12428번째 사망자가 발생하였다.
3월 21일, 충청북도 누적 확진자가 25만명을 돌파하였다. 세종특별자치시 누적 확진자가 6만명을 돌파하였다. 12429~12757번째 사망자가 발생하였다.
3월 22일, 대전광역시 및 전라남도 누적 확진자가 각 25만명을 돌파하였다. 12758~13141번째 사망자가 발생하였다.
3월 23일, 누적 확진자가 1000만명을 돌파하였다. 경상남도 누적 확진자는 60만명 돌파하였다. 대구광역시 누적 확진자는 40만명 돌파하였다. 강원도 누적 확진자가 25만명을 돌파하였다. 울산광역시 누적 확진자가 20만명을 돌파하였다. 13142~13432번째 사망자가 발생하였다.
3월 24일, 경기도 누적 확진자는 300만명 돌파하였다. 전라북도 누적 확진자가 30만명을 돌파하였다. 세종특별자치시 누적 확진자가 7만명을 돌파하였다. 13433~13902번째 사망자가 발생하였다. 그리고 국내 일일 사망자는 470명으로 역대 최다 경신하였다.
3월 25일, 부산광역시 누적 확진자는 80만명 돌파하였다. 인천광역시 누적 확진자는 70만명 돌파하였다. 경상북도 누적 확진자가 40만명을 돌파하였다. 충청북도 및 광주광역시 누적 확진자가 각 30만명을 돌파하였다. 13903~14294번째 사망자가 발생하였다.
3월 26일, 충청남도 누적 확진자가 40만명을 돌파하였다. 전라남도 누적 확진자가 30만명을 돌파하였다. 14295~14617번째 사망자가 발생하였다.
3월 27일, 경상남도 누적 확진자는 70만명 돌파하였다. 대전광역시 누적 확진자가 30만명을 돌파하였다. 세종특별자치시 누적 확진자가 8만명을 돌파하였다. 14618~14899번째 사망자가 발생하였다.
3월 28일, 서울특별시 누적 확진자는 250만명 돌파하였다. 제주특별자치도 누적 확진자가 15만명을 돌파하였다. 14900~15186번째 사망자가 발생하였다. 사망자는 15000명을 넘어섰다.
3월 29일, 강원도 누적 확진자가 30만명을 돌파하였다. 울산광역시 누적 확진자가 25만명을 돌파하였다. 15187~15423번째 사망자가 발생하였다.
3월 30일, 경기도 누적 확진자는 350만명 돌파하였다. 대구광역시 누적 확진자는 50만명 돌파하였다. 위중증환자는 1301명으로 최다 기록을 경신하였다. 15424~15855번째 사망자가 발생하였다.
3월 31일, 인천광역시 누적 확진자는 80만명 돌파하였다. 세종특별자치시 누적 확진자가 9만명을 돌파하였다. 15856~16230번째 사망자가 발생하였다.

### 4월
4월 1일, 부산광역시 누적 확진자는 90만명 돌파하였다. 경상남도 누적 확진자는 80만명 돌파하였다. 경상북도 누적 확진자가 50만명을 돌파하였다. 전라북도 누적 확진자가 40만명을 돌파하였다. 16231~16590번째 사망자가 발생하였다.
4월 2일, 충청남도 누적 확진자가 50만명을 돌파하였다. 16591~16929번째 사망자가 발생하였다.
4월 3일, 전라남도 누적 확진자가 40만명을 돌파하였다. 세종특별자치시 누적 확진자가 10만명을 돌파하였다.  16930~17235번째 사망자가 발생하였다.
4월 4일, 충청북도 누적 확진자가 40만명을 돌파하였다. 17236~17453번째 사망자가 발생하였다.
4월 5일, 17454~17662번째 사망자가 발생하였다.
4월 6일, 경기도 누적 확진자가 400만명을 돌파하였다. 서울특별시 누적 확진자가 300만명을 돌파하였다. 광주광역시 누적 확진자가 40만명을 돌파하였다. 17663~18033번째 사망자가 발생하였다.
4월 7일, 인천광역시 누적 확진자는 90만명 돌파하였다. 울산광역시 누적 확진자가 30만명을 돌파하였다. 18034~18381번째 사망자가 발생하였다.
4월 8일, 대구광역시 누적 확진자가 60만명을 돌파하였다. 대전광역시 누적 확진자가 40만명을 돌파하였다. 18382~18754번째 사망자가 발생하였다.
4월 9일, 누적 확진자가 1500만명을 돌파하였다. 경상남도 누적 확진자는 90만명 돌파하였다. 강원도 누적 확진자가 40만명을 돌파하였다. 18755~19092번째 사망자가 발생하였다.
4월 10일, 경상북도 누적 확진자가 60만명을 돌파하였다. 19093~19421번째 사망자가 발생하였다.
4월 11일, 19422~19679번째 사망자가 발생하였다.
4월 12일, 19680~19850번째 사망자가 발생하였다.
4월 13일, 충청남도 누적 확진자가 60만명을 돌파하였다. 제주특별자치도 누적 확진자가 20만명을 돌파하였다. 19851~20034번째 사망자가 발생하였다. 사망자는 20000명을 넘어섰다.
4월 14일, 부산광역시 누적 확진자는 100만명 돌파하였다. 전라북도 누적 확진자가 50만명을 돌파하였다. 20035~20352번째 사망자가 발생하였다.
4월 15일, 전라남도 누적 확진자가 50만명을 돌파하였다. 20353~20616번째 사망자가 발생하였다.
4월 16일, 20617~20889번째 사망자가 발생하였다.
4월 17일, 20890~21092번째 사망자가 발생하였다.
4월 18일, 21093~21224번째 사망자가 발생하였다.
4월 19일, 21225~21354번째 사망자가 발생하였다.
4월 20일, 인천광역시 누적 확진자는 100만명 돌파하였다. 21355~21520번째 사망자가 발생하였다.
4월 21일, 충청북도 누적 확진자가 50만명을 돌파하였다. 21521~21667번째 사망자가 발생하였다.
4월 22일, 경상남도 누적 확진자는 100만명 돌파하였다. 21668~21873번째 사망자가 발생하였다.
4월 23일, 21874~22024번째 사망자가 발생하였다.
4월 24일, 22025~22133번째 사망자가 발생하였다.
4월 25일, 22134~22243번째 사망자가 발생하였다.
4월 26일, 22244~22325번째 사망자가 발생하였다.
4월 27일, 대구광역시 및 경상북도 누적 확진자가 각 70만명을 돌파하였다. 22326~22466번째 사망자가 발생하였다.
4월 28일, 22467~22588번째 사망자가 발생하였다.
4월 29일, 22589~22724번째 사망자가 발생하였다.
4월 30일, 22725~22794번째 사망자가 발생하였다.

### 5월
5월 1일, 22795~22875번째 사망자가 발생하였다.
5월 2일, 22876~22958번째 사망자가 발생하였다.
5월 3일, 22959~23007번째 사망자가 발생하였다.
5월 4일, 광주광역시 누적 확진자가 50만명 돌파하였다. 23008~23079번째 사망자가 발생하였다.
5월 5일, 23080~23158번째 사망자가 발생하였다.
5월 6일, 23159~23206번째 사망자가 발생하였다.
5월 7일, 23207~23289번째 사망자가 발생하였다.
5월 8일, 23290~23360번째 사망자가 발생하였다.
5월 9일, 23361~23400번째 사망자가 발생하였다.
5월 10일, 23401~23462번째 사망자가 발생하였다.
5월 11일, 23463~23491번째 사망자가 발생하였다.
5월 12일, 23492~23554번째 사망자가 발생하였다.
5월 13일, 23555~23606번째 사망자가 발생하였다.
5월 14일, 23607~23661번째 사망자가 발생하였다.
5월 15일, 강원도 누적 확진자가 50만명을 돌파하였다. 23662~23709번째 사망자가 발생하였다.
5월 16일, 23710~23744번째 사망자가 발생하였다.
5월 17일, 충청남도 누적 확진자가 70만명을 돌파하였다. 대전광역시 누적 확진자가 50만명을 돌파하였다. 23745~23771번째 사망자가 발생하였다.
5월 18일, 23772~23802번째 사망자가 발생하였다.
5월 19일, 23803~23842번째 사망자가 발생하였다.
5월 20일, 23843~23885번째 사망자가 발생하였다.
5월 21일, 23886~23911번째 사망자가 발생하였다.
5월 22일, 23912~23965번째 사망자가 발생하였다.
5월 23일, 23966~23987번째 사망자가 발생하였다.
5월 24일, 23988~24006번째 사망자가 발생하였다.
5월 25일, 24007~24029번째 사망자가 발생하였다.
5월 26일, 24030~24063번째 사망자가 발생하였다.
5월 27일, 24064~24103번째 사망자가 발생하였다.
5월 28일, 24104~24139번째 사망자가 발생하였다.
5월 29일, 24140~24158번째 사망자가 발생하였다.
5월 30일, 24159~24167번째 사망자가 발생하였다.
5월 31일, 24168~24176번째 사망자가 발생하였다.

### 6월
6월 1일, 24177~24197번째 사망자가 발생하였다.
6월 2일, 24198~24212번째 사망자가 발생하였다.
6월 3일, 24213~24229번째 사망자가 발생하였다.
6월 4일, 24230~24238번째 사망자가 발생하였다.
6월 5일, 전라북도 누적 확진자가 60만명을 돌파하였다. 24239~24258번째 사망자가 발생하였다.
6월 6일, 24259~24279번째 사망자가 발생하였다.
6월 7일, 24280~24299번째 사망자가 발생하였다.
6월 8일, 24300~24305번째 사망자가 발생하였다.
6월 9일, 24306~24323번째 사망자가 발생하였다.
6월 10일, 24324~24341번째 사망자가 발생하였다.
6월 11일, 24342~24351번째 사망자가 발생하였다.
6월 12일, 24352~24371번째 사망자가 발생하였다.
6월 13일, 24372~24388번째 사망자가 발생하였다.
6월 14일, 24389~24390번째 사망자가 발생하였다.
6월 15일, 24391~24399번째 사망자가 발생하였다.
6월 16일, 24400~24407번째 사망자가 발생하였다.
6월 17일, 24408~24416번째 사망자가 발생하였다.
6월 18일, 24417~24426번째 사망자가 발생하였다.
6월 19일, 24427~24441번째 사망자가 발생하였다.
6월 20일, 24442~24451번째 사망자가 발생하였다.
6월 21일, 전라남도 누적 확진자가 60만명을 돌파하였다. 24452~24463번째 사망자가 발생하였다.
6월 22일, 24464~24474번째 사망자가 발생하였다.
6월 23일, 24475~24488번째 사망자가 발생하였다.
6월 24일, 24489~24498번째 사망자가 발생하였다.
6월 25일, 24499~24516번째 사망자가 발생하였다.
6월 26일, 24517~24522번째 사망자가 발생하였다.
6월 27일, 24523~24525번째 사망자가 발생하였다.
6월 28일, 24526~24530번째 사망자가 발생하였다.
6월 29일, 24531~24537번째 사망자가 발생하였다.
6월 30일, 24538~24547번째 사망자가 발생하였다.

### 7월
7월 1일, 24548~24555번째 사망자가 발생하였다.
7월 2일, 24556~24562번째 사망자가 발생하였다.
7월 3일, 24563~24570번째 사망자가 발생하였다.
7월 4일, 24571~24574번째 사망자가 발생하였다.
7월 5일, 경기도 누적 확진자가 500만명을 돌파하였다. 24575~24576번째 사망자가 발생하였다.
7월 6일, 24577~24583번째 사망자가 발생하였다.
7월 7일, 24584~24593번째 사망자가 발생하였다.
7월 8일, 24594~24605번째 사망자가 발생하였다.
7월 9일, 24606~24624번째 사망자가 발생하였다.
7월 10일, 24625~24643번째 사망자가 발생하였다.
7월 11일, 24644~24661번째 사망자가 발생하였다.
7월 12일, 경상북도 누적 확진자가 80만명을 돌파하였다. 24662~24668번째 사망자가 발생하였다.
7월 13일, 24669~24680번째 사망자가 발생하였다.
7월 14일, 24681~24696번째 사망자가 발생하였다.
7월 15일, 24697~24712번째 사망자가 발생하였다.
7월 16일, 24713~24728번째 사망자가 발생하였다.
7월 17일, 24729~24742번째 사망자가 발생하였다.
7월 18일, 24743~24753번째 사망자가 발생하였다.
7월 19일, 24754~24765번째 사망자가 발생하였다.
7월 20일, 울산광역시 누적 확진자가 40만명을 돌파하였다. 제주특별자치도 누적 확진자가 25만명을 돌파하였다. 24766~24777번째 사망자가 발생하였다.
7월 21일, 24778~24794번째 사망자가 발생하였다.
7월 22일, 24795~24825번째 사망자가 발생하였다.
7월 23일, 24826~24855번째 사망자가 발생하였다.
7월 24일, 대구광역시 누적 확진자가 80만명을 돌파하였다. 24856~24873번째 사망자가 발생하였다.
7월 25일, 24874~24890번째 사망자가 발생하였다.
7월 26일, 24891~24907번째 사망자가 발생하였다.
7월 27일, 24908~24932번째 사망자가 발생하였다.
7월 28일, 24933~24957번째 사망자가 발생하였다.
7월 29일, 24958~24992번째 사망자가 발생하였다.
7월 30일, 세종특별자치시 누적 확진자가 15만명을 돌파하였다. 24993~25027번째 사망자가 발생하였다. 사망자는 25000명을 넘어섰다.
7월 31일, 충청북도 누적 확진자가 60만명을 돌파하였다. 25028~25047번째 사망자가 발생하였다.

### 8월
8월 1일, 25048~25068번째 사망자가 발생하였다.
8월 2일, 25069~25084번째 사망자가 발생하였다.
8월 3일, 누적 확진자가 2000만명을 돌파하였다. 서울특별시 누적 확진자가 400만명을 돌파하였다. 25085~25110번째 사망자가 발생하였다.
8월 4일, 25111~25144번째 사망자가 발생하였다.
8월 5일, 25145~25191번째 사망자가 발생하였다.
8월 6일, 충청남도 누적 확진자가 80만명을 돌파하였다. 25192~25236번째 사망자가 발생하였다.
8월 7일, 25237~25263번째 사망자가 발생하였다.
8월 8일, 25264~25292번째 사망자가 발생하였다.
8월 9일, 25293~25332번째 사망자가 발생하였다.
8월 10일, 경상북도 누적 확진자가 90만명을 돌파하였다. 광주광역시 및 강원도 누적 확진자가 각 60만명을 돌파하였다. 25333~25382번째 사망자가 발생하였다.
8월 11일, 25383~25441번째 사망자가 발생하였다.
8월 12일, 전라북도 누적 확진자가 70만명을 돌파하였다. 25442~25499번째 사망자가 발생하였다.
8월 13일, 대전광역시 누적 확진자가 60만명을 돌파하였다. 25500~25566번째 사망자가 발생하였다.
8월 14일, 25567~25623번째 사망자가 발생하였다.
8월 15일, 25624~25673번째 사망자가 발생하였다.
8월 16일, 대구광역시 누적 확진자가 90만명을 돌파하였다. 25674~25710번째 사망자가 발생하였다.
8월 17일, 전라남도 누적 확진자가 70만명을 돌파하였다. 25711~25752번째 사망자가 발생하였다.
8월 18일, 제주특별자치도 누적 확진자가 30만명을 돌파하였다. 25753~25813번째 사망자가 발생하였다.
8월 19일, 25814~25896번째 사망자가 발생하였다.
8월 20일, 25897~25980번째 사망자가 발생하였다.
8월 21일, 25981~26044번째 사망자가 발생하였다.
8월 22일, 경기도 누적 확진자가 600만명을 돌파하였다. 26045~26109번째 사망자가 발생하였다.
8월 23일, 26110~26161번째 사망자가 발생하였다.
8월 24일, 경상북도 누적 확진자가 100만명을 돌파하였다. 충청남도 누적 확진자가 90만명을 돌파하였다. 26162~26224번째 사망자가 발생하였다.
8월 25일, 충청북도 누적 확진자가 70만명을 돌파하였다. 26225~26332번째 사망자가 발생하였다.
8월 26일, 26333~26413번째 사망자가 발생하였다.
8월 27일, 26414~26499번째 사망자가 발생하였다.
8월 28일, 울산광역시 누적 확진자가 50만명을 돌파하였다. 26500~26569번째 사망자가 발생하였다.
8월 29일, 26570~26618번째 사망자가 발생하였다.
8월 30일, 26619~26689번째 사망자가 발생하였다.
8월 31일, 26690~26764번째 사망자가 발생하였다.

### 9월
9월 1일, 대구광역시 누적 확진자가 100만명을 돌파하였다. 26765~26876번째 사망자가 발생하였다.
9월 2일, 26877~26940번째 사망자가 발생하였다.
9월 3일, 26941~27014번째 사망자가 발생하였다.
9월 4일, 27015~27093번째 사망자가 발생하였다.
9월 5일, 27094~27149번째 사망자가 발생하였다.
9월 6일, 전라북도 누적 확진자가 80만명을 돌파하였다. 광주광역시 누적 확진자가 70만명을 돌파하였다. 27150~27193번째 사망자가 발생하였다.
9월 7일, 27194~27249번째 사망자가 발생하였다.
9월 8일, 27250~27313번째 사망자가 발생하였다.
9월 9일, 27314~27381번째 사망자가 발생하였다.
9월 10일, 강원도 누적 확진자가 70만명을 돌파하였다. 27382~27429번째 사망자가 발생하였다.
9월 11일, 전라남도 누적 확진자가 80만명을 돌파하였다. 27430~27476번째 사망자가 발생하였다.
9월 12일, 27477~27498번째 사망자가 발생하였다.
9월 13일, 27499~27533번째 사망자가 발생하였다.
9월 14일, 대전광역시 누적 확진자가 70만명을 돌파하였다. 27534~27593번째 사망자가 발생하였다.
9월 15일, 27594~27665번째 사망자가 발생하였다.
9월 16일, 27666~27725번째 사망자가 발생하였다.
9월 17일, 27726~27782번째 사망자가 발생하였다.
9월 18일, 27783~27828번째 사망자가 발생하였다.
9월 19일, 27829~27867번째 사망자가 발생하였다.
9월 20일, 27868~27891번째 사망자가 발생하였다.
9월 21일, 27892~27950번째 사망자가 발생하였다.
9월 22일, 27951~28009번째 사망자가 발생하였다.
9월 23일, 28010~28077번째 사망자가 발생하였다.
9월 24일, 28078~28140번째 사망자가 발생하였다.
9월 25일, 28141~28213번째 사망자가 발생하였다.
9월 26일, 28214~28246번째 사망자가 발생하였다.
9월 27일, 28247~28272번째 사망자가 발생하였다.
9월 28일, 28273~28318번째 사망자가 발생하였다.
9월 29일, 28319~28364번째 사망자가 발생하였다.
9월 30일, 28365~28406번째 사망자가 발생하였다.

### 10월
10월 1일, 28407~28445번째 사망자가 발생하였다.
10월 2일, 28446~28489번째 사망자가 발생하였다.
10월 3일, 충청남도 누적 확진자가 100만명을 돌파하였다. 28490~28509번째 사망자가 발생하였다.
10월 4일, 28510~28528번째 사망자가 발생하였다.
10월 5일, 경상남도 누적 확진자가 150만명을 돌파하였다. 28529~28544번째 사망자가 발생하였다.
10월 6일, 28545~28573번째 사망자가 발생하였다.
10월 7일, 28574~28614번째 사망자가 발생하였다.
10월 8일, 28615~28646번째 사망자가 발생하였다.
10월 9일, 28647~28675번째 사망자가 발생하였다.
10월 10일, 28676~28698번째 사망자가 발생하였다.
10월 11일, 28699~28708번째 사망자가 발생하였다.
10월 12일, 누적 확진자가 2500만명을 돌파하였다. 28709~28723번째 사망자가 발생하였다.
10월 13일, 28724~28748번째 사망자가 발생하였다.
10월 14일, 28749~28783번째 사망자가 발생하였다.
10월 15일, 28784~28808번째 사망자가 발생하였다.
10월 16일, 28809~28840번째 사망자가 발생하였다.
10월 17일, 28841~28851번째 사망자가 발생하였다.
10월 18일, 28852~28856번째 사망자가 발생하였다.
10월 19일, 28857~28899번째 사망자가 발생하였다.
10월 20일, 28900~28922번째 사망자가 발생하였다.
10월 21일, 28923~28952번째 사망자가 발생하였다.
10월 22일, 28953~28974번째 사망자가 발생하였다.
10월 23일, 28975~28990번째 사망자가 발생하였다.
10월 24일, 28991~29000번째 사망자가 발생하였다.
10월 25일, 부산광역시 누적 확진자가 150만명을 돌파하였다. 29001~29017번째 사망자가 발생하였다.
10월 26일, 29018~29043번째 사망자가 발생하였다.
10월 27일, 29044~29069번째 사망자가 발생하였다.
10월 28일, 29070~29100번째 사망자가 발생하였다.
10월 29일, 세종특별자치시 누적 확진자가 20만명을 돌파하였다. 29202~29131번째 사망자가 발생하였다.
10월 30일, 충청북도 누적 확진자가 80만명을 돌파하였다. 29132~29158번째 사망자가 발생하였다.
10월 31일, 29159~29176번째 사망자가 발생하였다.

### 11월
11월 1일, 29177~29209번째 사망자가 발생하였다.
11월 2일, 서울특별시 누적 확진자가 500만명을 돌파하였다. 29210~29239번째 사망자가 발생하였다.
11월 3일, 29240~29280번째 사망자가 발생하였다.
11월 4일, 29281~29315번째 사망자가 발생하였다.
11월 5일, 29316~29354번째 사망자가 발생하였다.
11월 6일, 29355~29372번째 사망자가 발생하였다.
11월 7일, 29373~29390번째 사망자가 발생하였다.
11월 8일, 29391~29420번째 사망자가 발생하였다.
11월 9일, 경기도 누적 확진자가 700만명을 돌파하였다. 인천광역시 누적 확진자가 150만명을 돌파하였다. 29421~29479번째 사망자가 발생하였다.
11월 10일, 29480~29531번째 사망자가 발생하였다.
11월 11일, 29532~29571번째 사망자가 발생하였다.
11월 12일, 29572~29617번째 사망자가 발생하였다.
11월 13일, 29618~29665번째 사망자가 발생하였다.
11월 14일, 29666~29709번째 사망자가 발생하였다.
11월 15일, 29710~29748번째 사망자가 발생하였다.
11월 16일, 29749~29795번째 사망자가 발생하였다.
11월 17일, 29796~29862번째 사망자가 발생하였다.
11월 18일, 29863~29925번째 사망자가 발생하였다.
11월 19일, 29926~29990번째 사망자가 발생하였다.
11월 20일, 29991~30031번째 사망자가 발생하였다. 사망자는 30000명을 넘어섰다.
11월 21일, 30032~30066번째 사망자가 발생하였다.
11월 22일, 30067~30111번째 사망자가 발생하였다.
11월 23일, 30112~30164번째 사망자가 발생하였다.
11월 24일, 전라북도 누적 확진자가 90만명을 돌파하였다. 30165~30223번째 사망자가 발생하였다.
11월 25일, 30224~30278번째 사망자가 발생하였다.
11월 26일, 강원도 누적 확진자가 80만명을 돌파하였다. 30279~30330번째 사망자가 발생하였다.
11월 27일, 30331~30369번째 사망자가 발생하였다.
11월 28일, 30370~30413번째 사망자가 발생하였다.
11월 29일, 30414~30454번째 사망자가 발생하였다.
11월 30일, 30455~30506번째 사망자가 발생하였다.

### 12월
12월 1일, 30507~30568번째 사망자가 발생하였다.
12월 2일, 30569~30621번째 사망자가 발생하였다.
12월 3일, 30622~30669번째 사망자가 발생하였다.
12월 4일, 30670~30729번째 사망자가 발생하였다.
12월 5일, 30730~30769번째 사망자가 발생하였다.
12월 6일, 대전광역시 누적 확진자가 80만명을 돌파하였다. 30770~30793번째 사망자가 발생하였다.
12월 7일, 광주광역시 누적 확진자가 80만명을 돌파하였다. 30794~30847번째 사망자가 발생하였다.
12월 8일, 30848~30908번째 사망자가 발생하였다.
12월 9일, 30909~30975번째 사망자가 발생하였다.
12월 10일, 전라남도 누적 확진자가 90만명을 돌파하였다. 30976~31029번째 사망자가 발생하였다.
12월 11일, 31030~31069번째 사망자가 발생하였다.
12월 12일, 31070~31099번째 사망자가 발생하였다.
12월 13일, 31100~31128번째 사망자가 발생하였다.
12월 14일, 31129~31174번째 사망자가 발생하였다.
12월 15일, 31175~31232번째 사망자가 발생하였다.
12월 16일, 31233~31298번째 사망자가 발생하였다.
12월 17일, 31299~31353번째 사망자가 발생하였다.
12월 18일, 31354~31395번째 사망자가 발생하였다.
12월 19일, 31396~31434번째 사망자가 발생하였다.
12월 20일, 31435~31490번째 사망자가 발생하였다.
12월 21일, 울산광역시 누적 확진자가 60만명을 돌파하였다. 31491~31549번째 사망자가 발생하였다.
12월 22일, 31550~31611번째 사망자가 발생하였다.
12월 23일, 31612~31674번째 사망자가 발생하였다.
12월 24일, 31675~31744번째 사망자가 발생하였다.
12월 25일, 충청북도 누적 확진자가 90만명을 돌파하였다. 31745~31790번째 사망자가 발생하였다.
12월 26일, 31791~31832번째 사망자가 발생하였다.
12월 27일, 31833~31882번째 사망자가 발생하였다.
12월 28일, 31883~31951번째 사망자가 발생하였다.
12월 29일, 31952~32027번째 사망자가 발생하였다.
12월 30일, 32028~32095번째 사망자가 발생하였다.
12월 31일, 32096~32156번째 사망자가 발생하였다.

## 2023년

### 1월
1월 1일, 32157~32219번째 사망자가 발생하였다.
1월 2일, 32220~32272번째 사망자가 발생하였다.
1월 3일, 32273~32301번째 사망자가 발생하였다.
1월 4일, 32302~32355번째 사망자가 발생하였다.
1월 5일, 32356~32421번째 사망자가 발생하였다.
1월 6일, 일본으로 추월하여 세계 중 누적확진자 수 아시아 3위 국가이다. 32422~32496번째 사망자가 발생하였다.
1월 7일, 32497~32556번째 사망자가 발생하였다.
1월 8일, 32557~32590번째 사망자가 발생하였다.
1월 9일, 32591~32625번째 사망자가 발생하였다.
1월 10일, 경기도 누적 확진자가 800만명을 돌파하였다. 32626~32669번째 사망자가 발생하였다.
1월 11일, 32670~32745번째 사망자가 발생하였다.
1월 12일, 32746~32821번째 사망자가 발생하였다.
1월 13일, 32822~32867번째 사망자가 발생하였다.
1월 14일, 32868~32912번째 사망자가 발생하였다.
1월 15일, 32913~32949번째 사망자가 발생하였다.
1월 16일, 32950~32984번째 사망자가 발생하였다.
1월 17일, 전라북도 누적 확진자가 100만명을 돌파하였다. 32985~33014번째 사망자가 발생하였다.
1월 18일, 33015~33057번째 사망자가 발생하였다.
1월 19일, 33058~33104번째 사망자가 발생하였다.
1월 20일, 33105~33134번째 사망자가 발생하였다.
1월 21일, 33135~33185번째 사망자가 발생하였다.
1월 22일, 누적 확진자가 3000만명을 돌파하였다. 33186~33209번째 사망자가 발생하였다.
1월 23일, 33210~33235번째 사망자가 발생하였다.
1월 24일, 33236~33245번째 사망자가 발생하였다.
1월 25일, 33246~33270번째 사망자가 발생하였다.
1월 26일, 33271~33296번째 사망자가 발생하였다.
1월 27일, 33297~33332번째 사망자가 발생하였다.
1월 28일, 33333~33361번째 사망자가 발생하였다.
1월 29일, 33362~33390번째 사망자가 발생하였다.
1월 30일, 33391~33420번째 사망자가 발생하였다.
1월 31일, 33421~33444번째 사망자가 발생하였다.

### 2월
2월 1일, 33445~33486번째 사망자가 발생하였다.
2월 2일, 33487~33522번째 사망자가 발생하였다.
2월 3일, 33523~33552번째 사망자가 발생하였다.
2월 4일, 33553~33574번째 사망자가 발생하였다.
2월 5일, 33575~33596번째 사망자가 발생하였다.
2월 6일, 33597~33614번째 사망자가 발생하였다.
2월 7일, 33615~33624번째 사망자가 발생하였다.
2월 8일, 33625~33646번째 사망자가 발생하였다.
2월 9일, 33647~33680번째 사망자가 발생하였다,
2월 10일, 33681~33697번째 사망자가 발생하였다.
2월 11일, 33698~33713번째 사망자가 발생하였다.
2월 12일, 33714~33736번째 사망자가 발생하였다.
2월 13일, 33737~33747번째 사망자가 발생하였다.
2월 14일, 33748~33758번째 사망자가 발생하였다.
2월 15일, 33759~33782번째 사망자가 발생하였다.
2월 16일, 33783~33804번째 사망자가 발생하였다.
2월 17일, 33805~33832번째 사망자가 발생하였다.
2월 18일, 33833~33844번째 사망자가 발생하였다.
2월 19일, 33845~33856번째 사망자가 발생하였다.
2월 20일, 33857~33865번째 사망자가 발생하였다.
2월 21일, 33866~33873번째 사망자가 발생하였다.
2월 22일, 33874~33887번째 사망자가 발생하였다.
2월 23일, 33888~33909번째 사망자가 발생하였다.
2월 24일, 33910~33929번째 사망자가 발생하였다.
2월 25일, 33930~33940번째 사망자가 발생하였다.
2월 26일, 33941~33946번째 사망자가 발생하였다.
2월 27일, 33947~33961번째 사망자가 발생하였다.
2월 28일, 33962~33977번째 사망자가 발생하였다.

### 3월
3월 1일, 33978~33988번째 사망자가 발생하였다.
3월 2일, 33989~34003번째 사망자가 발생하였다.
3월 3일, 34004~34014번째 사망자가 발생하였다.
3월 4일, 34015~34020번째 사망자가 발생하였다.
3월 5일, 34021~34026번째 사망자가 발생하였다.
3월 6일, 전라남도 누적 확진자는 100만명 돌파하였다. 34027~34034번째 사망자가 발생하였다.
3월 7일, 34035~34049번째 사망자가 발생하였다.
3월 8일, 34050~34061번째 사망자가 발생하였다.
3월 9일, 34062~34081번째 사망자가 발생하였다.
3월 10일, 34082~34093번째 사망자가 발생하였다.
3월 11일, 강원도 누적 확진자가 90만명을 돌파하였다. 34094~34096번째 사망자가 발생하였다.
3월 12일, 34097~34103번째 사망자가 발생하였다.
3월 13일, 34104~34115번째 사망자가 발생하였다.
3월 14일, 34116~34121번째 사망자가 발생하였다.
3월 15일, 34122~34131번째 사망자가 발생하였다.
3월 16일, 34132~34148번째 사망자가 발생하였다.
3월 17일, 34149~34155번째 사망자가 발생하였다.
3월 18일, 34156~34159번째 사망자가 발생하였다.
3월 19일, 34160~34162번째 사망자가 발생하였다.
3월 20일, 34163~34171번째 사망자가 발생하였다.
3월 21일, 34172~34178번째 사망자가 발생하였다.
3월 22일, 34179~34187번째 사망자가 발생하였다.
3월 23일, 34188~34201번째 사망자가 발생하였다.
3월 24일, 34202~34211번째 사망자가 발생하였다.
3월 25일, 34212~34217번째 사망자가 발생하였다.
3월 26일, 34218~34220번째 사망자가 발생하였다.
3월 27일, 34221~34223번째 사망자가 발생하였다.
3월 28일, 34224~34231번째 사망자가 발생하였다.
3월 29일, 34232~34245번째 사망자가 발생하였다.
3월 30일, 34246~34255번째 사망자가 발생하였다.
3월 31일, 34256~34265번째 사망자가 발생하였다.

### 4월
4월 1일, 34266~34270번째 사망자가 발생하였다.
4월 2일, 34271~34274번째 사망자가 발생하였다.
4월 3일, 대전광역시 누적 확진자가 90만명을 돌파하였다. 34275~34281번째 사망자가 발생하였다.
4월 4일, 34282~34289번째 사망자가 발생하였다.
4월 5일, 서울특별시 누적 확진자가 600만명을 돌파하였다. 34289~34296번째 사망자가 발생하였다.
4월 6일, 34297~34309번째 사망자가 발생하였다.
4월 7일, 34310~34318번째 사망자가 발생하였다.
4월 8일, 34319~34322번째 사망자가 발생하였다.
4월 9일, 광주광역시 누적 확진자가 90만명을 돌파하였다. 34323~34324번째 사망자가 발생하였다.
4월 10일, 34325~34332번째 사망자가 발생하였다.
4월 11일, 34333~34342번째 사망자가 발생하였다.
4월 12일, 34343~34356번째 사망자가 발생하였다.
4월 13일, 34357~34361번째 사망자가 발생하였다.
4월 14일, 34362~34366번째 사망자가 발생하였다.
4월 15일, 34367~34368번째 사망자가 발생하였다.
4월 16일, 34369~34372번째 사망자가 발생하였다.
4월 17일, 34373~34376번째 사망자가 발생하였다.
4월 18일, 34377~34386번째 사망자가 발생하였다.
4월 19일, 34387~34392번째 사망자가 발생하였다.
4월 20일, 34393~34401번째 사망자가 발생하였다.
4월 21일, 34402~34408번째 사망자가 발생하였다.
4월 22일, 34409~34413번째 사망자가 발생하였다.
4월 23일, 34414~34419번째 사망자가 발생하였다.
4월 24일, 34420~34427번째 사망자가 발생하였다.
4월 25일, 34428~34434번째 사망자가 발생하였다.
4월 26일, 34435~34449번째 사망자가 발생하였다.
4월 27일, 34450~34460번째 사망자가 발생하였다.
4월 28일, 34461~34471번째 사망자가 발생하였다.
4월 29일, 34472~34474번째 사망자가 발생하였다.
4월 30일, 34475~34479번째 사망자가 발생하였다.

### 5월
5월 1일, 34480~34487번째 사망자가 발생하였다.
5월 2일, 34488~34497번째 사망자가 발생하였다.
5월 3일, 34498~34505번째 사망자가 발생하였다.
5월 4일, 34506~34512번째 사망자가 발생하였다.
5월 5일, 34513~34518번째 사망자가 발생하였다.
5월 6일, 34519~34521번째 사망자가 발생하였다.
5월 7일, 34522~34527번째 사망자가 발생하였다.
5월 8일, 34528~34534번째 사망자가 발생하였다.
5월 9일, 34535~34548번째 사망자가 발생하였다.
5월 10일, 34549~34571번째 사망자가 발생하였다.
5월 11일, 34572~34583번째 사망자가 발생하였다.
5월 12일, 34584~34591번째 사망자가 발생하였다.
5월 13일, 34592~34597번째 사망자가 발생하였다.
5월 14일, 34598~34603번째 사망자가 발생하였다.
5월 15일, 34604~34610번째 사망자가 발생하였다.
5월 16일, 세종특별자치시 누적 확진자가 25만명을 돌파하였다. 34611~34623번째 사망자가 발생하였다.
5월 17일, 34624~34634번째 사망자가 발생하였다.
5월 18일, 34635~34652번째 사망자가 발생하였다.
5월 19일, 제주특별자치도 누적 확진자는 40만명을 돌파하였다. 34653~34665번째 사망자가 발생하였다.
5월 20일, 34666~34670번째 사망자가 발생하였다.
5월 21일, 34671~34675번째 사망자가 발생하였다.
5월 22일, 34676~34687번째 사망자가 발생하였다.
5월 23일, 34688~34702번째 사망자가 발생하였다.
5월 24일, 34703~34719번째 사망자가 발생하였다.
5월 25일, 34720~34736번째 사망자가 발생하였다.
5월 26일, 34737~34751번째 사망자가 발생하였다.
5월 27일, 34752~34754번째 사망자가 발생하였다.
5월 28일, 34755~34757번째 사망자가 발생하였다.
5월 29일, 34758~34760번째 사망자가 발생하였다.
5월 30일, 34761~34767번째 사망자가 발생하였다.
5월 31일, 34768~34784번째 사망자가 발생하였다.

### 6월
6월 1일, 34785~34804번째 사망자가 발생하였다.
6월 2일, 34805~34815번째 사망자가 발생하였다.
6월 3일, 일일 코로나 확진자 발표의 공식종료를 하였다.

### 내용주
틀:각주

### 참조주
1. ↑  “'中 원인불명 폐렴' 국내 첫 의심환자 발생…36세 중국여성”. 중앙일보. 2020년 1월 8일. 2020년 1월 29일에 확인함.
2. ↑  “[속보] “국내 ‘원인불명 폐렴’ 증상자, 중국 폐렴과 상관없다””. 국민일보. 2020년 1월 11일. 2020년 1월 29일에 확인함.
3. 1 2  “국내서 中신종폐렴 확진자 첫 발생···우한 다녀온 중국인 여성”. 중앙일보. 2020년 1월 20일. 2020년 1월 29일에 확인함.
4. ↑  “국내서 '우한 폐렴' 확진자 1명 발생…위기경보 '주의'로 상향(종합)”. 연합뉴스. 2020년 1월 20일. 2020년 1월 29일에 확인함.
5. 1 2  “'우한 폐렴' 증상자 전원 음성…중국에 역학조사관 파견(종합)”. 연합뉴스. 2020년 1월 23일. 2020년 1월 29일에 확인함.
6. ↑  “[속보]文대통령 "'신종 코로나바이러스' 경제 영향 점검하라"”. 파이낸셜뉴스. 2020년 1월 22일. 2020년 1월 29일에 확인함.
7. ↑  “[속보] 외교부 "중국 우한 여행자제 발령"”. 한국경제. 2020년 1월 23일. 2020년 1월 29일에 확인함.
8. ↑  “행안부, 신종 코로나 바이러스 감염 예방 안내 문자”. 뉴스핌. 2020년 1월 23일. 2020년 1월 29일에 확인함.
9. ↑  “韓, 하루 2000명씩 中여행 취소…대한항공, 우한 직항 일시중단”. 매일경제. 2020년 1월 23일. 2020년 1월 31일에 확인함.
10. 1 2 3  “국내 '우한 폐렴' 확진환자 두 번째 발생…50대 한국남성(종합)”. 연합뉴스. 2020년 1월 24일. 2020년 1월 29일에 확인함.
11. ↑  “질본 “신종 코로나바이러스 두번째 환자 접촉자 69명””. 경향신문. 2020년 1월 24일. 2020년 1월 31일에 확인함.
12. ↑  “(속보) 외교부 “中 후베이성 머무는 국민 긴급용무 아닌 한 철수하라””. 서울경제. 2020년 1월 25일. 2020년 2월 1일에 확인함.
13. ↑  “외교부, 중국 우한 등 후베이성 ‘철수권고’”. 한겨레. 2020년 1월 25일. 2020년 2월 1일에 확인함.
14. ↑  “외교부 “중국 후베이성 체류 국민 철수권고””. 서울신문. 2020년 1월 25일. 2020년 2월 1일에 확인함.
15. ↑  “질병관리본부, 우한폐렴 오염지역 '우한'→'중국 전역' 변경예정”. 연합뉴스. 2020년 1월 25일. 2020년 2월 1일에 확인함.
16. ↑  “질병관리본부 "국내 두번째 '우한폐렴' 환자 상태도 '안정적'"”. 연합뉴스. 2020년 1월 25일. 2020년 2월 1일에 확인함.
17. 1 2 3  “국내 세번째 '신종코로나감염증' 확진자 발생…54세 한국인(종합)”. 연합뉴스. 2020년 1월 26일. 2020년 2월 1일에 확인함.
18. ↑  “'우한 폐렴' 국내 3번째 확진자…의심환자 1명도 검사 중(종합)”. 노컷뉴스. 2020년 1월 26일. 2020년 2월 1일에 확인함.
19. 1 2  “'우한 폐렴' 국내 세 번째 확진자 발생…명지병원 격리”. 아이뉴스24. 2020년 1월 26일. 2020년 2월 1일에 확인함.
20. ↑  “[단독]국내 세번째 확진자 '능동감시' 대상 아니었다…'검역구멍'”. 뉴스원. 2020년 1월 26일. 2020년 2월 1일에 확인함.
21. ↑  “'우한폐렴' 검역 강화…"발열·기침 하나만 있어도 격리"(종합)”. 연합뉴스. 2020년 1월 26일. 2020년 2월 1일에 확인함.
22. ↑  “[속보] 文대통령 "우한 폐렴, 정부 대응 믿고 과도한 불안 마시길"”. 세계일보. 2020년 1월 26일. 2020년 2월 1일에 확인함.
23. 1 2  “우한 교민 아산·진천 격리생활…무증상 교민 우선 이송(종합2보)”. 연합뉴스. 2020년 1월 29일. 2020년 1월 29일에 확인함.
24. ↑  “우한 교민 아산 격리수용 결정에 주민들 시설 진입로 봉쇄(종합)”. 연합뉴스. 2020년 1월 29일. 2020년 1월 29일에 확인함.
25. ↑  “신종코로나 의심환자, 격리 거부시 체포돼 강제 격리된다”. 연합뉴스. 2020년 1월 29일. 2020년 1월 29일에 확인함.
26. ↑  아산 경찰인재개발원 우한 2차 교민 334명 전원 퇴소 출처: 조선일보
27. 1 2 3  “코로나바이러스감염증-19 중앙사고수습본부 정례브리핑” (PDF). 보건복지부 중앙사고수습본부. 2020년 2월 20일. 2020년 2월 20일에 원본 문서 (PDF)에서 보존된 문서. 2020년 2월 20일에 확인함.
28. ↑  “대구 첫 코로나 31번째 확진자 이동경로…한방병원→대구교회→강남→퀸벨호텔(종합)”. 《한국경제》. 2020년 2월 18일.
29. ↑  “대구도 뚫렸다…코로나19 31번째 확진자 발생”. 《노컷뉴스》.
30. 1 2  “31번 확진자 예배볼 때 460명 동석…신천지, 모든 예배 중단(종합)”. 《연합뉴스》. 2020년 2월 18일.
31. ↑  “[종합] 신천지가 뭐길래…국내 첫 '슈퍼전파'에 예배 참석자 전원조사”. 《한국경제》. 2020년 2월 19일.
32. ↑  “코로나 진앙지 된 신천지교회···여기서만 확진자 38명 나왔다”. 《중앙일보》. 2020년 2월 20일.
33. ↑  동원령 1호가 각 시도 소방차, 구급차량과 인원 가운데 당번소방력의 5%, 2호가 10%, 3호가 20%을 동원
34. ↑  “소방청, 코로나19 환자 이송 위해 동원령 1호 발령”. MBC. 2020년 2월 21일.
35. ↑  보건당국 "국내 두번째 사망자, 코로나19로 인한 폐렴으로 사망" 출처: 연합뉴스
36. ↑  부산 19세 확진 환자, ‘아산’ 퇴소교민 아들 출처: 동아일보
37. ↑  “코로나19 확진 602명…부산교회·성지순례객도 '집단감염'(종합2보)”. 《뉴시스》. 2020년 2월 23일.
38. ↑  “'코로나19'에 전국 유초중고 개학 1주일 연기…3월 9일로(종합)”. 《연합뉴스》. 2020년 2월 23일.
39. ↑  “코로나19 확진자 161명·사망자 1명 추가”. 《아시아경제》. 2020년 2월 24일.
40. ↑  틀:코로나19 범유행/대한민국 차트
41. ↑  “코로나19 사망자 하루새 17명→21명…확진자 총 3천736명(종합3보)”. 《연합뉴스》. 2020년 3월 1일.
42. ↑  “전국 유치원·초중고 개학 23일로 늦춘다”. 《세계일보》. 2020년 3월 2일.
43. ↑  “코로나19 어제 하루 600명 추가 확진…총 4천812명”. 《SBS 뉴스》. 2020년 3월 3일.
44. ↑  코로나 `골든크로스`…완치>신규 확진자, 매일경제, 2020년 3월 13일.
45. ↑  “코로나19 완치율 첫 10% 돌파… 3일째 완치자가 확진자 추월”. 《뉴시스》. 2020년 1월 30일.
46. ↑  “코로나19 추가 확진자, 수도권이 대구·경북 추월”. 《한겨레》. 2020년 3월 17일.
47. ↑  “질본 "대구 17세 사망 원인 코로나19 아냐"...최종 '음성' 판정”. 동아일보. 2020년 3월 19일. 2020년 3월 26일에 확인함.
48. ↑  “의정부시청, 코로나19 5번째 확진자 사망…이동 동선 보니”. 《이투데이》. 2020년 3월 30일.
49. ↑  “울산서 코로나19 첫 사망자 발생, 60대 기저 질환자”. 《경남신문》. 2020년 4월 1일. 2021년 3월 12일에 확인함.
50. ↑  권, 윤수 (2020년 4월 3일). “대구서 코로나19 확진 의사 숨져…첫 의료인 사망”. 《MBC》. 2021년 3월 7일에 확인함.
51. ↑  “사흘째 코로나19 감염 50명 내외···사망자 200명”. 《데일리메디》. 2020년 4월 8일. 2021년 3월 7일에 확인함.
52. ↑  “박원순 “단 한 분도 잃고 싶지 않았다”…서울 첫 사망자 애도(전문)”. 《국민일보》. 2020년 4월 7일. 2021년 3월 7일에 확인함.
53. ↑  “정부 ‘거리두기’ 연장 목표 ‘신규 확진 50명 미만’ 왜”. 《세계일보》. 2020년 4월 5일. 2021년 3월 6일에 확인함.
54. ↑  신, 선미 (2020년 4월 6일). “"코로나19 폭발적 감염 한국서도 나타날 수 있어…엄중한 상황"(종합)”. 《연합뉴스》. 2021년 3월 7일에 확인함.
55. ↑  김, 남하 (2020년 4월 6일). “질본이 솔직하게 털어놓은 어제(5일) 추가 확진자가 '50명 아래로' 떨어진 이유”. 《인사이트》. 2021년 3월 6일에 확인함.
56. ↑  강, 애란 (2020년 4월 8일). “코로나19 하루확진 이틀째 50명 미만…"숫자에 일희일비 말아야"”. 《연합뉴스》. 2021년 3월 6일에 확인함.
57. ↑  “[더뉴스-더인터뷰] 추가 확진 이틀 연속 50명 이하...수도권 불씨 우려 여전”. 《YTN》. 2020년 4월 7일. 2021년 3월 6일에 확인함.
58. ↑  “신규 확진자 13명…완화된 사회적 거리두기 5월5일까지”. 《KBS》. 2020년 4월 20일. 2021년 3월 7일에 확인함.
59. ↑  “4월 극장 관객 수 역대 최저…황금연휴 맞아 회복세”. 《KBS》. 2020년 5월 2일. 2021년 3월 7일에 확인함.
60. ↑  윤, 호영 (2020년 5월 2일). “모다아울렛, 고강도 사회적 거리두기 완화로 고객 발걸음 증가”. 《시사뉴스》. 2021년 3월 7일에 확인함.
61. 1 2  “코로나 '사회적 거리두기'→'생활 속 거리두기' 전환 임박”. 《한국경제》. 2020년 5월 1일. 2021년 3월 7일에 확인함.
62. 1 2 3  “이태원 집단감염 ‘용인66번’서 시작된 듯…감염경로 아직 몰라”. 2020년 5월 8일. 2020년 5월 12일에 확인함.
63. ↑  “이태원 클럽 관련 13명 추가 확진…외국인·군인도”. 《연합뉴스TV》. 2020년 5월 8일. 2021년 3월 13일에 확인함.
64. ↑  “클럽 다닌 용인확진자 친구도 감염…‘이태원 코로나’ 발칵”. 《국민일보》. 2020년 5월 7일. 2021년 3월 13일에 확인함.
65. ↑  “"서울 모든 유흥시설 집합금지...위반시 엄중 처벌"”. 2020년 5월 9일. 2020년 5월 12일에 확인함.
66. ↑  정동훈 (2020년 5월 11일). “결국 '또' 개학 연기…고3 '학사 일정' 차질 불가피”. 2020년 5월 12일에 확인함.
67. ↑  “이태원 관련 확진자 총 102명…클럽 방문 73명·2차 감염 29명”. 2020년 5월 12일에 확인함.
68. 1 2  “이태원 클럽發 ‘황금연휴 집단감염’”. 《세계일보》. 2020년 5월 8일. 2021년 3월 12일에 확인함.
69. ↑  “[보고] 방심했다…'이태원 클럽' 코로나 확진 오늘만 12명”. 《중앙일보》. 2020년 5월 8일. 2021년 3월 13일에 확인함.
70. ↑  https://n.news.naver.com/article/366/0000572175
71. ↑  박능후 "확진자 200명 내외로 감소추세지만 안심할 단계 아냐" - 연합뉴스
72. 1 2  최하얀 (2020년 11월 1일). “코로나 장기전 대비해…거리두기 3→5단계로 세분화”. 한겨레. 2020년 12월 6일에 확인함.
73. ↑  오늘부터 새 거리두기 1단계…방역수칙 위반시 과태료 10만원, 연합뉴스, 2020년 11월 7일.
74. ↑  정혜민 (2020년 11월 15일). “고려대 아이스하키 동아리 관련 코로나19 확진자 총 8명(종합)”. 뉴스1. 2020년 12월 6일에 확인함.
75. ↑  엄윤주 (2020년 12월 1일). “고려대 기숙사생 등 3명 추가 확진..."일부 건물 폐쇄"”. YTN. 2020년 12월 6일에 확인함.
76. ↑  이연희; 임재희 (2020년 11월 16일). “수원대 미술대학원 14명 집단감염…모임·직장·식당 'N차 전파' 급증”. 뉴시스. 2020년 12월 6일에 확인함.
77. ↑  최선을 (2020년 11월 19일). ““신촌 가기 겁난다” “어느 식당이냐” 불안한 연세대 학생들(종합)”. 서울신문. 2020년 12월 6일에 확인함.
78. ↑  유승목 (2020년 11월 20일). “신촌 '코로나 비상'에 연세대 "전면 비대면 수업 전환"”. 머니투데이. 2020년 12월 6일에 확인함.
79. ↑  이하은 (2020년 11월 19일). “대학가 확진자 79명 ‘일주일 새 4배 급증’…비대면수업 대학 증가”. 한국대학신문. 2020년 12월 6일에 확인함.
80. ↑  김홍근 (2020년 11월 19일). “‘기말고사 코앞인데’…코로나19 확산세, 선택의 기로 놓인 대학들”. 한국대학신문. 2020년 12월 6일에 확인함.
81. ↑  이준범 (2020년 11월 19일). “서울시 "코로나 재확산 핼러윈·도심 주말집회와 무관..지역사회 잔존 감염 영향"”. MBC. 2020년 12월 6일에 확인함.
82. ↑  서혜미; 박태우; 박윤경 (2020년 11월 20일). “임용고시 덮친 ‘노량진 학원발’ 감염…전국으로 흩어졌다”. 한겨레. 2020년 12월 6일에 확인함.
83. ↑  구경하 (2020년 11월 25일). “서울 강서구 에어로빅 교습소에서 52명 확진”. KBS. 2020년 12월 6일에 확인함.
84. ↑  배민욱; 하종민 (2020년 11월 30일). “서울 신규확진 128명, 13일째 세자리…에어로빅 등 n차감염 속출(종합)”. 뉴시스. 2020년 12월 6일에 확인함.
85. ↑  하경민 (2020년 11월 24일). “부산, 지하 음악실서 집단감염…하루 새 18명 확진(종합)”. 뉴시스. 2020년 12월 6일에 확인함.
86. ↑  김태환; 음상준; 이영성 (2020년 11월 30일). “김장모임·동창·친척, 지인끼리 감염 확산…장구강습 관련 총 148명”. 뉴스1. 2020년 12월 6일에 확인함.
87. ↑  홍정명 (2020년 11월 25일). “경남, 진주·창원서 이·통장 등 확진자 22명 발생(종합)”. 뉴시스. 2020년 12월 6일에 확인함.
88. ↑  서혜미; 김광수 (2020년 11월 30일). “정은경 “내주 1천명 나올수도”…부산, 병상 부족 대구로 환자 이송”. 한겨레. 2020년 12월 6일에 확인함.
89. ↑  임효진 (2020년 11월 25일). ““수능 앞둔 수험생 포함”...청주 코로나19 4명 확진”. 서울신문. 2020년 12월 6일에 확인함.
90. ↑  박재천 (2020년 11월 30일). “제천 10명 코로나19 추가 확진…김장모임 등 6일간 63명(종합)”. 연합뉴스. 2020년 12월 6일에 확인함.
91. ↑  수도권 거리두기 1.5단계로 격상…목요일 0시부터 적용(종합) 연합뉴스.
92. ↑  내일부터 수도권 2단계… 코로나 셧다운 디지털타임즈.
93. ↑  이도연 (2020년 11월 20일). “정부, '3차 유행' 공식화…수도권 일평균 200명되면 2단계 검토(종합)”. 연합뉴스. 2020년 12월 6일에 확인함.
94. 1 2 3  김서영 (2020년 11월 26일). “코로나19 오늘 500명대 나올 수도…3차 대유행 본격화”. 연합뉴스. 2020년 12월 6일에 확인함.
95. 1 2  이혜인; 이창준; 박채영; 박준철; 오경민 (2020년 11월 30일). ““올겨울 ‘최대 고비’…1·2차 유행보다 훨씬 긴 싸움 될 수도””. 경향신문. 2020년 12월 6일에 확인함.
96. ↑  이대혁 (2020년 11월 26일). “느슨해진 젊은 층, 한 박자 늦은 대응... K-방역의 위기”. 한국일보. 2020년 12월 6일에 확인함.
97. ↑  장연제 (2020년 12월 4일). “신규확진 629명, 9개월 만에 600명대…수도권 역대 최대”. 동아일보. 2020년 12월 6일에 확인함.
98. ↑  김서영 (2020년 12월 6일). “주말 신규확진 631명 '3차 유행'후 최다…수도권 2.5단계 가능성(종합)”. 연합뉴스. 2020년 12월 6일에 확인함.
99. ↑  신선미 (2020년 12월 6일). “8일부터 수도권 2.5단계, 밤 9시 이후 셧다운…비수도권은 2단계(종합)”. 연합뉴스. 2020년 12월 6일에 확인함.
100. ↑  이효연 (2020년 12월 12일). “코로나19 신규 확진자 950명…첫 확진자 발생 이후 역대 최다”. KBS. 2020년 12월 12일에 확인함.
101. ↑  신재우 (2020년 12월 13일). “가속도 붙은 코로나19 결국 1천명선도 넘어…3단계 내부 검토(종합)”. 연합뉴스. 2020년 12월 13일에 확인함.
102. ↑  “꼼수 손님은 어떻게?...'식당 5인 이상 금지' 시행 첫날 모습”. YTN. 2020년 12월 23일. 2020년 12월 25일에 확인함.
103. ↑  틀:뉴스 인용
104. ↑  #invoke:citation/CS1
105. ↑  #invoke:citation/CS1
106. ↑  #invoke:citation/CS1
107. ↑  #invoke:citation/CS1
108. ↑  #invoke:citation/CS1
109. ↑  #invoke:citation/CS1
110. ↑  #invoke:citation/CS1
111. ↑  틀:뉴스 인용
112. ↑  틀:뉴스 인용
113. ↑  틀:뉴스 인용
114. ↑  틀:뉴스 인용
115. ↑  틀:뉴스 인용
116. ↑  틀:뉴스 인용
117. ↑  틀:뉴스 인용
118. ↑  틀:뉴스 인용
119. ↑  틀:뉴스 인용
120. ↑  틀:뉴스 인용
121. ↑  틀:뉴스 인용
122. ↑  틀:뉴스 인용
123. ↑  틀:웹 인용
124. ↑  틀:뉴스 인용
125. ↑  틀:뉴스 인용
126. ↑  틀:뉴스 인용
127. ↑  틀:뉴스 인용
128. ↑  틀:웹 인용
129. ↑  틀:웹 인용
130. ↑  틀:웹 인용
131. ↑  틀:웹 인용
132. ↑  틀:웹 인용
133. ↑  틀:웹 인용
134. ↑  틀:웹 인용
135. ↑  틀:웹 인용
136. ↑  틀:웹 인용
137. ↑  틀:웹 인용
138. ↑  틀:웹 인용
139. ↑  틀:웹 인용
140. ↑  틀:웹 인용
141. ↑  틀:웹 인용
142. ↑  틀:웹 인용
143. ↑  틀:웹 인용
144. ↑  https://news.mt.co.kr/mtview.php?no=2021120410052555173
145. ↑  https://www.yna.co.kr/view/AKR20220302049300061?input=1195m
146. ↑  https://www.yna.co.kr/view/AKR20220305034800004
147. ↑  https://www.chosun.com/national/regional/yeongnam/2022/04/13/CCDGADTW3REATJYDVCDURISXOI/?utm_source=naver&utm_medium=referral&utm_campaign=naver-news
148. ↑  https://www.yna.co.kr/view/AKR20220420056900065?input=1195m
149. ↑  https://newsis.com/view/?id=NISX20220422_0001843897&cID=10812&pID=10800

틀:위키데이터 속성 추적
1. ↑  3월 1일까지는 같은 날 16:00 KST 시점의 집계 데이터이며 3월 2일부터는 0:00 KST 시점의 집계 데이터이다. 발표는 매일 KST 시간대로 11시 정도에 발표된다.